# Cattedrale dei Santi Erasmo e Marciano e di Santa Maria Assunta
a pregar pe' tuoi morti, riconosci

il Vessillo di Pio ne' tuoi trofei,

toglilo alla custodia perché scrosci

come al vento di Lepanto tra i dardi

d'Ali [...]»
(Gabriele D'Annunzio, La canzone dei trofei)
La basilica cattedrale dei Santi Erasmo e Marciano e di Santa Maria Assunta, chiamata anche cattedrale dei Santi Erasmo e Marciano o più semplicemente cattedrale di Sant'Erasmo, è il principale luogo di culto cattolico di Gaeta, chiesa madre dell'arcidiocesi omonima e sede della parrocchia dei santi Erasmo di Formia, Marciano di Siracusa e Maria Santissima Assunta in Cielo.
La cattedrale sorse in luogo della più antica chiesa di Santa Maria del Parco e fu ampliata più volte a partire dal IX secolo. Nel XIII assunse una struttura a sette navate che mantenne inalterata sotto le superfetazioni posteriori; importanti furono gli interventi del XVII secolo, condotti dalla famiglia Lazzari, che rifecero l'attuale abside e il succorpo risalenti alla fine del secolo precedente e dell'ultimo quarto del XVIII secolo, quando su progetto di Pietro Paolo Ferrara l'interno assunse l'odierna conformazione. La facciata neogotica venne iniziata nel 1903-1904 e completata solo nel 1950.
La cattedrale è stata elevata alla dignità di basilica minore da papa Pio IX il 10 dicembre 1848 mentre dal 18 gennaio 1941 è monumento nazionale italiano.

## Storia

### La cattedrale di Santa Maria del Parco

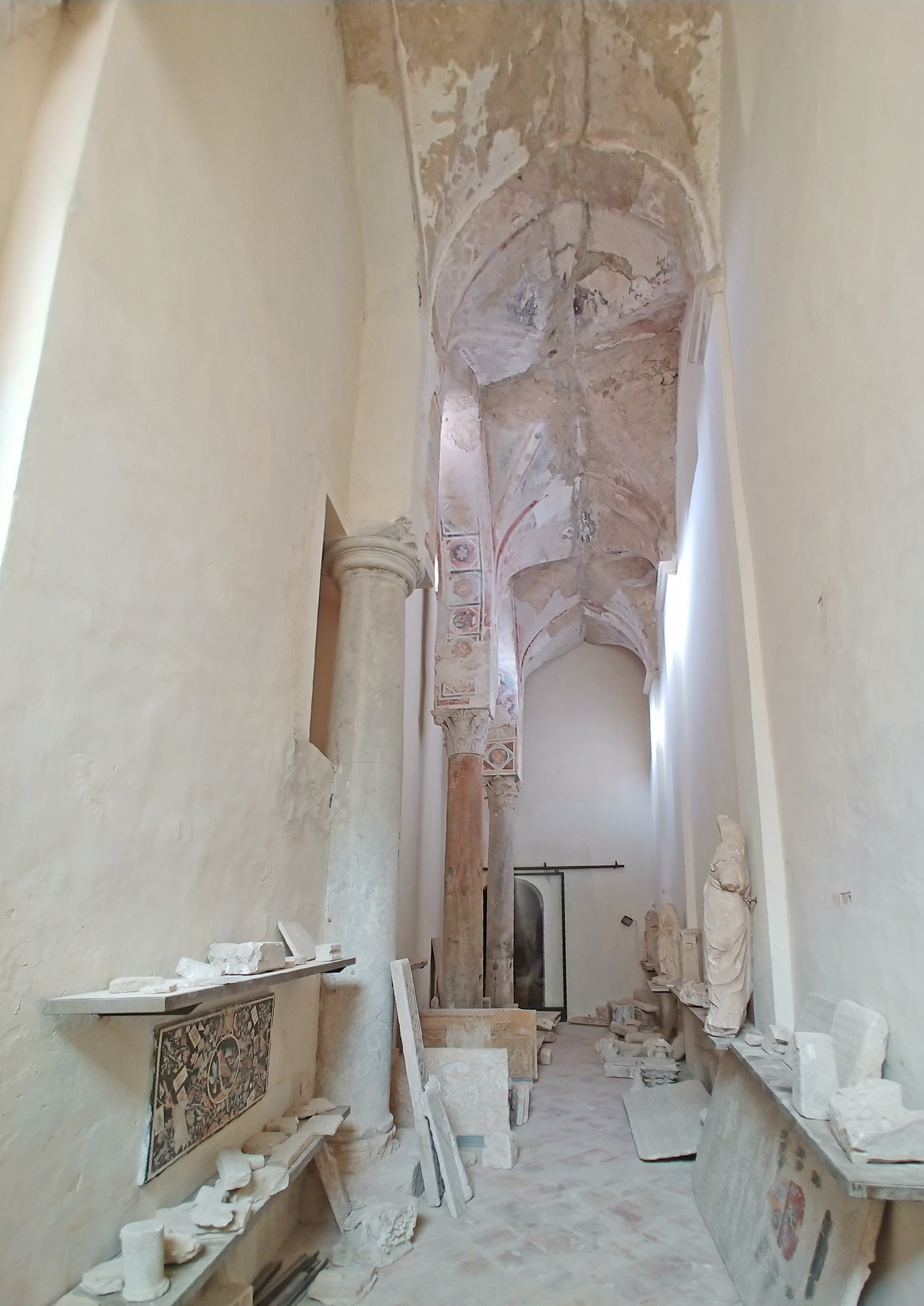
Interno della settima navata, navata laterale sinistra della prima cattedrale.

Anticamente, la città di Gaeta ricadeva sotto la giurisdizione della diocesi di Formia, secondo la tradizione fondata entro il 487. A causa delle frequenti incursioni saracene, nella seconda metà dell'VIII secolo la sede vescovile venne trasferita nella più sicura città di Gaeta, affiancandone il titolo a quello formiano a partire dal 787 con il vescovo Campolo, cui si andò a sostituire definitivamente dall'867 con il vescovo Rainulfo I.
Le reliquie di sant'Erasmo vennero portate a Gaeta nell'842 dal vescovo Giovanni III e collocate nella preesistente chiesa di Santa Maria del Parco (probabilmente la stessa chiesa di Santa Maria extra portam citata nell'831); tale edificio probabilmente esisteva già alla fine del VII secolo e doveva il proprio appellativo (posto ad indicare un'area recintata) all'inclusione all'interno della seconda cinta muraria della città, edificata tra la fine dell'VIII secolo e gli inizi di quello successivo. Il complesso episcopale sorgeva in un'area terrazzata prospiciente il porto, nei pressi dal palazzo ducale, in un'area densamente costruita ed aveva inglobato due horrea di epoca tardo-repubblicana costruiti a servizio del porto stesso. Al di sotto del podio su cui sorgevano cattedrale ed episcopio vi erano alcuni scantinati di proprietà Docibile II (passati poi nel 954 a suo figlio Marino II) che avevano accesso diretto sull'esterno; in quello sottostante l'altare di sant'Eupuria si trovava una cella affidata dal 978 al rettore dell'eremo di San Michele Arcangelo sul monte Altino.
Con il ritrovamento delle spoglie di sant'Erasmo effettuata da parte del vescovo Bono (917) il culto del santo crebbe, tanto da diventare patrono della città, registrato dal 995 come co-dedicatario della cattedrale. Per tale motivo, l'ipato Giovanni II di Gaeta (933-963) programmò una serie di lavori (avviati probabilmente nel 954) per dare alle reliquie del martire un'adeguata collocazione, acquistando un'abitazione contigua alla cattedrale per ampliare la chiesa ed edificare il nuovo episcopio. La cattedrale acquisì ulteriore importanza nel 933 o 934 quando vi fu sepolto l'ipato Giovanni patrizio imperiale, nonno di Giovanni II.

### La cattedrale del XII secolo

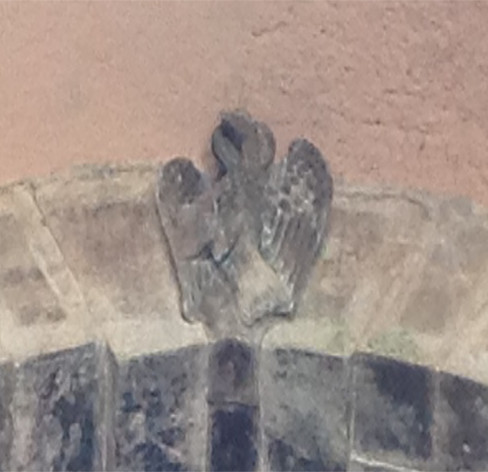
La chiave di volta dell'arcata interna del basamento del campanile, con l'iscrizione recante il nome del progettista: Nicolangelo.

Nel 1003 il vescovo Bernardo, figlio di Marino II, diede avvio alla costruzione del battistero di San Giovanni acquistando una casa situata nei pressi della cattedrale ed iniziando così il «processo di monumentalizzazione del fronte settentrionale del complesso episcopale», probabilmente costituito da una serie di scalee e loggiati; Il progettista del battistero fu forse Stefano, citato in un documento del vescovo Leone IV del 1052; nel medesimo documento viene descritto l'accesso monumentale al complesso dalla parte del portico che avveniva con una doppia scalinata: quella che immetteva nella chiesa e quella che, invece, attraverso il succorpo raggiungeva l'episcopio.
A partire dal regno degli ipati Giovanni I (867-933) e Docibile II suo figlio (933-954), la chiesa venne ampliata, e nuovamente dopo il 978, per venire infine consacrata il 22 gennaio 1106 da papa Pasquale II e dedicata a santa Maria Assunta e a sant'Erasmo, e probabilmente anche a san Marciano e san Probo; questa aveva una struttura a tre navate con accesso rivolto verso il mare e fu il luogo in cui venne consacrato papa Gelasio II il 10 marzo 1118.
Nel 1148 ebbe inizio la costruzione dell'alta torre campanaria su progetto di Nicolangelo, romano, su un terreno appositamente donato dal monaco Pandolfo Pelagrosio. I lavori si protrassero fino al 1180, giungendo alla sommità della torre quadrangolare. Il cupolino apicale a base ottagonale venne aggiunto soltanto nel 1279 durante l'episcopato di Bartolomeo Maltacea.

### La cattedrale attuale

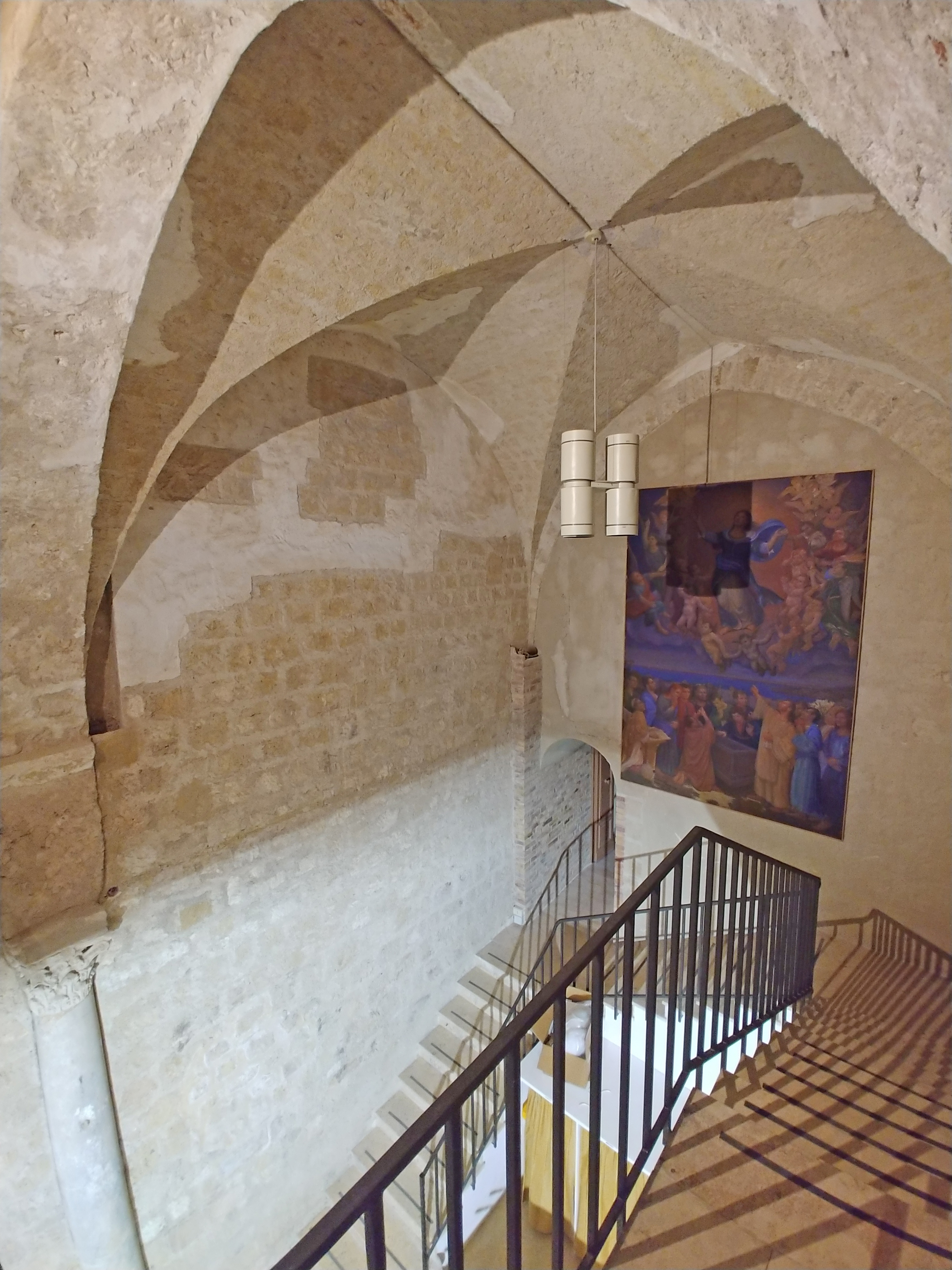
La prima campata della navata laterale occidentale esterna della cattedrale gotica.

Nel XIII secolo la cattedrale venne ricostruita con orientamento opposto rispetto a quello originario ed una più ampia struttura a sette navate divise da trentasei colonne alle quali, nel corso dei secoli, ne furono aggiunte altre di sezione minore per meglio sostenere la struttura; la navata laterale sinistra della prima cattedrale, sebbene non in asse con le altre, andò a costituire la prima navata laterale di destra della nuova chiesa. In merito alla singolare conformazione dell'edificio vi sono due principali tesi:
- la prima considera la struttura a sette navate tutta realizzata ex novo entro il 1256 in seguito al potente terremoto del 1º giugno 1213 inglobando la cattedrale dell'XI secolo, e giustifica l'anomalo numero di navate come soluzione, mediante il moltiplicarsi del numero di navate, all'impossibilità di moltiplicare il numero di campate per la presenza di edifici e strade preesistenti;[29]
- la seconda, che si rifà a casi come quello della cattedrale di Sant'Andrea e dell'annessa basilica del Crocifisso ad Amalfi, la considera frutto dell'unione di due edifici di culto preesistenti di tre navate ciascuno (la cattedrale dell'XI secolo e una chiesa ad essa parallela), uniti dopo il 1255[30] mediante un'ulteriore navata appositamente costruita che sarebbe andata a costituire la navata centrale della nuova cattedrale.[31]

Per tutto il XIII secolo l'edificio venne arricchito con preziosi manufatti, tra i quali la colonna del cero pasquale e un pulpito; nel 1303, in occasione del millenario della morte di sant'Erasmo, venne fatta realizzare una preziosa statua argentea raffigurante il patrono. È probabile che il terremoto dell'Appennino centro-meridionale del 1349 abbia danneggiato anche la cattedrale di Gaeta e che la campagna decorativa pittorica della fine del XIV secolo - della quale sono testimonianza i brani di affreschi visibili nella settima navata - sia riconducibile ai restauri successivi a tale sisma.
Nei secoli XV e XVI, l'arredamento interno della chiesa subì alcune modifiche: venne modificato l'assetto del presbiterio e installato un coro ligneo intagliato, nonché un primo organo a canne di modeste dimensioni.

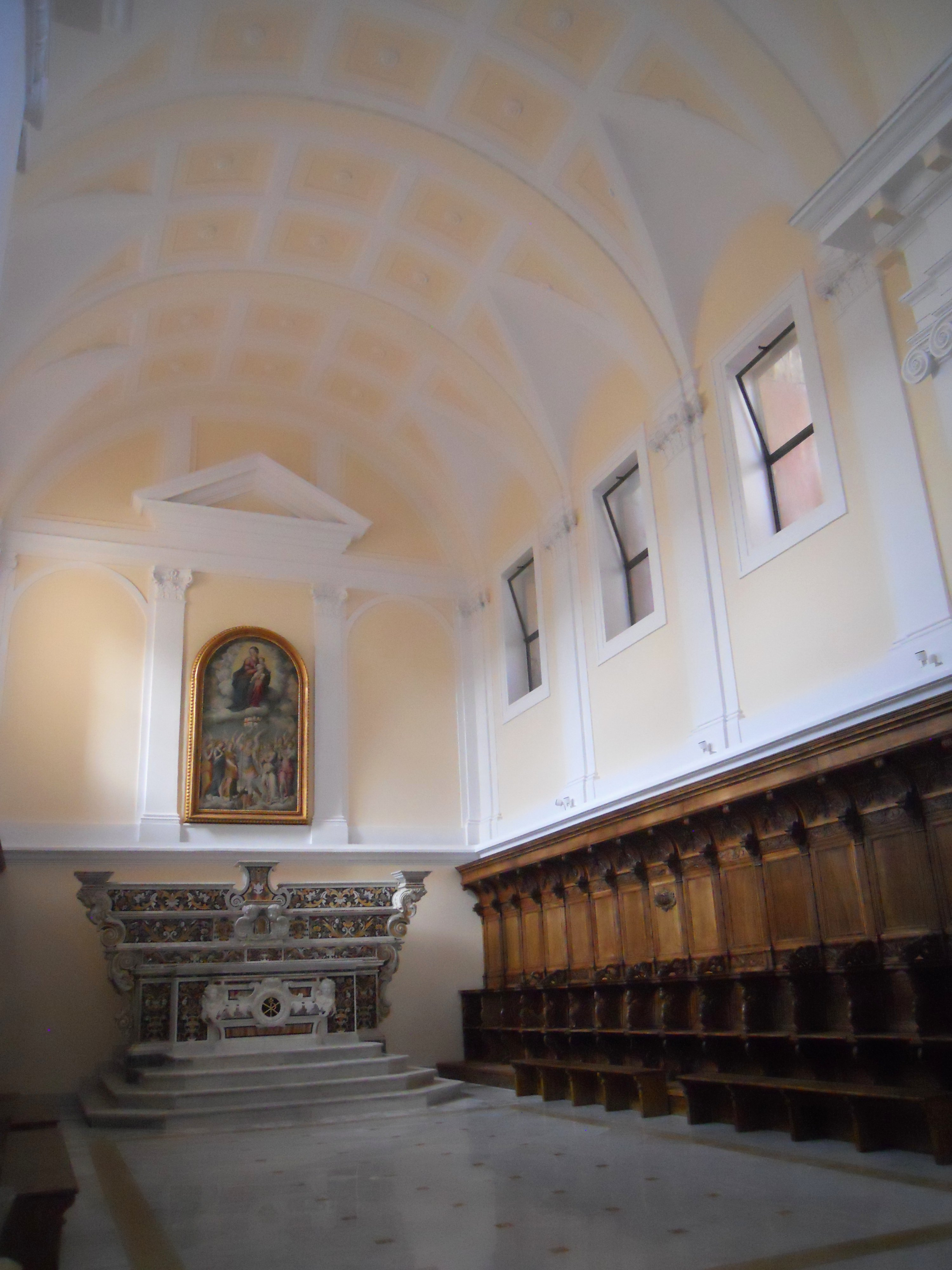
L'abside barocca (XVII secolo, terminata nel 1737 con la costruzione della volta) nell'assetto attuale, con l'altare maggiore di Dionisio Lazzari (1683).

Già nel 1543 il vescovo Antonio Lunello aveva deciso di intervenire sull'area absidale della cattedrale ampliandola fino alle strutture sorte in luogo dell'antico battistero; tuttavia la presenza dell'altare della Santa Croce (posto alla sinistra del maggiore, che custodiva le venerate reliquie di santa Eupuria) e dell'accesso principale all'episcopio che era costituito dal supportico medioevale, ritardarono i lavori che, probabilmente, non furono mai intrapresi. L'idea venne ripresa nel 1569 dal nipote e successore di Antonio Lunello, Pedro, ma a causa di un contenzioso con il magistrato civico (che aveva il patronato esclusivo dell'incorpo) non poté iniziare che nel 1584. La nuova abside, conforme ai dettami del Concilio di Trento e adeguata al maggiorato numero di canonici, venne terminata e consacrata nel 1597, mentre il sottostante succorpo lo fu solamente nel 1607; in tal frangente furono edificate anche le due sacrestie. Nel 1617 per sopraelevare la volta del succorpo quest'ultimo fu insieme all'abside oggetto di un radicale rifacimento interno ad opera di Jacopo Lazzari, cui successe nel 1644 il figlio Dionisio, il quale si occupò negli anni ottanta della realizzazione di un nuovo altare maggiore in marmi policromi; esso non era collocato a ridosso della parete fondale, ma sotto l'arco absidale, mentre in fondo all'abside vi era un organo a canne su apposita cantoria, probabilmente gemello di quello del santuario della Santissima Annunziata (costruito da Giuseppe de Martino nel 1685-1689 e ampliato nel 1737). A causa della mancanza di fondi, l'abside venne coperta provvisoriamente con una volta ad incannucciata; soltanto nel 1775, venne realizzata la volta a botte in muratura, sebbene più bassa rispetto a quella del progetto originario.
Nel 1725, la cattedrale era anche sede della parrocchia di Santa Maria Assunta (che contava 310 abitanti e che era stata unita nel XVI secolo a quella di San Salvatore dal vescovo cardinale Tommaso De Vio) e dell'unico fonte battesimale presente all'interno delle mura della città di Gaeta (corrispondente all'attuale centro storico medievale) presso il quale i vari parroci venivano per amministrare il sacramento del Battesimo; inoltre, vi era un capitolo costituito da un arciprete, un arcidiacono, due primiceri, diciassette canonici, otto ebdomadari e altri chierici.
A partire dal 1788, per volere di Ferdinando IV di Borbone, la cattedrale fu interessata da un radicale intervento di restauro su progetto di Pietro Paolo Ferrara: egli non demolì l'antica struttura gotica, ma la inglobò all'interno di una veste in stile neoclassico; la pianta venne ridotta da sette a tre navate con cappelle laterali e la navata centrale fu coperta con volta a botte cassettonata, mentre le due laterali con cupolette. La chiesa, rinnovata, venne riconsacrata e aperta al culto il 28 maggio 1793 dal vescovo Gennaro Clemente Francone.

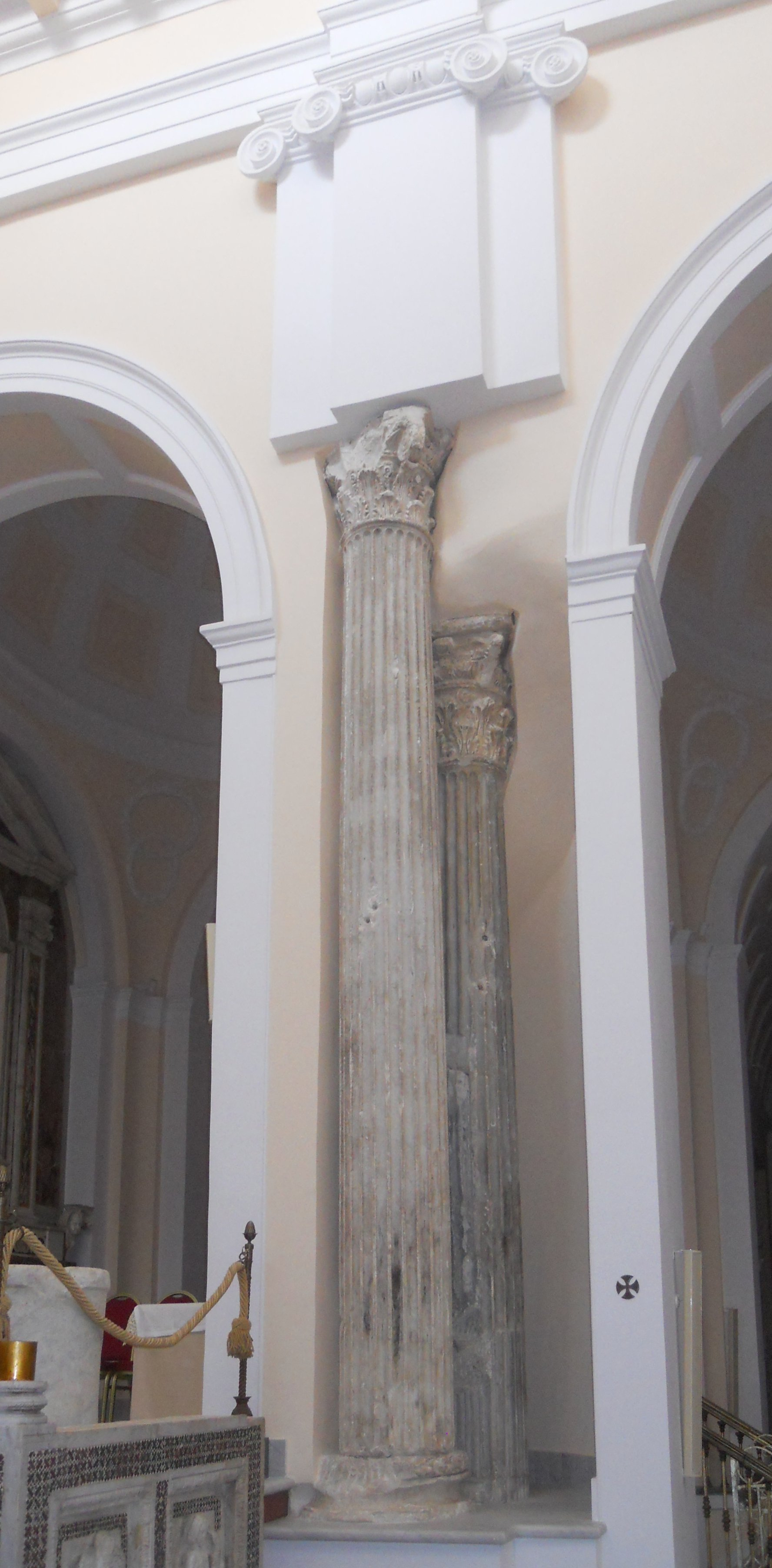
Alcune colonne antiche inglobate nella sovrastruttura neoclassica realizzata tra il 1788 e il 1793 da Pietro Paolo Ferrara.

Nel XIX secolo l'interno dell'edificio fu oggetto di alcune modifiche: nel 1810, in seguito alla soppressione degli ordini religiosi voluta da Gioacchino Murat (1809), accolse due altari barocchi provenienti dalla chiesa Santa Caterina d'Alessandria; nel 1828 vennero realizzate le balaustre delle cappelle laterali e una doppia scalinata di raccordo tra presbiterio e navata centrale dal vescovo Luigi Maria Parisio, il quale nel 1845 volle il rifacimento dell'aula capitolare adibendola a sacrestia. Con la bolla In Sublimi del 31 dicembre 1848, papa Pio IX esule a Gaeta, elevò la diocesi al rango di arcidiocesi; egli stesso visitò e celebrò più volte all'interno della cattedrale durante la sua permanenza nella città (1848-1849) e nuovamente nell'aprile 1850 nel viaggio di ritorno da Portici a Roma e le donò alcune suppellettili liturgiche attualmente esposte presso il Museo diocesano. Negli ultimi mesi dell'assedio di Gaeta del 1860-1861 la chiesa venne colpita da due proiettili (rispettivamente caduti nella sacrestia e nell'abside), i quali causarono alcun danni riparati negli anni successivi.
La facciata, frutto dei restauri della fine del XIX secolo, si presentava in forme molto semplici: essa era costituita da una parete intonacata di chiaro avente coronamento piatto, nella quale si aprivano tre finestre a lunetta, quella centrale in alto in corrispondenza della volta della navata maggiore e le due laterali, più in basso, ove attualmente si aprono due piccoli rosoni circolari a dar luce alle navatelle; il prospetto era suddiviso a metà della sua altezza da un semplice cornicione e vi era un unico portale, sormontato dall'iscrizione rimasta nella medesima posizione e dall'Aquila marmorea a rilievo ora all'interno della chiesa. Nel 1860 l'arcivescovo Filippo Cammarota incaricò Giacomo Guarinelli, maggiore e comandante del Genio, nonché architetto in quegli anni attivo a Gaeta anche per il rifacimento in stile neogotico del tempio di San Francesco e il restauro di alcune chiese, di progettare una nuova facciata; Guarinelli ideò un prospetto in uno stile neomedievale che si raccordasse a quello del campanile, con un portico sormontato da un loggiato chiuso all'interno del quale allestire un lapidarium. Il progetto non venne mai realizzato.
Il 22 gennaio 1903, in occasione del sedicesimo centenario della morte di sant'Erasmo, ebbe inizio la costruzione di una nuova facciata in stile neogotico, su progetto di Pietro Giannattasio e con la consulenza del canonico Filippo Pimpinella, secondo le medesime modalità proposte da Guarinelli. I lavori si fermarono nel 1904, con la parte inferiore completata e quella superiore mancante delle due ali laterali e del rosone; furono portati a termine soltanto nel 1950 e, nei locali soprastanti l'atrio e retrostanti la cantoria, venne allestito il Museo diocesano, aperto nel 1956 (come già previsto nel 1910 dalla Soprintendenza alle Gallerie del Lazio), mentre in origine sarebbero dovuti essere adibiti ad archivio e aula capitolare. Nel 1935, in occasione del Congresso eucaristico che si sarebbe tenuto a Gaeta l'anno successivo, l'arcivescovo Dionigi Casaroli fece realizzare un pavimento in marmi policromi per l'abside, recante al centro lo stemma del presule. Con Regio decreto 21 novembre 1940, n. 1746 la cattedrale venne elevata alla dignità di monumento nazionale italiano, in vigore dal 18 gennaio successivo.

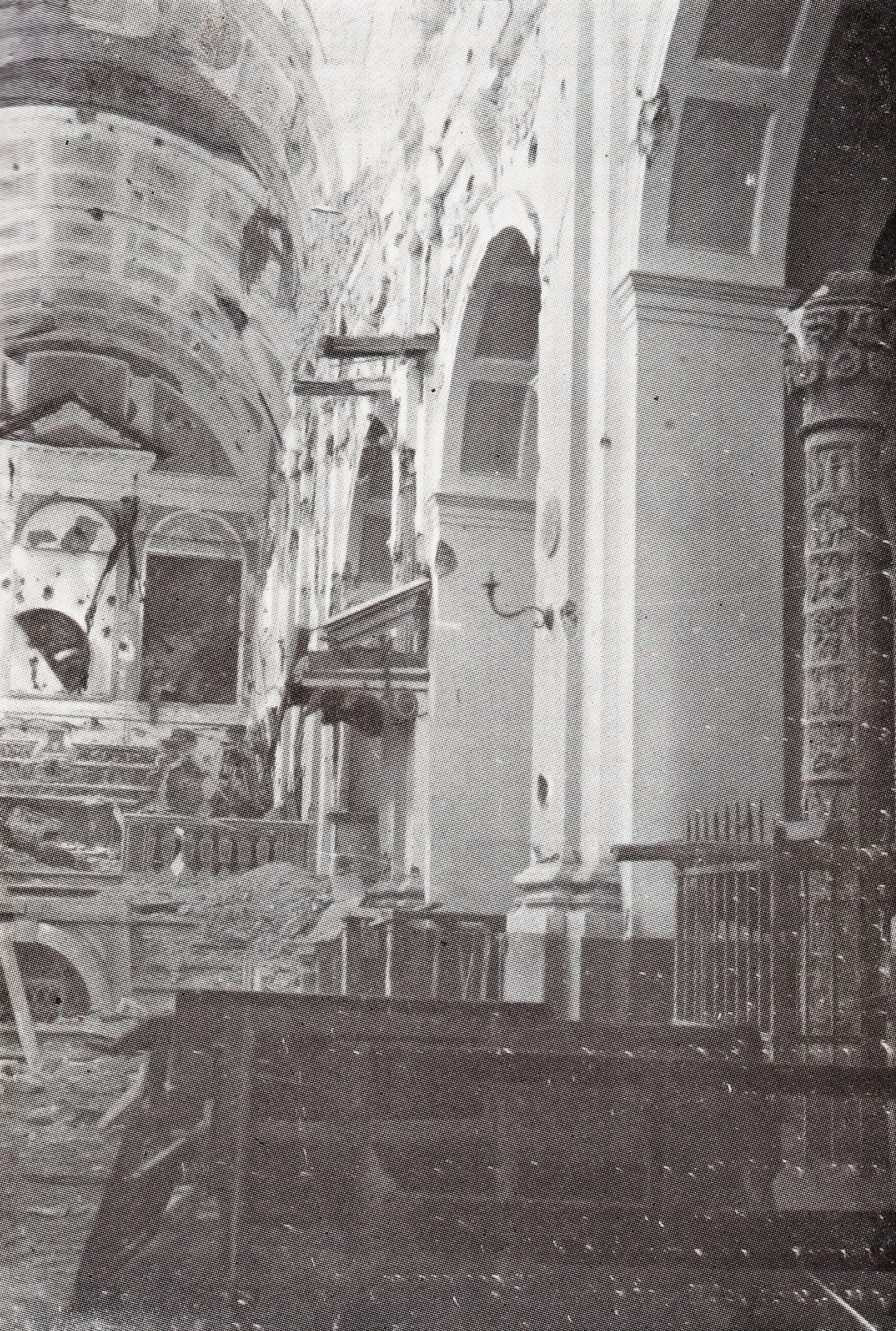
Interno della cattedrale dopo il bombardamento dell'8-9 settembre 1943.

Nella notte tra l'8 e il 9 settembre 1943, dopo il proclama dell'armistizio di Cassibile, la città di Gaeta venne bombardata dall'aviazione tedesca e un ordigno colpì la cattedrale causando ingenti danni: andarono distrutti il tetto della navata centrale e l'organo a canne in controfacciata, pesantemente danneggiati il pavimento dell'abside e lo Stendardo di Lepanto, allora esposto sopra l'altare maggiore. La chiesa, riparata, venne riaperta al culto nel 1950 dopo esser stata riconsacrata dall'arcivescovo Casaroli il 23 novembre dello stesso anno.
Negli anni immediatamente successivi alla chiusura del Concilio Vaticano II, venne sostituita la cattedra lignea – priva di particolari decorazioni – con una poltrona dall'alto schienale imbottito che divenne sede ordinaria per i celebranti non vescovi dopo il dono, avvenuto nel 1972, di un nuovo seggio ligneo in stile moderno e di fattura geometrica, già sede della chiesa di Santa Maria Assunta in Sperlonga. In occasione della visita di papa Giovanni Paolo II a Gaeta (25 giugno 1989), si volle dotare la cattedrale di una nuova cattedra e venne affidato l'incarico a Erasmo Vaudo; il seggio venne realizzato in marmo di Coreno Ausonio, reimpiegando alcuni reperti scultorei medioevali appartenenti alla cattedrale (quali due leoni stilofori posti ai lati della seduta, un frammento marmoreo con quinconce cosmatesco privo della decorazione musiva con funzione di schienale, e al di sopra di esso l'Aquila già sulla facciata settecentesca) e fu inaugurato dal papa stesso durante l'incontro con il clero diocesano avvenuto all'interno dell'edificio.
Il 24 novembre 2003, con una delibera del comune di Gaeta che fino ad allora ne deteneva la proprietà, la cattedrale venne donata gratuitamente all'arcidiocesi, che ne divenne la proprietaria.
A partire dal 2008, la cattedrale è stata soggetta ad un importante intervento di consolidamento e di radicale alterazione dell'aspetto interno: sono state riportate alla luce alcune delle antiche colonne poste nei pilastri tra la navata centrale e le navate laterali; è stata realizzata una nuova pavimentazione in marmi policromi con elementi in stile neo-cosmatesco, riorganizzato l'intero assetto del presbiterio utilizzando elementi di varie epoche e caratteristiche, tra cui alcune formelle scolpite a bassorilievo, già nella ex chiesa di Santa Lucia, a lungo considerate appartenenti al parapetto dell'antico pulpito della cattedrale e in realtà facenti parte dei plutei di quella chiesa. Contemporaneamente il succorpo è stato sottoposto ad un restauro conservativo, effettuato tra il 2008 e il 2010, sia all'apparato decorativo marmoreo, sia a quello pittorico ad affresco. La cattedrale è stata riaperta al culto e riconsacrata dall'arcivescovo Fabio Bernardo D'Onorio il 27 settembre 2014.

## Descrizione

### Esterno

#### Facciata

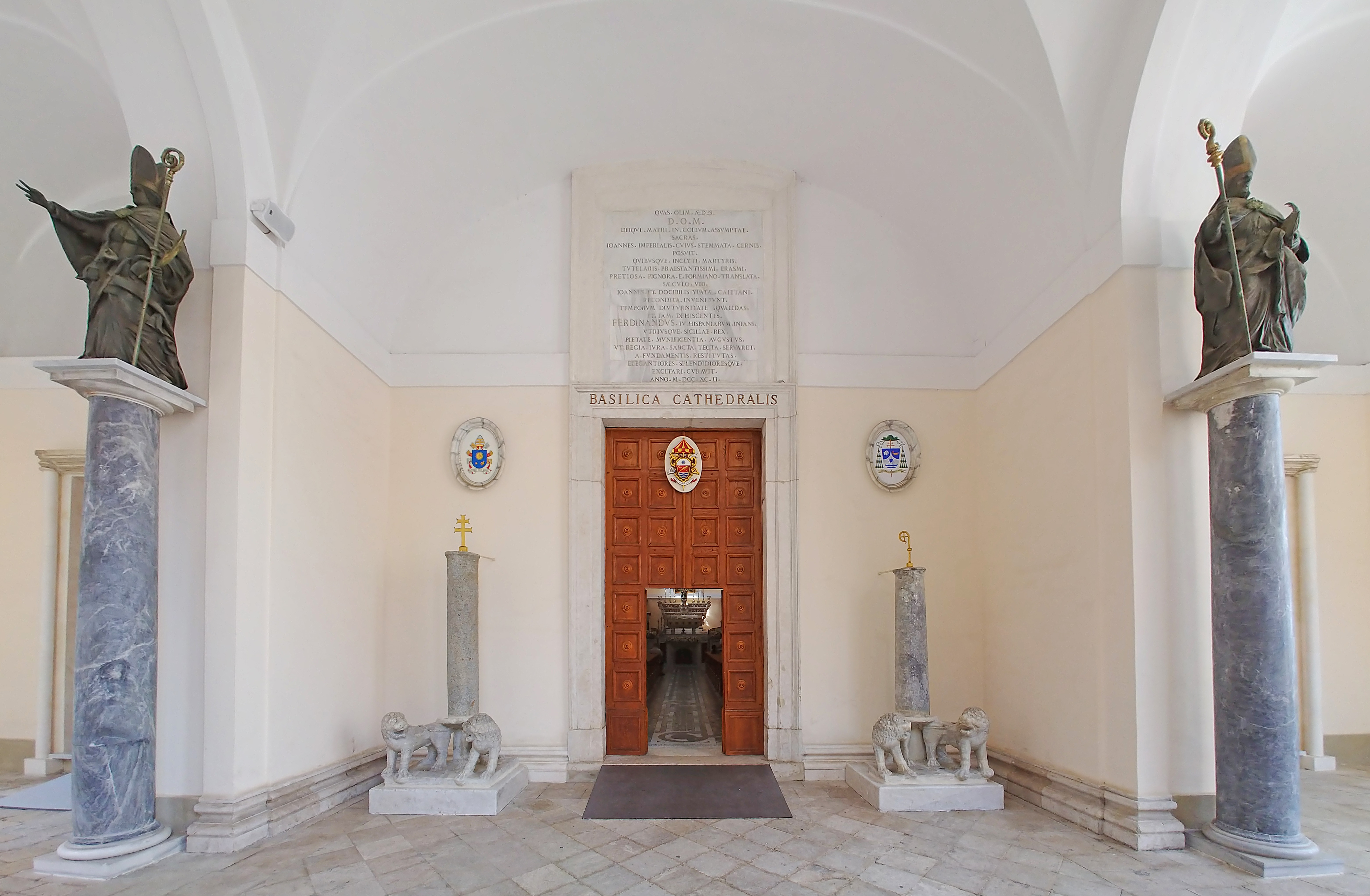
Interno della campata centrale dell'atrio.

La facciata della cattedrale venne costruita a partire dal 1903 e completata nel 1950 con la realizzazione del rosone cieco marmoreo. Il progetto, realizzato dall'ingegnere Pietro Giannattasio con la collaborazione del canonico Filippo Pimpinella, voleva conciliare l'architettura neogotica con elementi tipici di quella romanica ripresi dal campanile, e l'introduzione di un nartece, di derivazione paleocristiana; non vennero mai realizzate le quattro cuspidi piramidali angolari, previste nel disegno originario. Il prospetto, in mattoncini rossi con elementi decorativi in pietra grigia, dà sull'angusta via del Duomo, aperta nel 1852 lungo l'asse di un precedente vicolo e segue la suddivisione interna in tre navate con altrettante campate.
Alla base si apre un atrio coperto con crociere, che dà sull'esterno con archi ogivali poggianti su pilastri; in corrispondenza di ciascuna delle navate, si apre un portale. Il portale maggiore è sormontato dall'iscrizione del 1792 commemorativa dei restauri voluti da Ferdinando IV di Bordone ed è affiancato da due colonne poggianti su un antico gruppo scultoreo raffigurante quattro leoni stilofori, diviso in due metà nel corso dei restauri del 2008-2014. Contemporaneamente a ciò, sono state posizionate nell'atrio le colonne che originariamente reggevano la cantoria, con sopra le statue processionali in bronzo argentato dei santi patroni, a sinistra Sant'Erasmo e a destra San Marciano, realizzate da Erasmo Vaudo nel 1984-1985 e già all'interno della cattedrale, dapprima nell'abside e poi nella seconda cappella laterale di destra. Al di sopra dei portali laterali, aperti nel 2008-2014, vi sono due coevi rosoni circolari con cornice marmorea che danno luce alle navate minori e che sostituiscono le precedenti finestre a lunetta settecentesche; gli architravi dei suddetti portali sono costituiti dai basamenti marmorei modanati di epoca medioevale dei due sarcofagi situati nel basamento del campanile, rimossi nell'ambito dei restauri post-bellici iniziati nel 1959.
Nella parte superiore della facciata, si aprono tre polifore: al centro una trifora e ai lati due bifore; al di sotto di ciascuna delle relative colonne, vi è una decorazione ad intarsio marmoreo raffigurante un quinconce cosmatesco. La finestra centrale è sormontata da un moderno rosone cieco circolare in marmo. Il prospetto termina con una slanciata cuspide triangolare sormontata dalla statua in ghisa dell'Immacolata, realizzata su bozzetto di Ettore Ximenes e installata nel 1904, in occasione del cinquantesimo anniversario della proclamazione del dogma dell'Immacolata Concezione.

#### Campanile

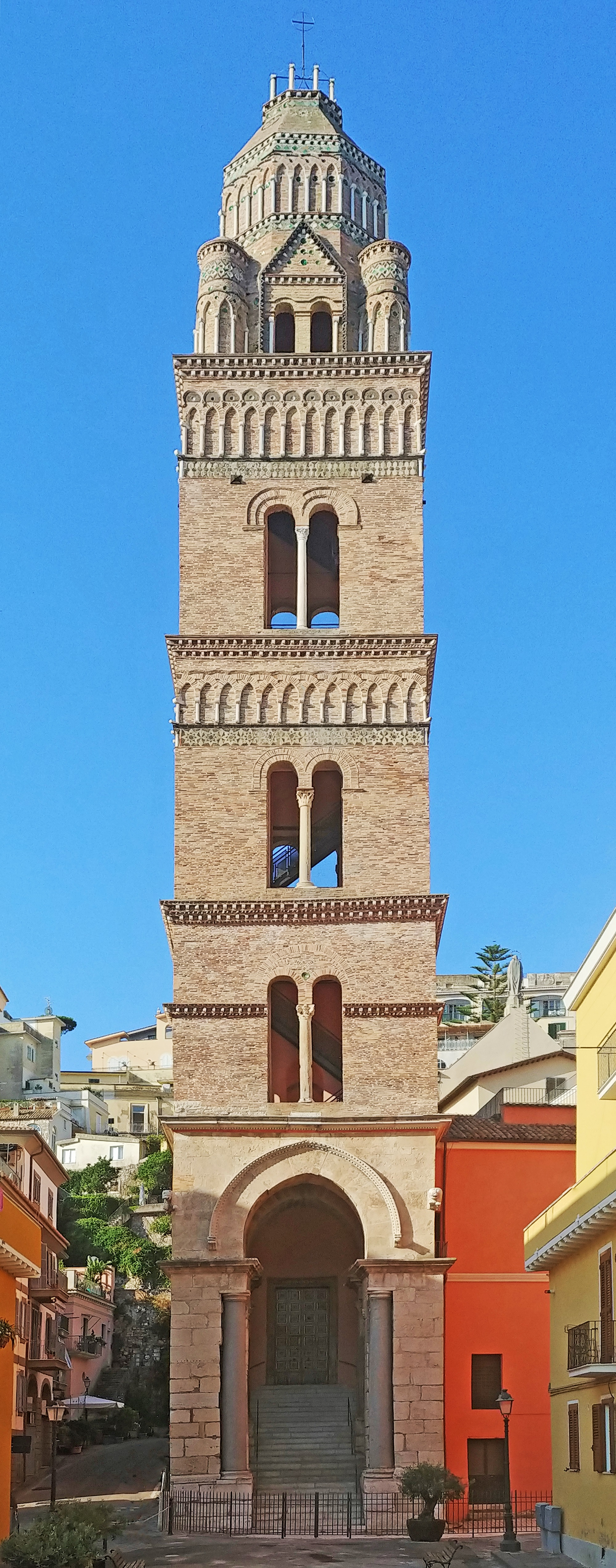
Il campanile.

Il campanile è situato alle spalle della cattedrale, al termine dell'aula, in asse con l'antica navata laterale sinistra della cattedrale dell'XI-XII secolo.
La costruzione della torre campanaria iniziò nel 1148 su progetto del magister romano Nicolangelo e terminò nel 1279 con la realizzazione del cupolino; per l'edificazione dell'alto basamento, il cui paramento murario è in blocchi di pietra, venne utilizzata anche parte del rivestimento esterno del mausoleo di Lucio Sempronio Atratino, risalente al I secolo a.C., il cui nome è in parte leggibile sulla fiancata sinistra.
Il basamento è al suo interno cavo: nella facciata principale del campanile, che dà verso il golfo, si apre un grande arco ogivale sorretto da due colonne tuscaniche; questo dà accesso ad un vano coperto con volta a crociera e interamente occupato da una scalinata terminante con un portone, che costituisce un ingresso secondario alla cattedrale. Lungo le pareti laterali, vi sono degli antichi elementi scultorei, quali due sarcofagi romani strigilati (metà del III secolo d.C.) e due bassorilievi raffiguranti l'episodio biblico di Giona e il pistrice (Giona 2).
Il campanile si sviluppa in tre ordini divisi da cornicioni in laterizio con mensole marmoree, di derivazione cosmatesca; ogni ordine si apre su ciascuno dei lati con una bifora, e i due superiori sono caratterizzati da una particolare decorazione di derivazione arabo-normanna ad archetti ogivali intrecciati poggianti su colonnine in marmo. La sommità è costituita da un cupolino a pianta ottagonale affiancato da quattro torrette più piccole a pianta circolare; l'intero complesso è decorato con smalti policromi e numerosi bacini ceramici dipinti, attualmente copie novecentesche di quattro tipologie di ornati originari del XIII-XV secolo.  Il cupolino centrale raggiunge i 57 metri di altezza.
Alla destra della torre campanaria, lungo la parete esterna dell'abside, si aprono alcune finestre in stile neoromanico: erroneamente considerate come gli unici resti di un eventuale battistero presente in quell'area e dedicato a san Giovanni Battista, esse risalgono al XX secolo e danno luce ad un ambiente originariamente concepito con funzione scalare.

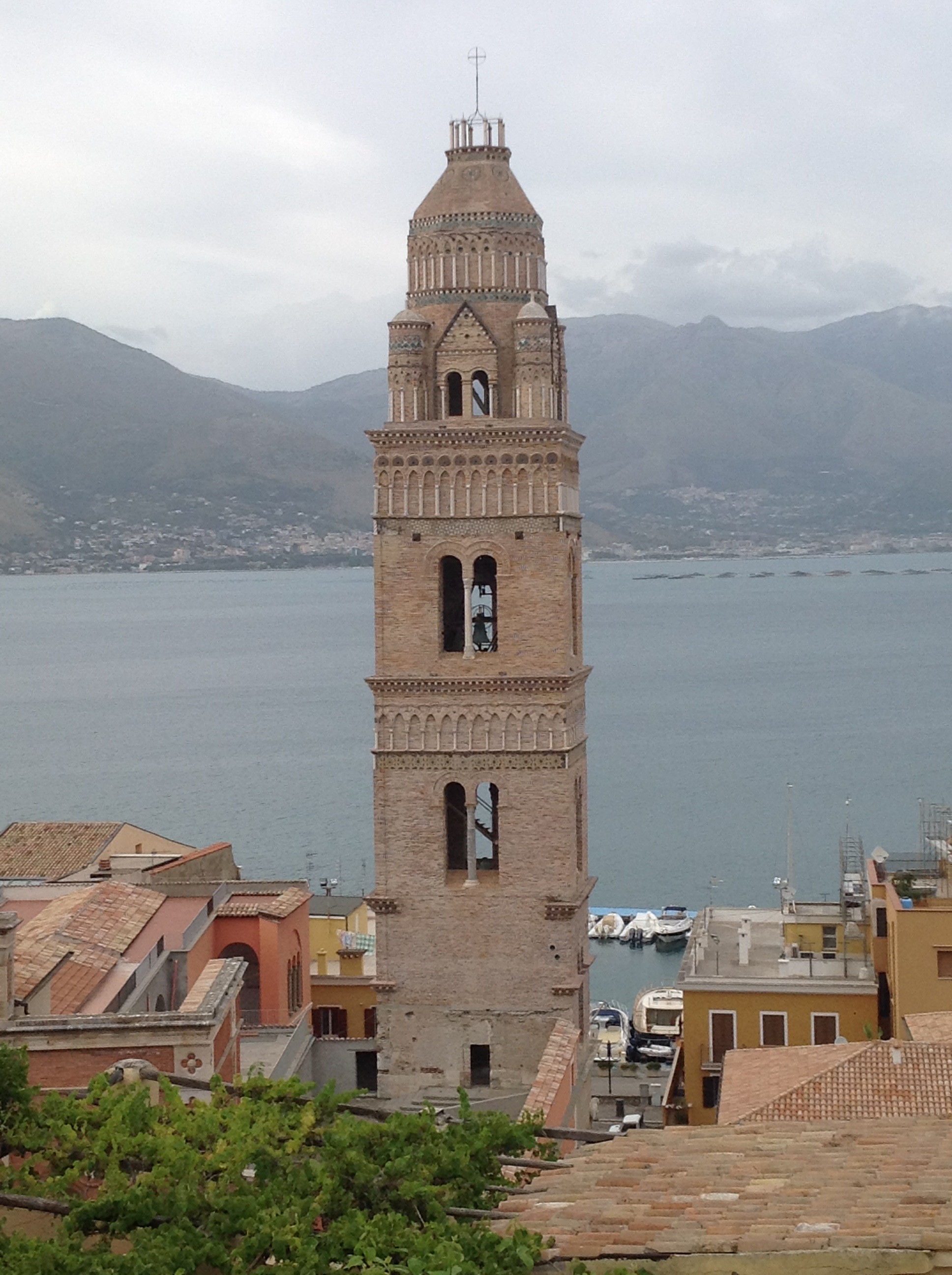
Veduta da sud
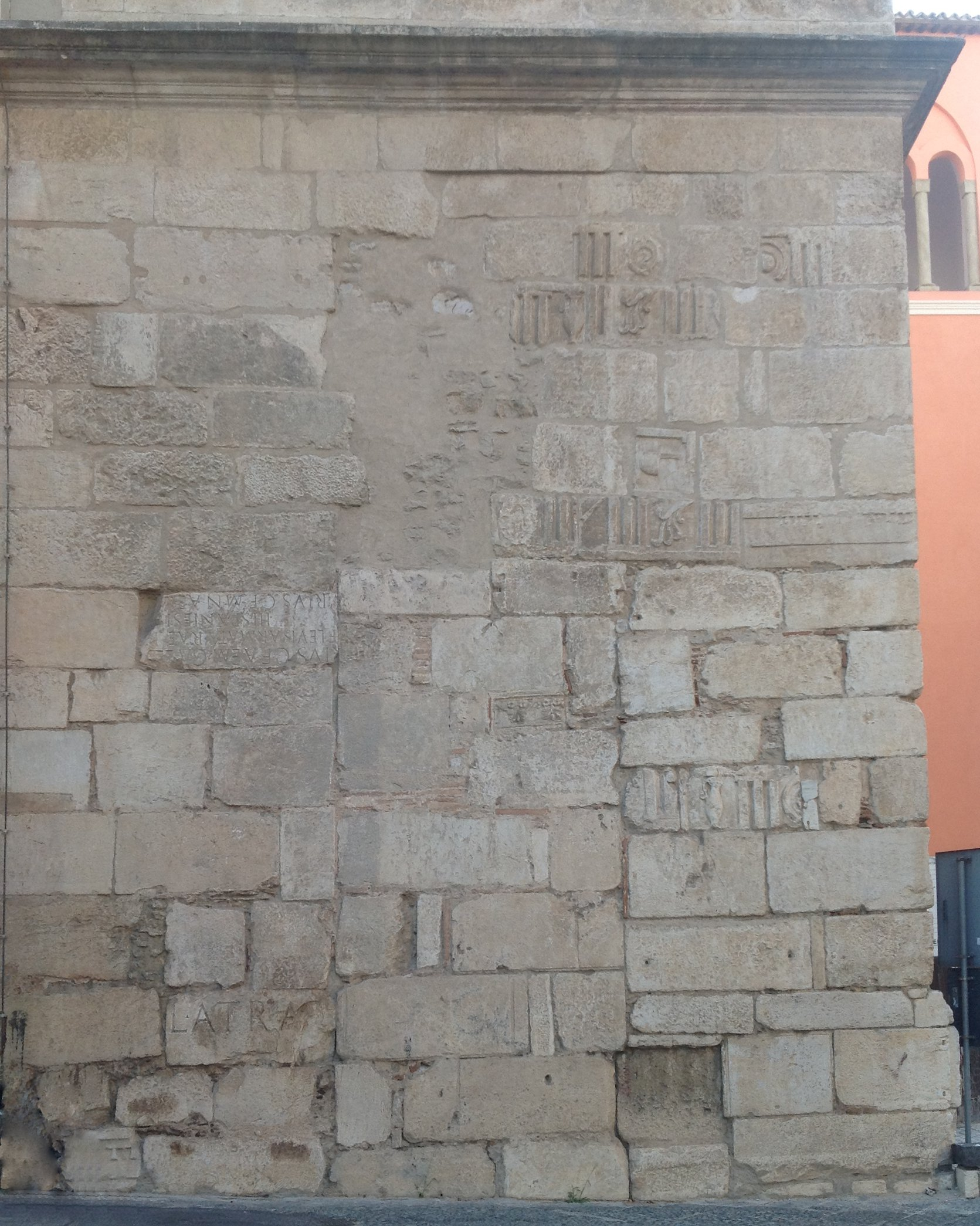
Fianco sinistro del basamento
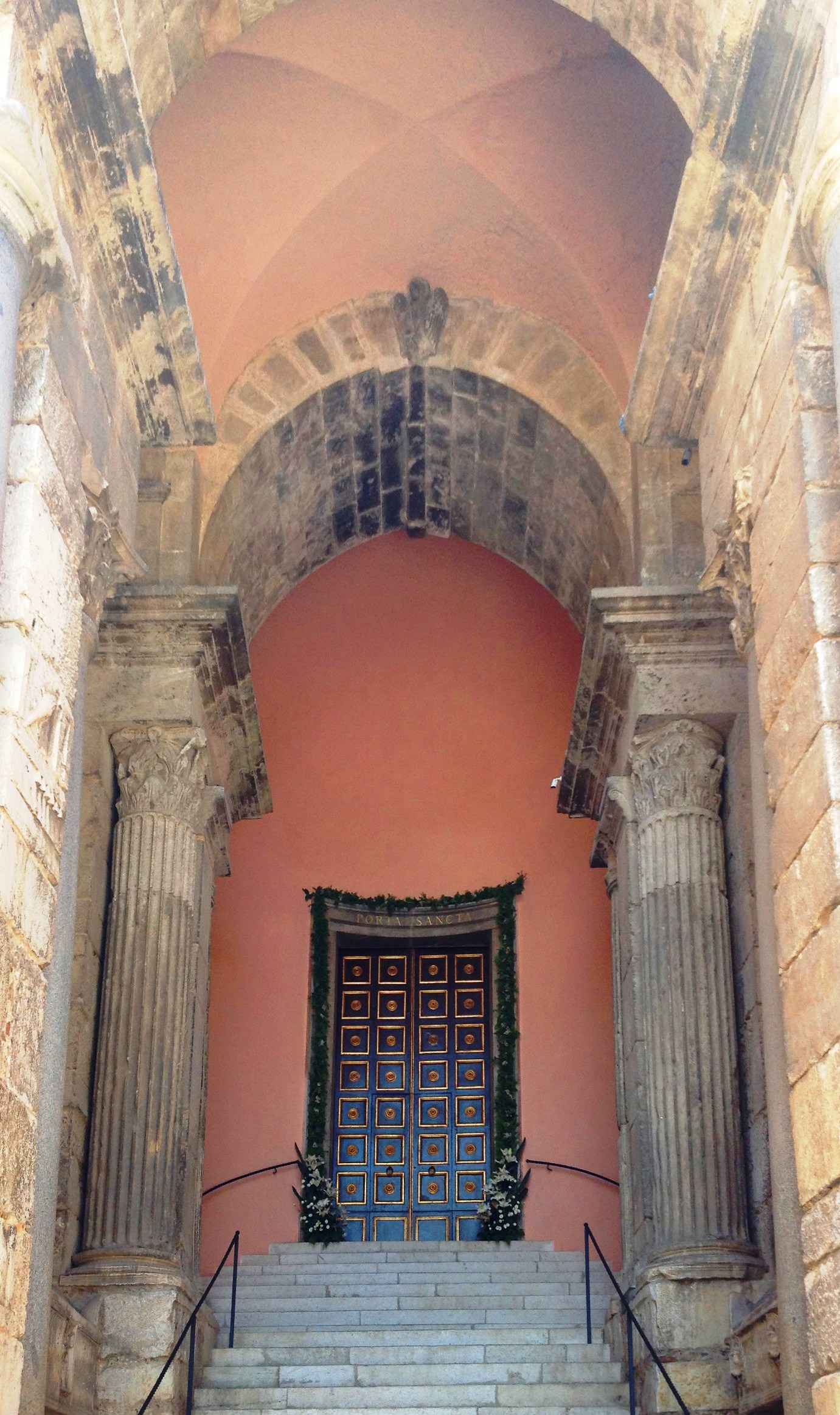
Interno del basamento
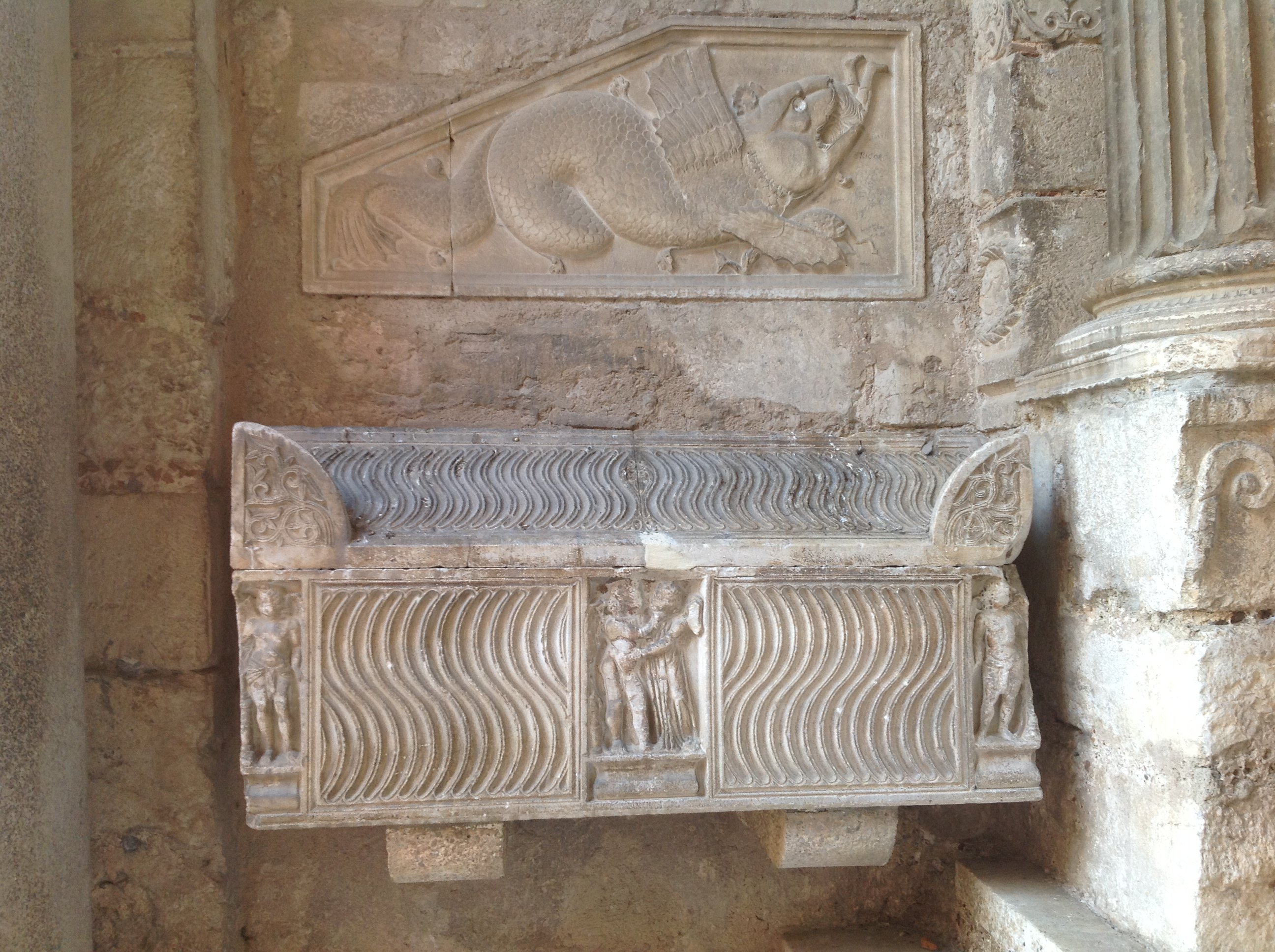
Sarcofago e bassorilievo di sinistra
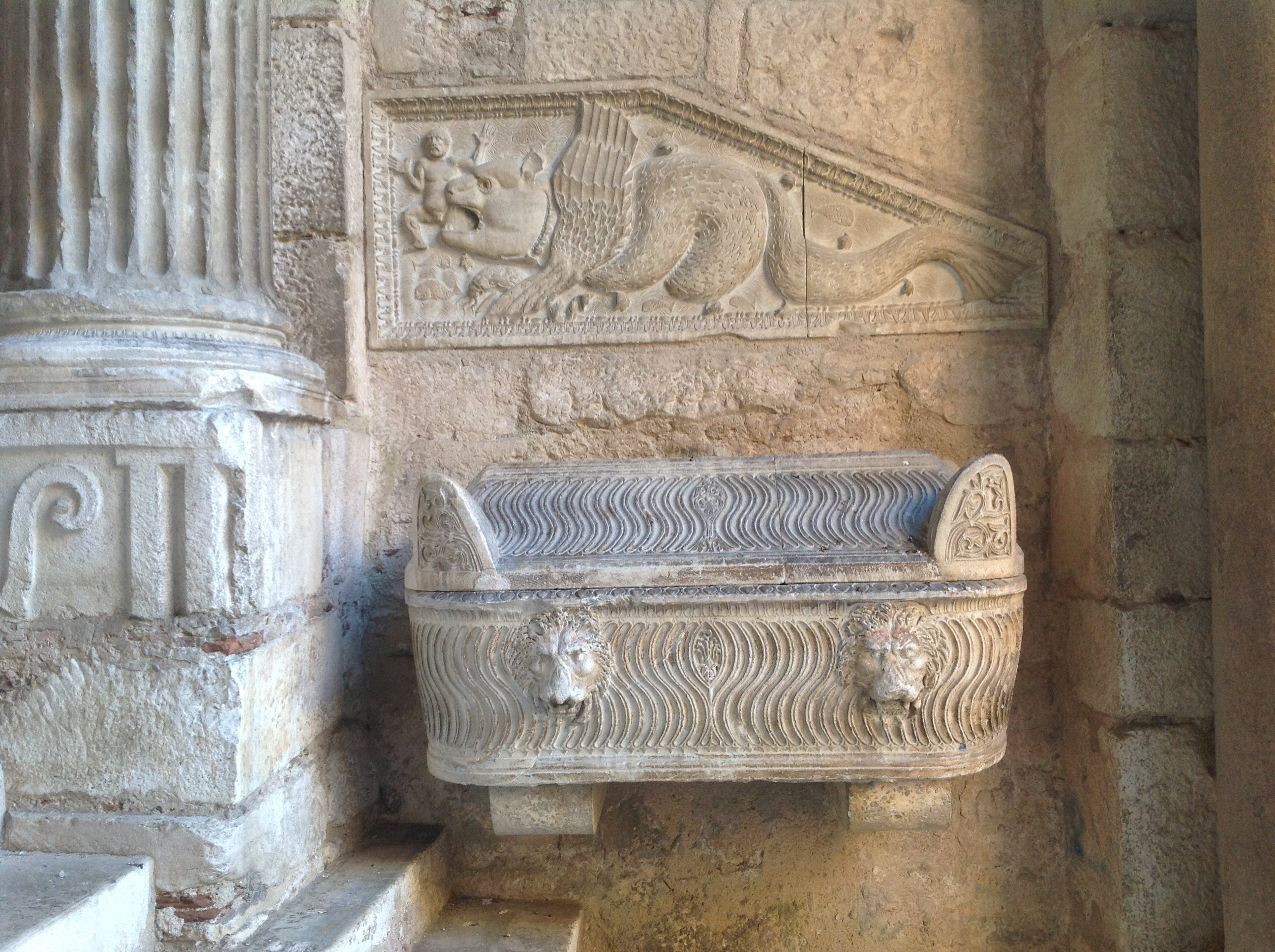
Sarcofago e bassorilievo di destra
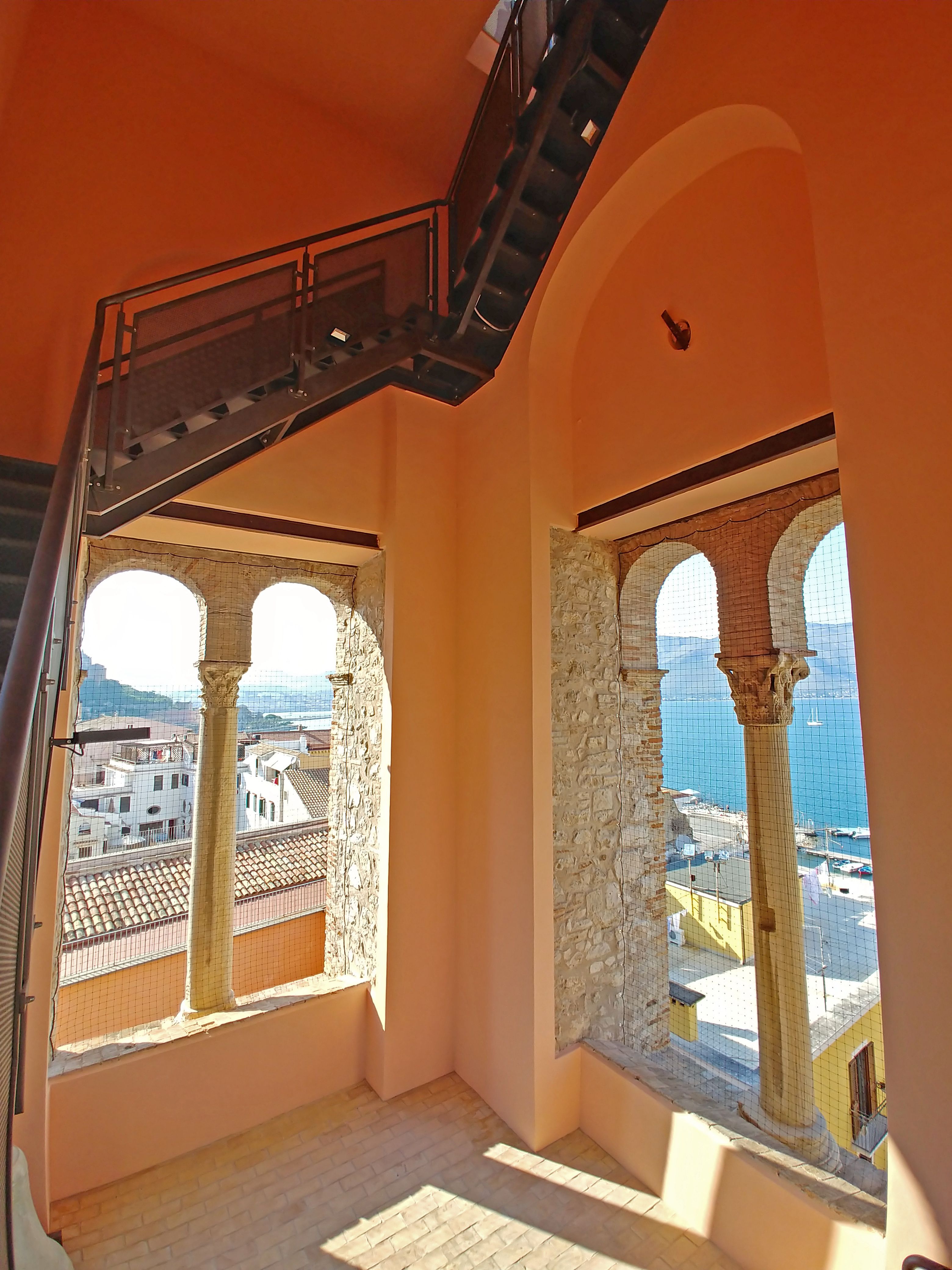
Interno del secondo piano
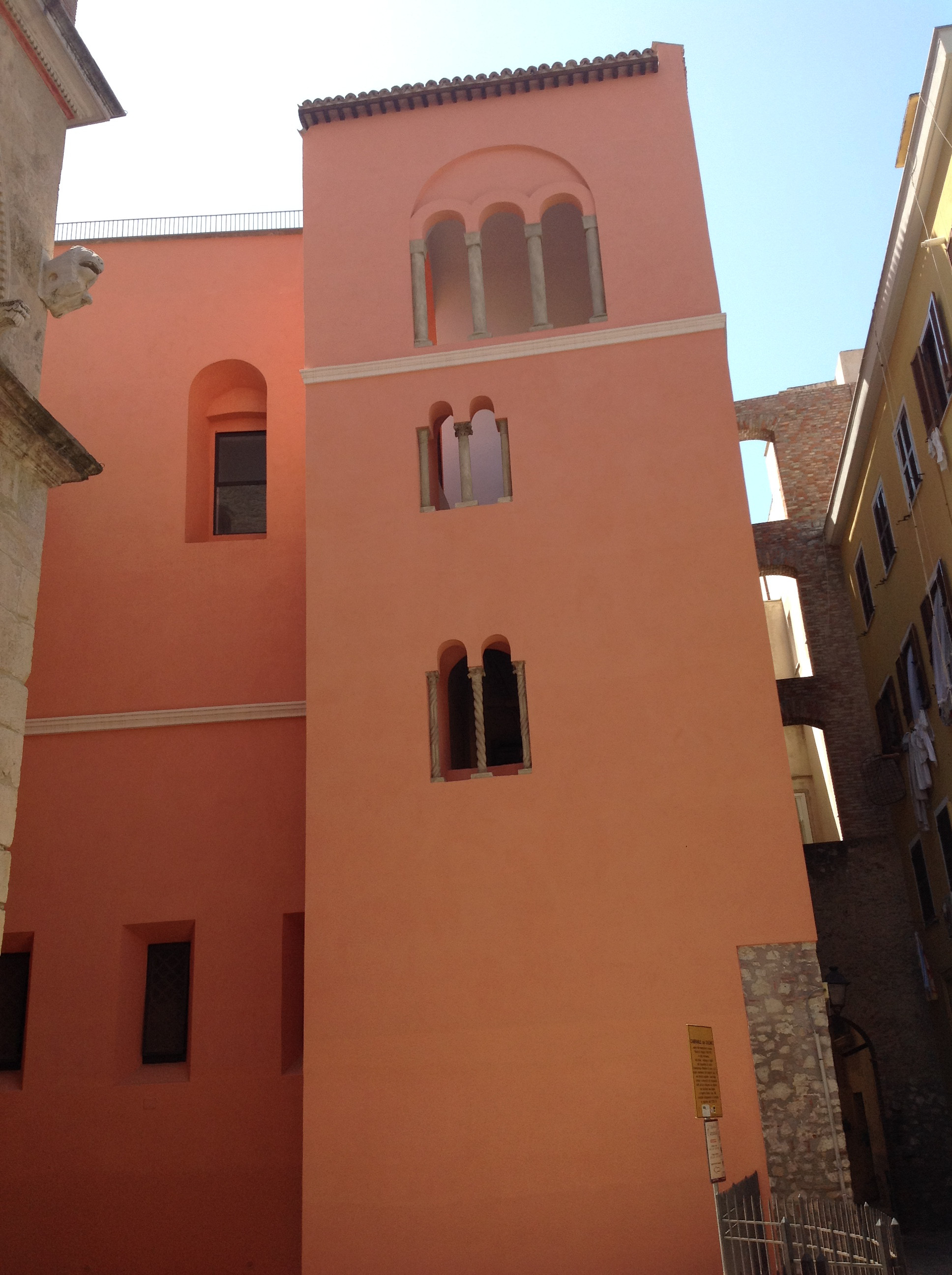
La torre scalare

### Interno
L'interno della chiesa deve la sua attuale conformazione ai restauri del 1788-1793 eseguiti su progetto di Pietro Paolo Ferrara, il quale rivestì l'antica struttura medievale a sette navate con sovrastrutture in stile neoclassico.

#### Navate

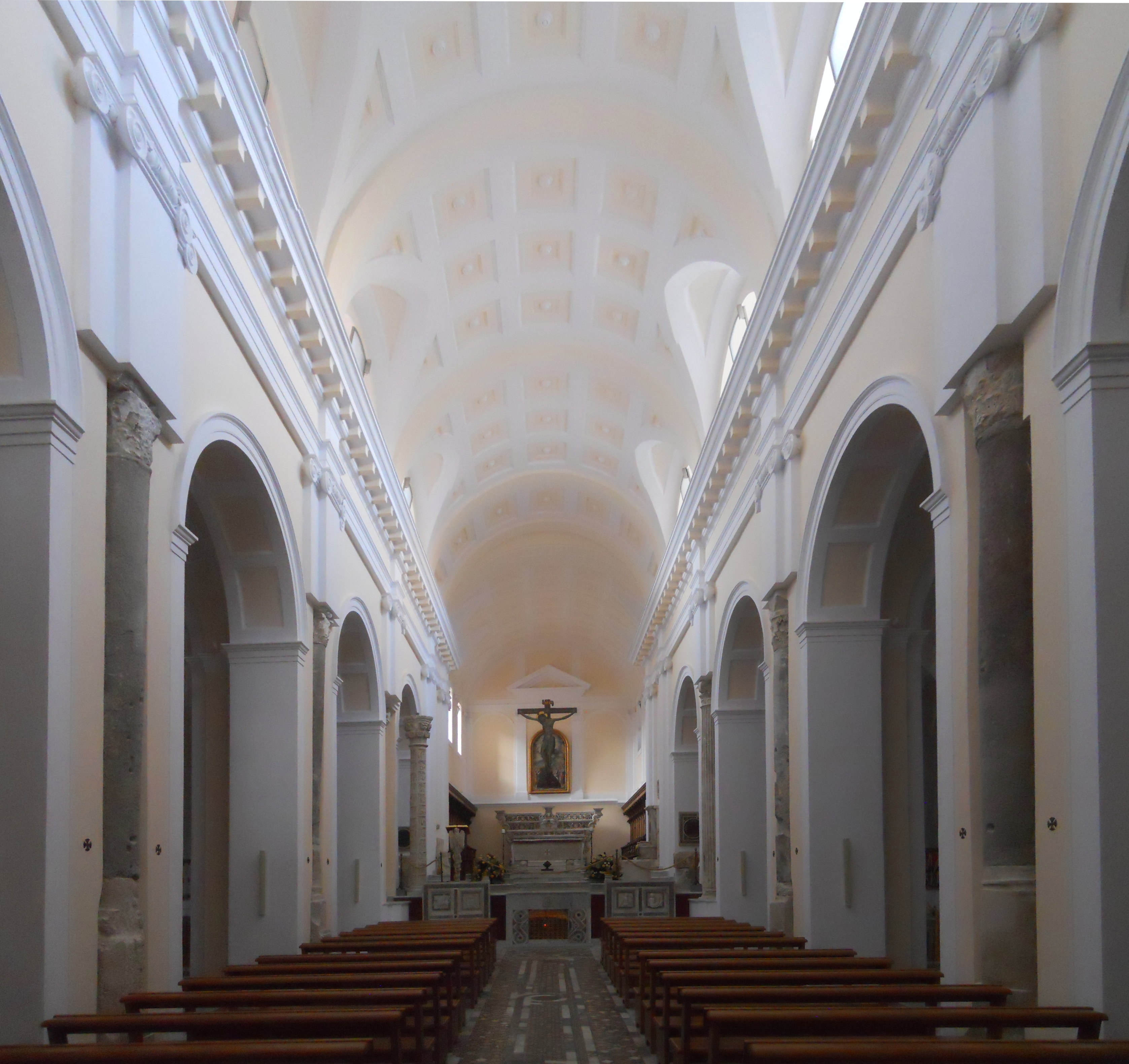
Interno.

La chiesa è a tre navate di quattro campate ciascuna; quella centrale è coperta con volta a botte lunettata cassettonata ed è separata dalle due laterali tramite arcate a tutto sesto poggianti su pilastri che inglobano, al loro interno, le colonne antiche (in parte visibili) e separate da lesene lisce ioniche. Ogni campata delle navate laterali è a pianta quadrata e coperta con una cupoletta, senza tamburo, né lanterna.
La controfacciata della navata centrale è caratterizzata dalla presenza del portale principale d'ingresso, sormontato dalla pala, già sulla parete di fondo dell'abside, Martirio di Sant'Erasmo di Carlo Saraceni (realizzata nel 1610-1612 circa probabilmente su commissione del vescovo di Gaeta Pedro de Oña, O. de M.); profondamente danneggiata dal bombardamento del 1943 e successivamente sottoposta ad un restauro radicale, l'opera è una dei pochi dipinti di grandi dimensioni dell'autore e per questo è caratterizzata da una forte discontinuità stilistica tra la parte inferiore (molto realistica e di chiara ispirazione caravaggesca) e quella superiore (di derivazione accademica). Saraceni si sarebbe ispirato alla primitiva pala con analogo soggetto presente all'epoca sull'altare di Sant'Erasmo nella basilica vaticana e proveniente dall'antica basilica di San Pietro (sostituita nel 1628-1629 con una nuova di Nicolas Poussin), riproponendo del perduto dipinto i personaggi e rielaborandone la composizione. La scena è ambientata all'esterno di un edificio classicheggiante sulla cui terrazza sta l'imperatore affiancato da alcuni uomini, probabilmente i giudici del tribunale; in primo piano vi è il popolo che assiste all'esecuzione, raffigurato fino al busto, mentre al centro vi è il santo (le cui vesti ed insegne sono deposte ai suoi piedi) sdraiato sopra la tavola di legno alla quale è legato, la cui eviscerazione, compiuta da due carnefici, è rappresentata in maniera nitida e scientifica; nel cielo che fa da sfondo sono sospesi in volo due putti recanti la palma e la corona del martirio.
Ai lati del portale sono murate due antiche transenne marmoree decorate a bassorilievo (delle quali quella entrando a destra, con ornato a cerchi viminei intrecciati e combinati con diagonali incrociate, proveniente dalla chiesa di San Domenico in Gaeta) e quattro epigrafi, che commemorano la visita di papa Giovanni Paolo II (25 giugno 1989), le visite di altri pontefici alla città, il vescovo e umanista Francesco Patrizi (realizzata nel 1775) e la presenza di Pio IX a Gaeta e l'elevazione per suo volere della diocesi ad arcidiocesi; quest'ultima fu fatta scolpire dall'arcivescovo Filippo Cammarota nel 1857 e faceva parte di un più grande monumento collocato sulla parete a destra del portale della sacrestia degli ebdomadari. Più in alto, la cantoria, delimitata da una balaustra marmorea, ricavata durante i restauri del 2008-2014 demolendo quella ottocentesca (insieme all'organo a canne Continiello del 1980) negli ambienti soprastanti il portico della facciata, con la conseguente apertura sulla chiesa della trifora neogotica.

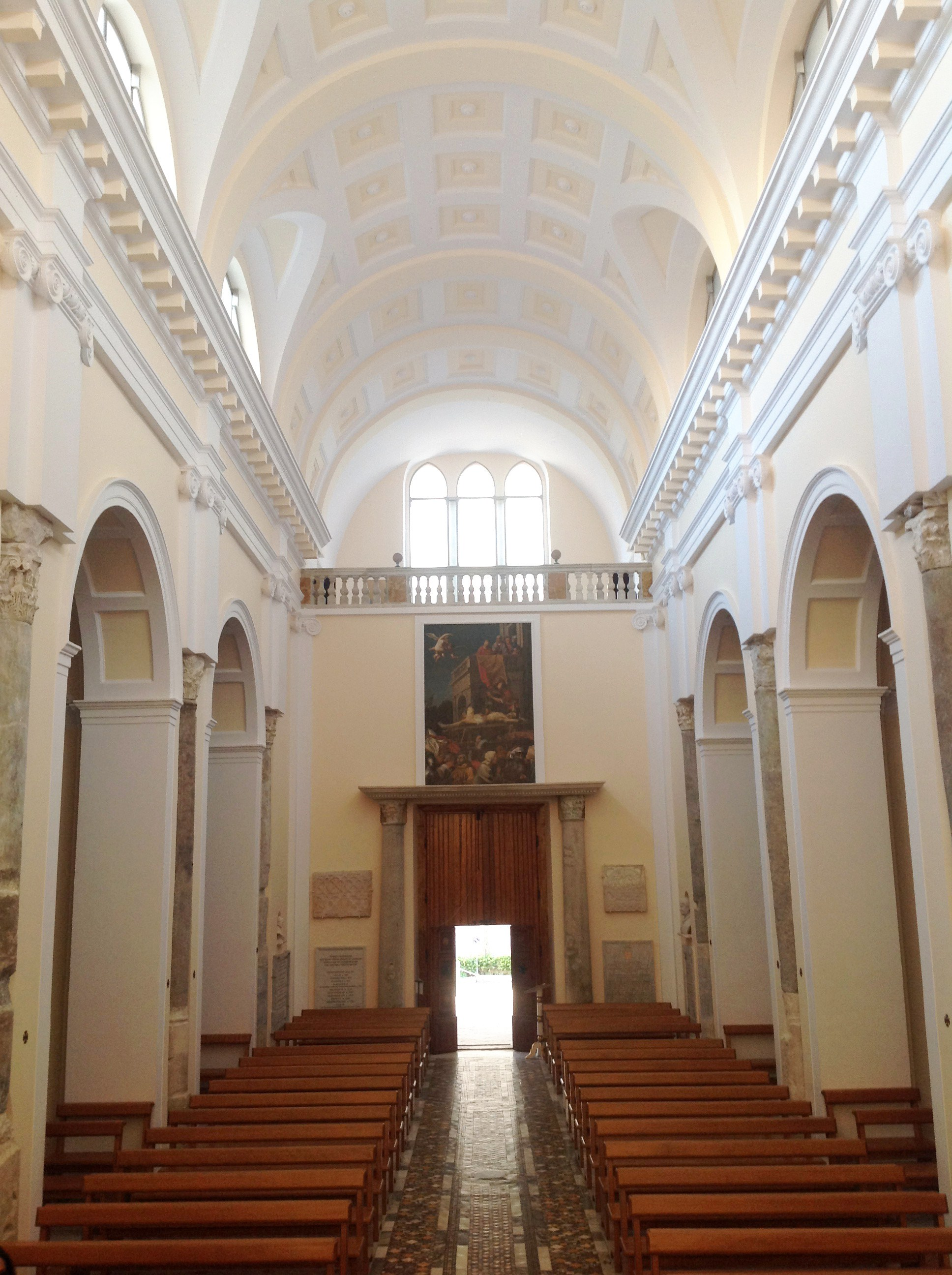
La navata centrale verso la controfacciata.

Il pavimento dell'aula e delle cappelle, in segati di marmo bianco e giallo ad imitazione di quello post-bellico dell'abside, risale ai restauri del 2008-2014 come la fascia in stile neo-cosmatesco della navata centrale, che presenta un moderno disegno con cinque dischi a girale regolarmente disposti lungo l'asse verticale (analogo a quello della chiesa di San Pietro in Vinculis a Pisa, della fine del XII secolo) e un quinconce ai piedi del presbiterio, alla cui base è scolpita la firma di Franco Vitelli che ha realizzato l'opera.
La prima campata di ciascuna delle due navate minori è introdotta da un ambiente a pianta quadrangolare e con volta a botte, analogo a quelli che mettono in comunicazione le varie campate. Prima dei restauri del 2008-2014 vi trovavano luogo un Crocifisso ligneo del XVII secolo dono di sant'Alfonso Maria de' Liguori (navata di sinistra) e il fonte battesimale ottocentesco con alle spalle un dipinto della prima metà del XIX secolo raffigurante la Madonna col Bambino e San Giovannino, di Luigi Stanziani (navata di destra); quest'ultimo originariamente stava all'inizio della navata di sinistra e sostituiva una tavola avente lo stesso soggetto, risalente al XVI secolo e tradizionalmente attribuita a Raffaello Sanzio, venduta agli inizi del XX secolo. Attualmente a sinistra vi sono un'acquasantiera marmorea sormontata da un bassorilievo con Cristo risorto e un affresco staccato proveniente dalla chiesa di San Giovanni a Mare in Gaeta e raffigurante Sant'Agata (XIV secolo), mentre l'ambiente in cima all'inizio della navata di destra è stato adibito il sepolcro dei vescovi ed arcivescovi di Gaeta, con le sepolture lungo le pareti laterali.
Ciascuna delle due navate laterali termina con una doppia scalinata: quella in salita conduce al presbiterio, quella in discesa, invece, al succorpo; nella quarta campata, rialzata rispetto alle altre, trova luogo un altare in marmi policromi: quello di sinistra, opera di Domenico Antonio Vaccaro, ospita la statua lignea policroma della Vergine immacolata (inizi del XX secolo); quello di destra, risalente al 1828 e privato della mensa, la statua lignea coeva di San Giuseppe e il dipinto a olio su rame di Sebastiano Conca Gesù crocifisso tra la Madonna, san Giovanni evangelista e santa Maria Maddalena (1764), situato all'interno di una cornice marmorea posta al di sopra del piano della mensa, che richiama il Gesù crocifisso con le tre Marie e Giovanni evangelista di Luca Giordano (1690-1692 circa) posto sull'altare laterale di sinistra della navata del santuario della Santissima Annunziata in Gaeta.
La cattedrale è priva di transetto. Tuttavia, in corrispondenza di ciascuna delle quarte campate delle navate laterali si apre verso l'esterno un ambulacro a pianta quadrangolare coperto con volta a botte, non più profondo delle cappelle. Quello di destra termina con una nicchia ad arco sormontata da un timpano triangolare in stucco e affiancata da due colonne marmoree con capitelli scolpiti, all'interno della quale si trova una statua lignea processionale della Madonna; nella parete di fondo dell'ambulacro di sinistra, invece, si apre il portale che dà accesso alla sacrestia degli ebdomadari, anch'esso affiancato da due colonne, sul cui architrave in stucco ne è stato installato uno marmoreo scolpito proveniente dalla chiesa di San Domenico in Gaeta (come le sezioni intagliate della porta) e di epoca medioevale.

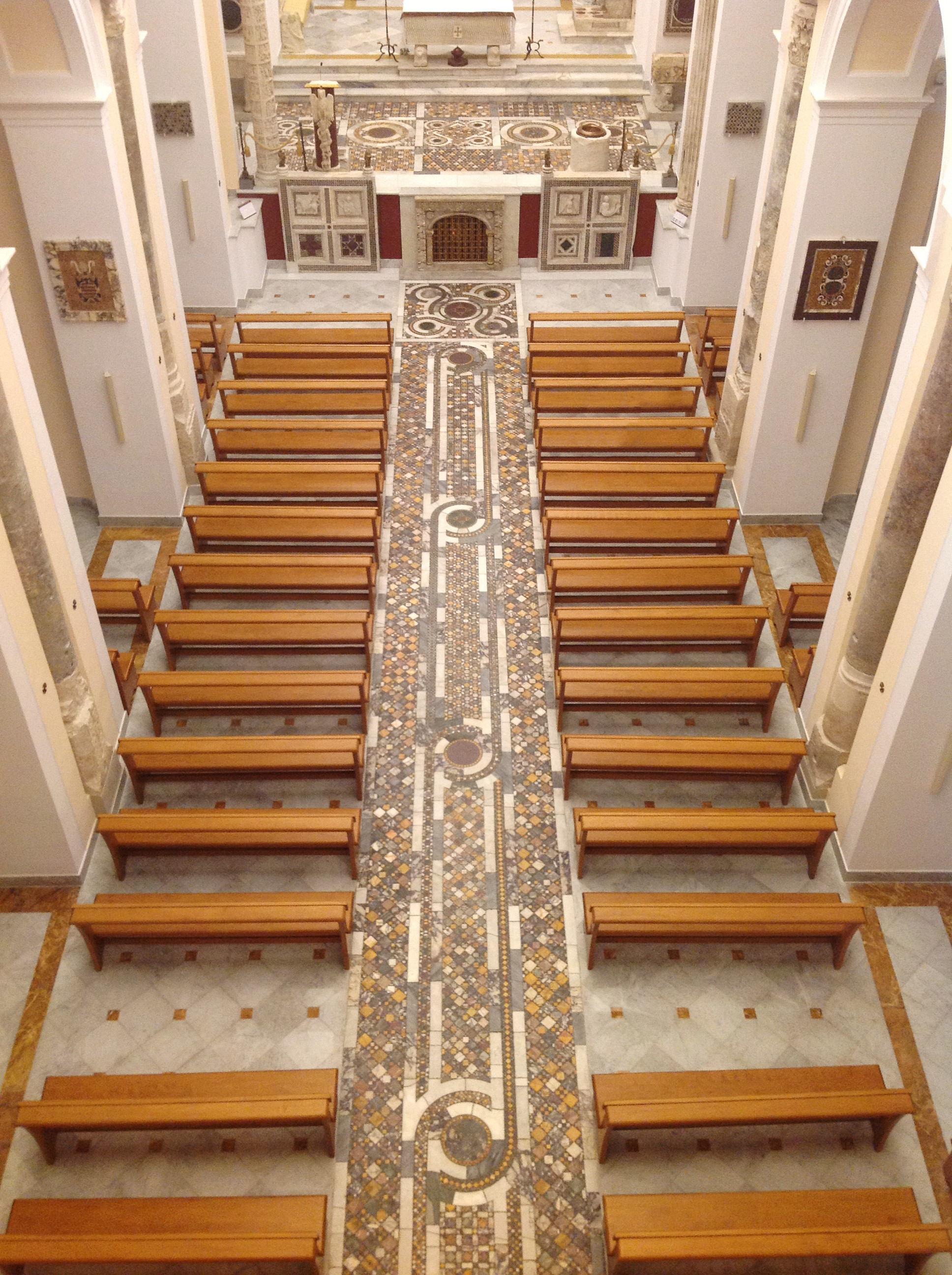
Pavimento della navata centrale
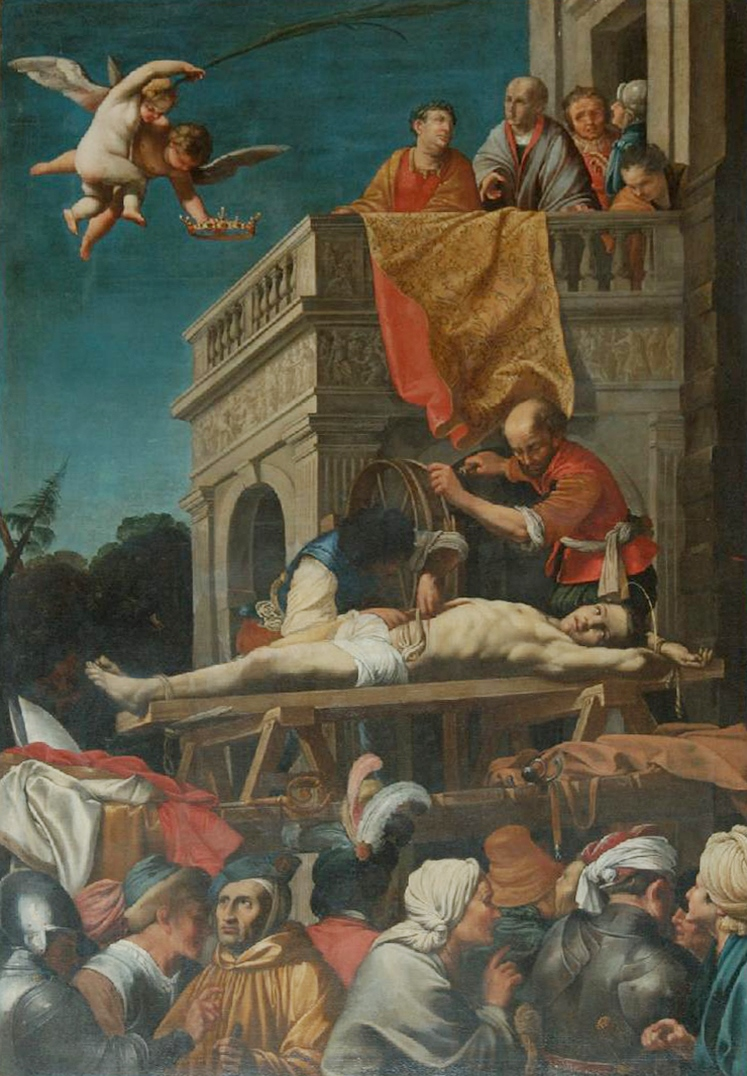
Martirio di Sant'Erasmo di Carlo Saraceni
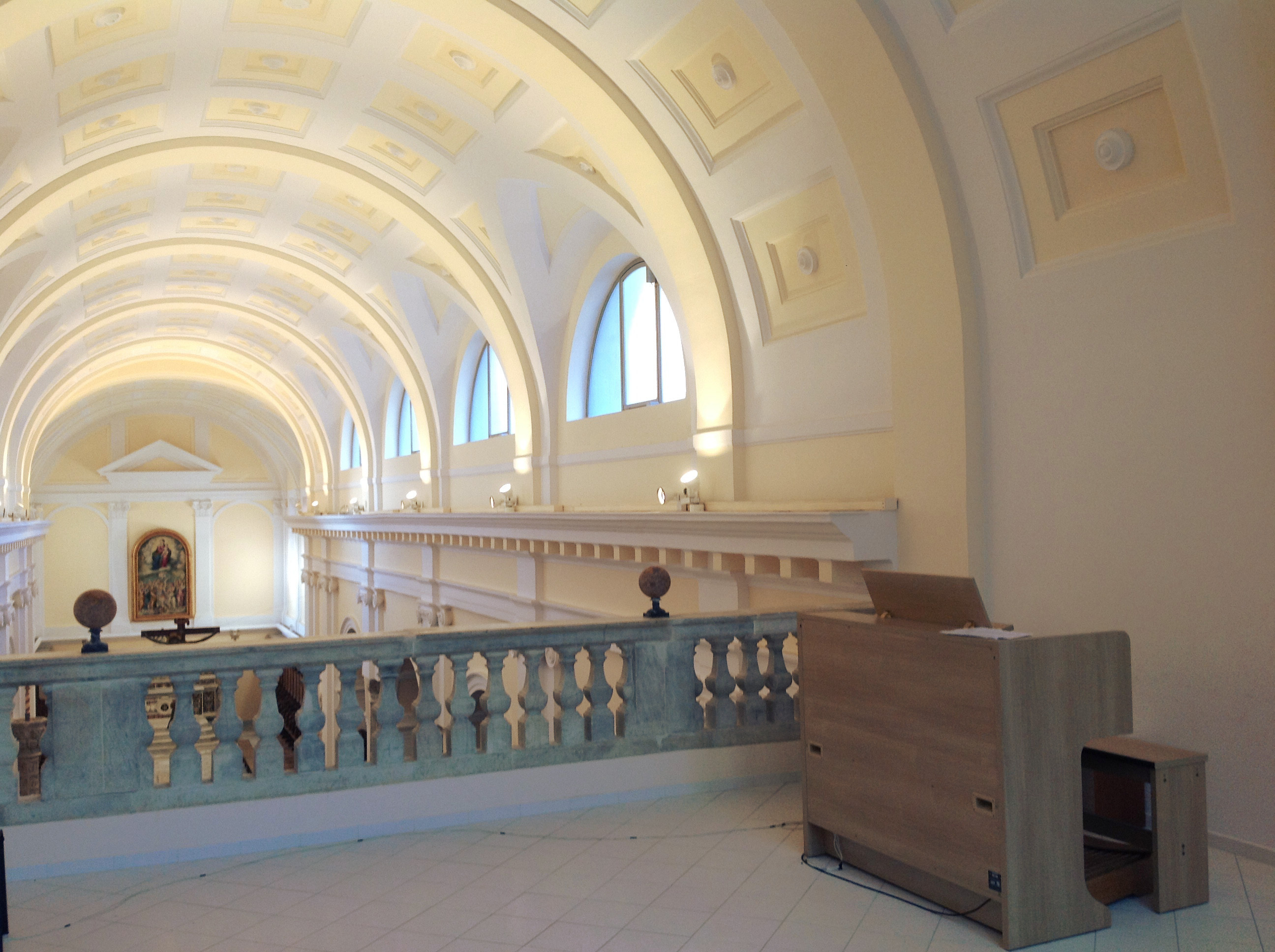
Cantoria e volta della navata centrale
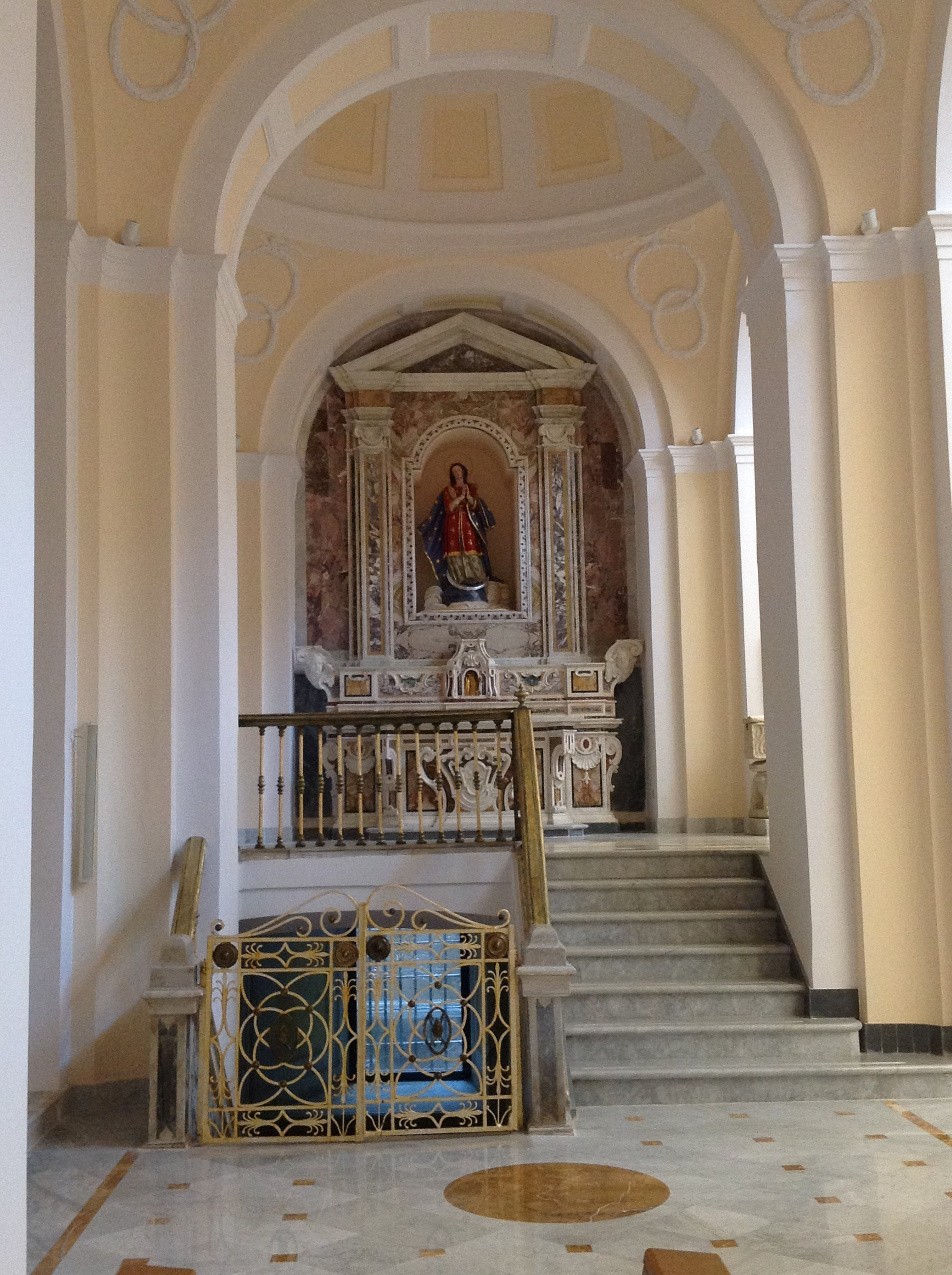
Navata laterale di sinistra e altare dell'Immacolata
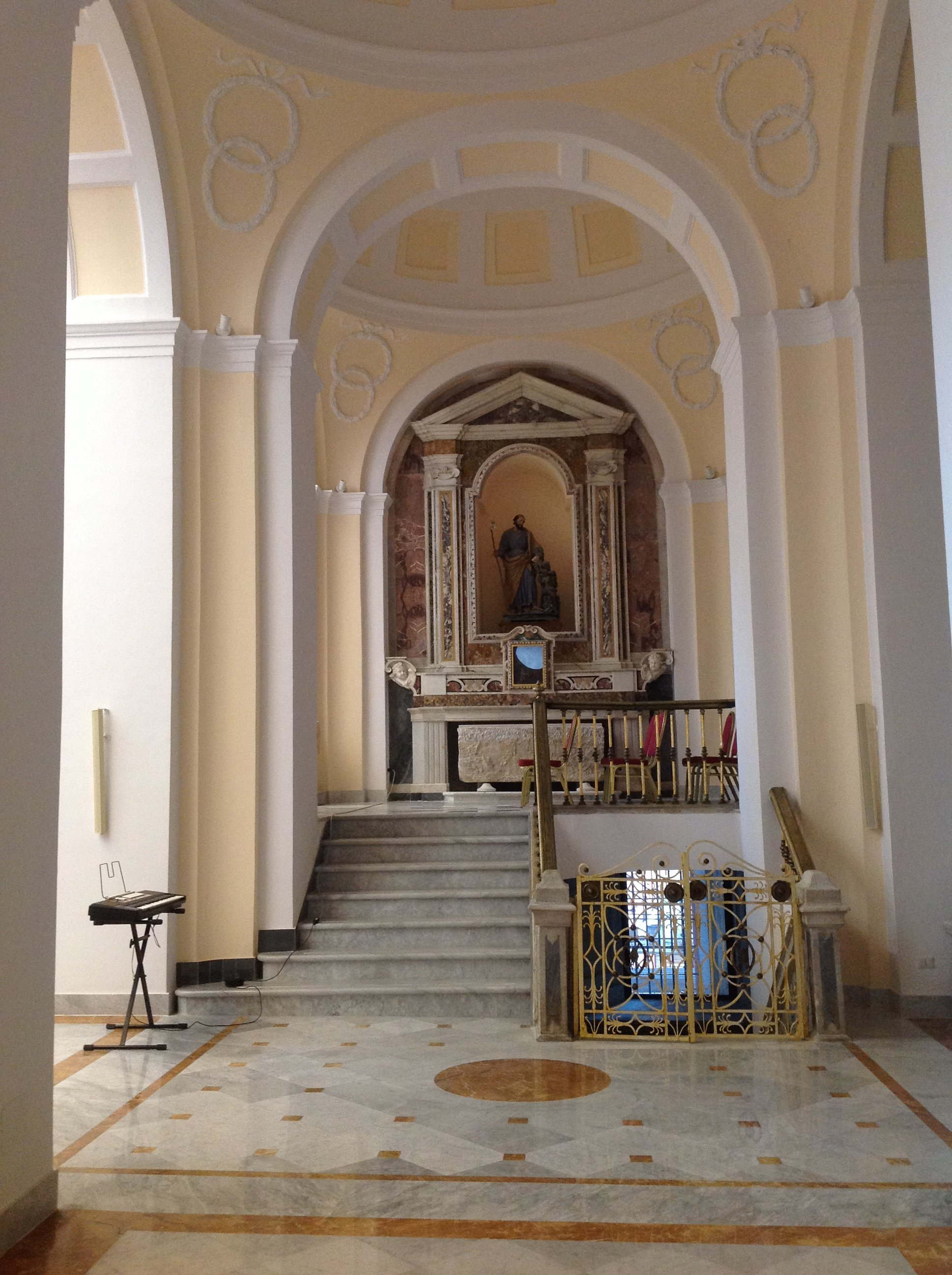
Navata laterale di destra e altare di San Giuseppe
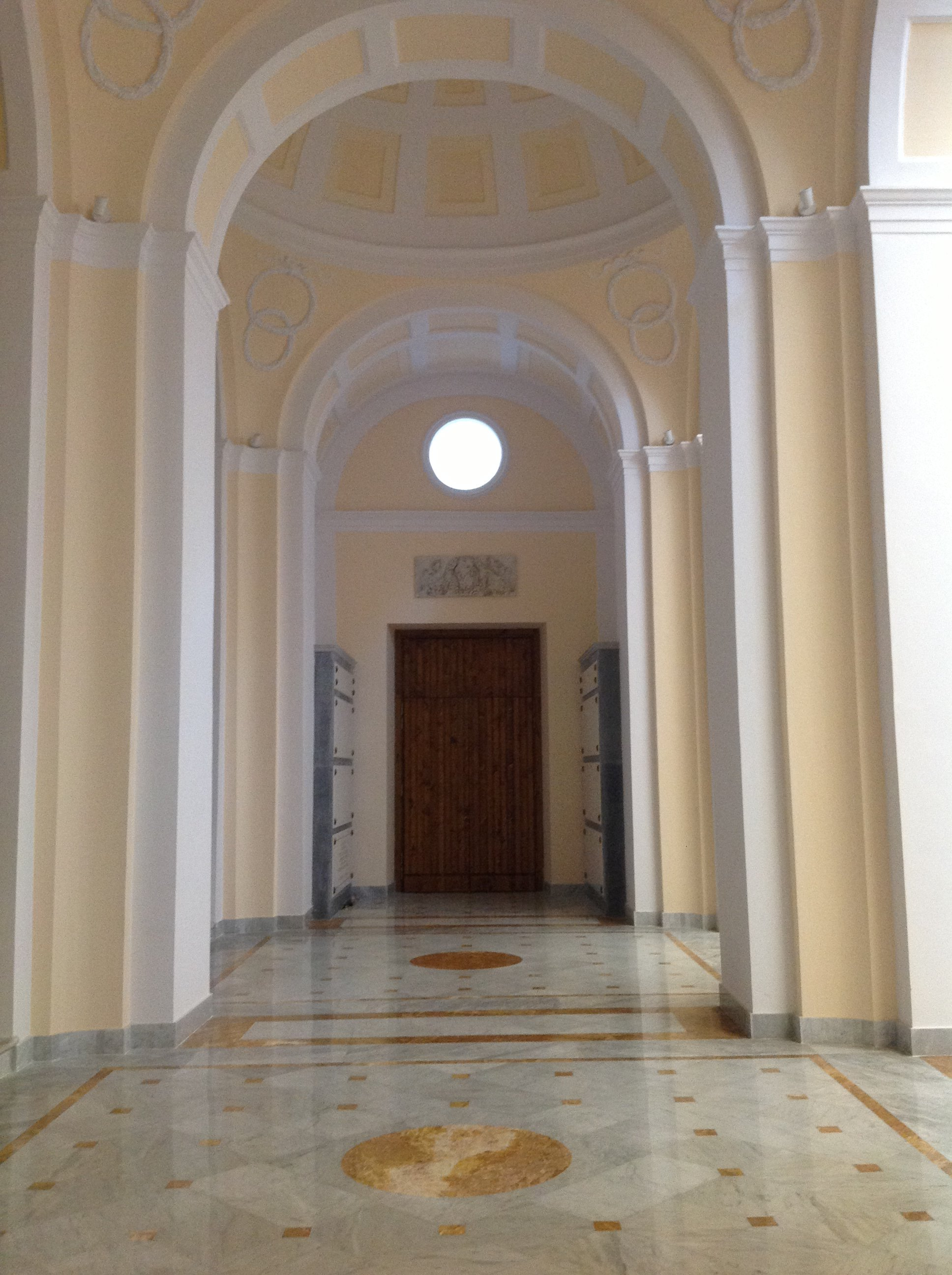
Navata laterale di destra e sepolcro degli arcivescovi
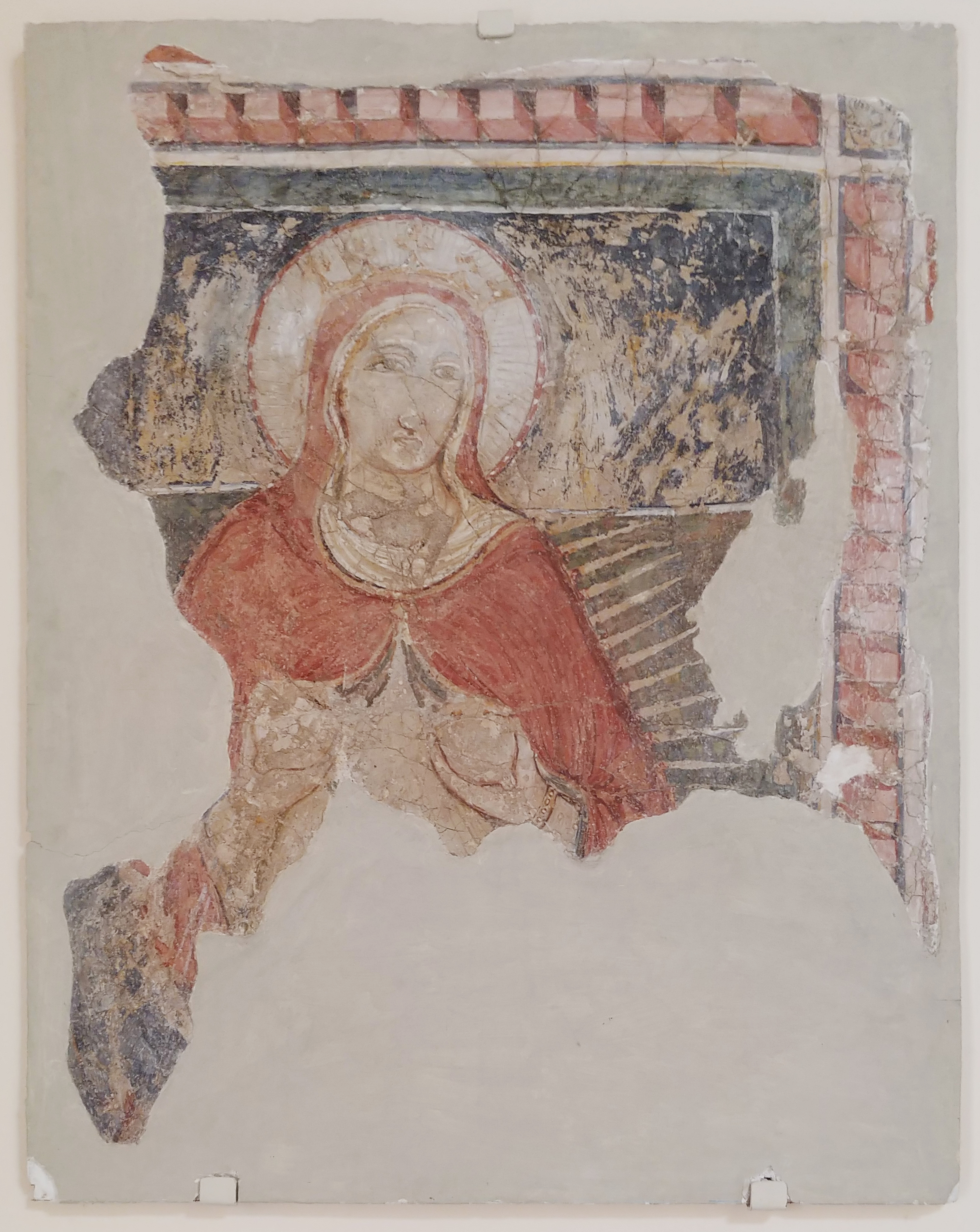
Affresco con Sant'Agata
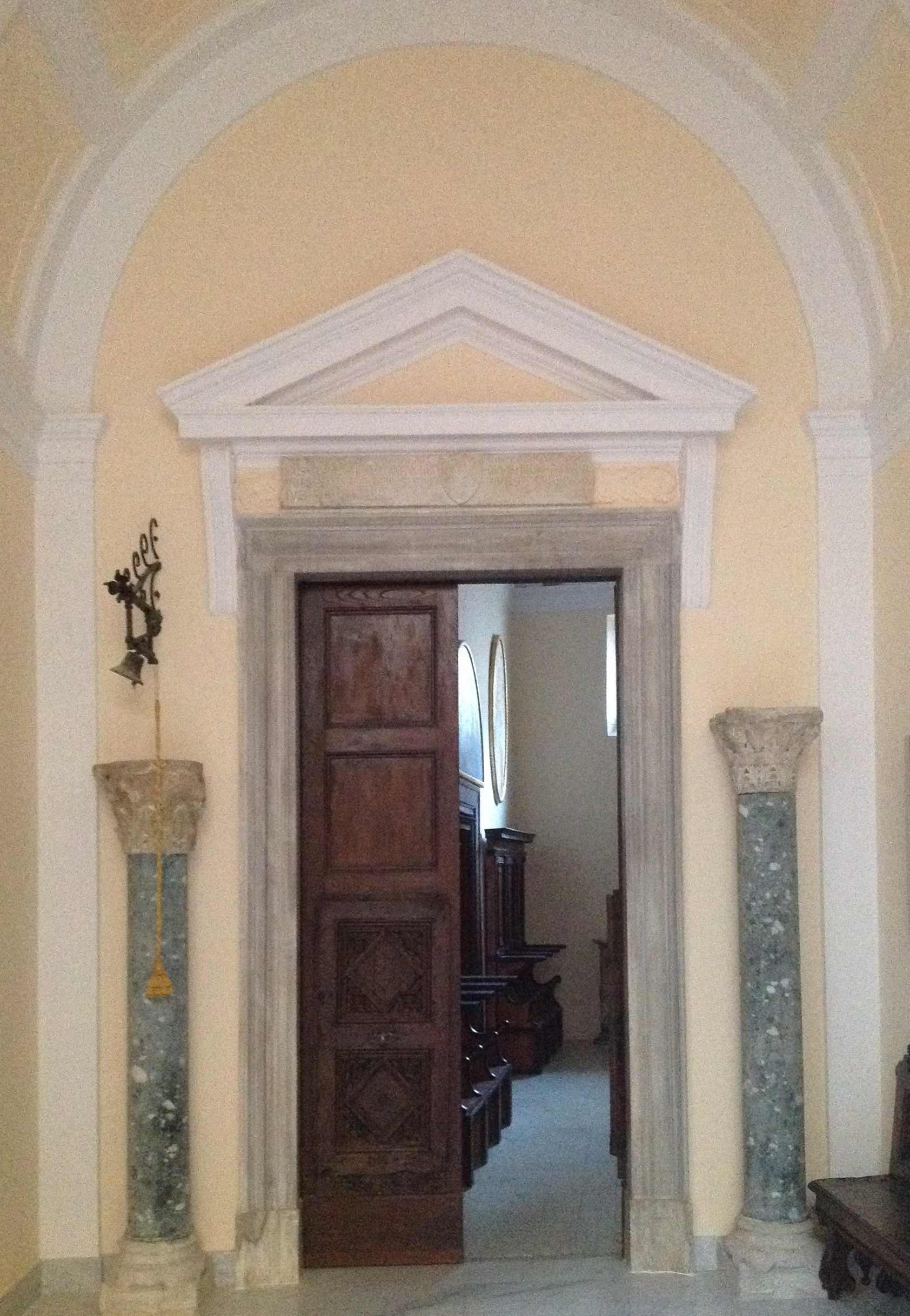
Portale della sacrestia degli ebdomadari

##### Repertorio cosmatesco
In diversi punti dell'aula sono dislocati dal 2014 numerosi frammenti musivi cosmateschi già raccolti presso la settima navata.
Dell'antica pavimentazione medioevale della cattedrale rimangono soltanto alcune lastre di modeste dimensioni rinvenute nel 1932-1935 al di sotto del pavimento del presbiterio e dell'abside: la prima con motivi policromi rispettivamente a quadrati con quadratini iscritti diagonalmente (sotto la terza arcata di destra della navata centrale), la seconda con esagoni circondati da piccoli rombi e triangoli (sotto la terza arcata di sinistra della navata centrale), la terza con ornato a zig-zag (nella settima navata). Nella settima navata si trovano anche, incastonati in una pedana mobile già a servizio dell'attuale ambone ulteriori frammenti: i due di maggiori dimensioni sono quello che costituisce il piano di calpestio del gradino superiore, decorato con «un originale impaginato a riquadri e fascia a T», e quello sul lato sinistro che presenta una croce inscritta in un clipeo; i tre di minori dimensioni sono costituiti dalla summenzionata lastra pavimentale con motivo a zig-zag, da una con triangoli contrapposti e alternati a quadratini posti diagonalmente (entrambe sul lato destro), da una terza con quadratini e rombi alternati a triangolini (replica moderna, sul primo gradino) e da una quarta analoga alle cornici musive delle transenne che costituiscono il prospetto del presbiterio.
Sotto le due arcate laterali della navata centrale di accesso al presbiterio, sono murate delle ulteriori lastre cosmatesche, restaurate ed integrate in occasione della loro collocazione. A ridosso dei pilastri settentrionali, sopra i sarcofagi, si trovano due lastre analoghe: probabilmente parapetti di un antico ambone, esse presentano un alveo centrale circolare (quello della lastra di sinistra con disco in porfido verde, l'altro con intarsio policromo a formare un poligono ad otto punte) incorniciato da campiture in opus tessellatum su sfondo musivo dorato (lastra di sinistra) o rossastro (lastra di destra) con agli angoli quattro uccelli (tipici della Campania e del Lazio meridionale); solo il manufatto di destra presenta l'originaria cornice in opus sectile costituita da una serie di stelle a sei punte e altre figure geometriche. Sul pilastro meridionale dell'arcata di destra si trova un pluteo con motivo geometrico ad esagoni e cornice, mentre su quello dell'arcata di sinistra ve n'è un altro con ornato ad intreccio di linee spezzate intorno ad un ottagono.
Sotto l'arcata di accesso all'ambulacro della sacrestia, invece, vi sono una lastra marmorea quadrata dai bordi aggettanti già riutilizzata come schienale della cattedra del 1989 (semipilastro nord) ed un ampio pannello con complesso schema decorativo caratterizzato da una serie di annodature analoghe a quelle del presbiterio onoriano della basilica di San Lorenzo fuori le mura a Roma (semipilastro sud). Sulla parete destra dell'adiacente ambulacro trovano luogo due lastre ampiamente integrate nella decorazione musiva, poste raffrontate e recanti cospicue porzioni di quinconce, probabilmente appartenenti ad un unico elemento originario; sulla parete opposta, invece, montato su una staffa così da poterne vedere ambo i lati, un reperto proveniente dall'area di palazzo De Vio che su una faccia presenta lo stemma della famiglia Rogano con un'iscrizione inerente alla tomba di Giovanni Battista figlio di Vincenzo, sull'altra invece un quinconce ornato con un moderno decoro marmoreo.

##### Settima navata

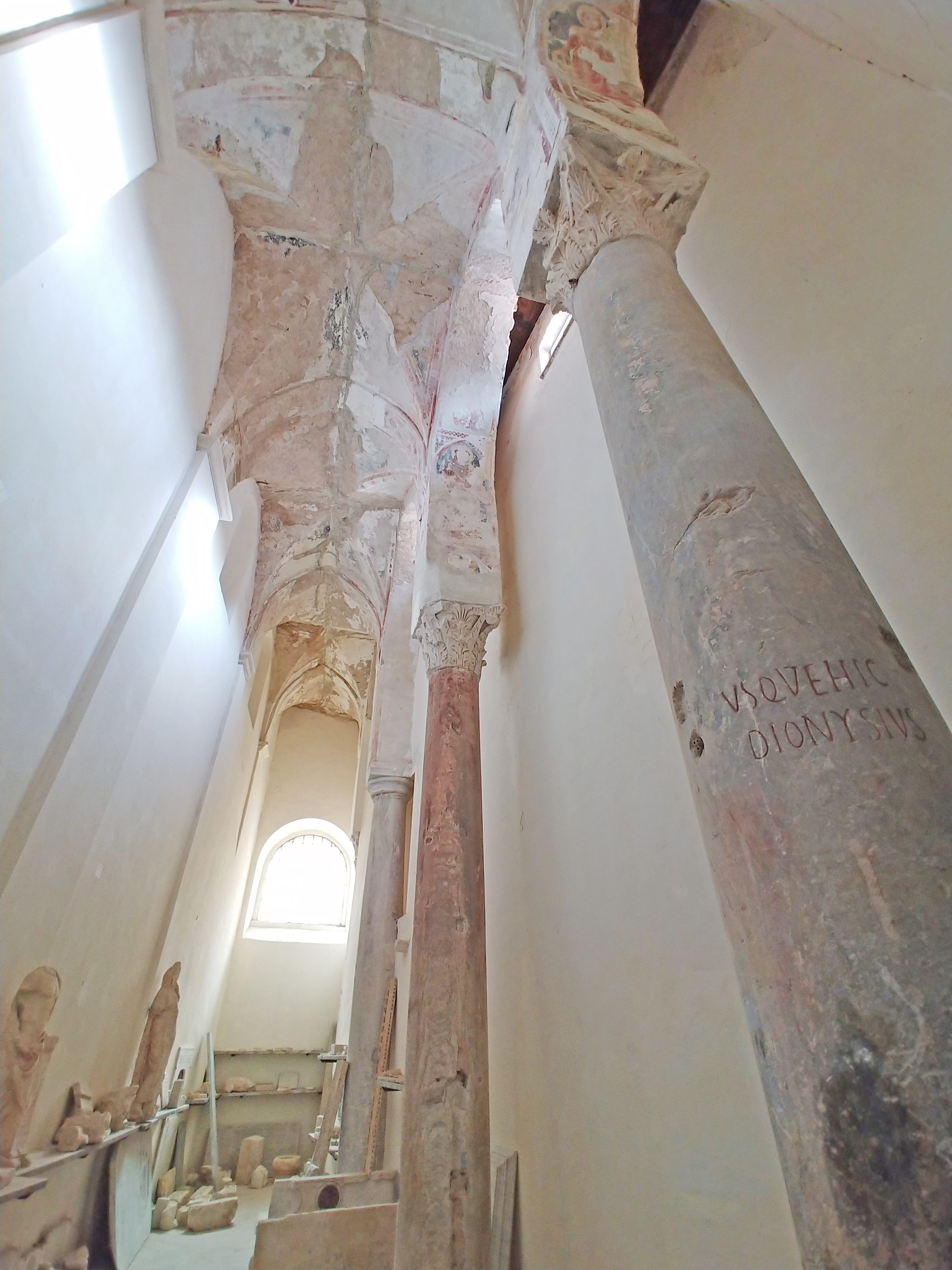
La settima navata.

Alle spalle delle cappelle laterali di destra, si trova la cosiddetta settima navata (in precedenza detta chiesa vecchia), ovvero la navata più orientale dell'edificio del XIII secolo (a sette navate), ricavata riadattando la navata laterale di sinistra della cattedrale dell'XI-XII secolo (a tre navate, con orientamento inverso rispetto a quello attuale). Nella prima metà del XX secolo fu sede di un'esposizione permanente di reperti lapidei e opere pittoriche che, nel 1956, andò a formare il primo nucleo del museo diocesano, allestito nei locali della facciata soprastanti il pronao.
L'ingresso dell'ambiente è costituito da una semplice serliana con arco a tutto sesto e due colonne di spoglio composite in marmo, con il fusto scanalato e il capitello scolpito; esso è sormontato da un rilievo marmoreo del XIII secolo, già sopra la cattedra del 1989, raffigurante un'Aquila che tiene tra gli artigli un serpente. La navata presenta una pianta irregolare di forma trapezoidale, con un progressivo restringimento verso l'attuale facciata della cattedrale dovuto in origine probabilmente ad una strada preesistente (l'attuale via Duomo) e attualmente accentuato dalla sporgenza delle cappelle laterali settecentesche dettata dalla volontà di regolarizzare l'assetto interno della chiesa duecentesca, nonché riconducibile a «ragioni legate alla particolare morfologia del terreno». La navata è suddivisa in quattro campate e la sua copertura è a volta a crociera ogivale, con archi acuti impostati su alti pieducci. Sono visibili quattro colonne antiche, di spoglio, tre corinzie ed una (quella in corrispondenza della cappella di San Bernardo) tuscanica; quella più prossima all'ingresso reca la seguente iscrizione incisa in lingua latina: VSQUE HIC DIONYSIVS. La luce naturale è fornita tramite un'ampia finestra ad arco a tutto sesto che si apre di fianco all'attuale facciata della cattedrale, e a monofore che si trovano nella parte superiore delle pareti laterali.
La volta delle prime tre campate più vicine all'attuale ingresso presenta tracce di affreschi policromi medioevali, rappresentanti cornici geometriche, lacunari, finte incrostazioni marmoree in stile cosmatesco e figure di santi: Santa Caterina d'Alessandria alla base dell'intradosso della seconda colonna; singoli personaggi entro clipei nelle vele della prima campata (dei quali è riconoscibile solo un Santo vescovo, probabilmente Erasmo); San Giovanni Battista con lo stemma della famiglia Albito) e San Francesco d'Assisi nel sottarco della campata successiva. Gli affreschi sono databili alla fine del XIV secolo ed ascrivibili ad artisti di ambito laziale (per i motivi ornamentali) e campano (per le figure). Tracce pittoriche (in parte ridotte a sinopia) sono presenti anche sui resti delle volte gotiche ancora visibili nel sottotetto della prima campata dell'attuale navata laterale destra, risalenti probabilmente agli inizi del XV secolo e raffiguranti oltre ad un motivo stellato gli evangelisti Marco e Matteo.
Lungo le pareti laterali sono disposti numerosi reperti lapidei di varia epoca tra cui la lastra tombale di Agostino De Ortis, O.P., vescovo di Satriano dal 1500 al 1521, originariamente situata nella chiesa di San Domenico in Gaeta, dove era la relativa sepoltura; dalla medesima chiesa provengono alcuni frammenti lapidei, tra i quali uno di transenna ornato con un motivo a pelte, ed altri ad intrecci viminei. Fra gli altri reperti vi sono una transenna di finestra ad archetti proveniente dall'antica chiesa di San Francesco, un frammento con decorazione con maglie circolari annodate e rosette.

#### Cappelle laterali
Su ciascuna delle navatelle si aprono tre cappelle laterali.

##### Cappelle di destra
Cappella di San Bernardo

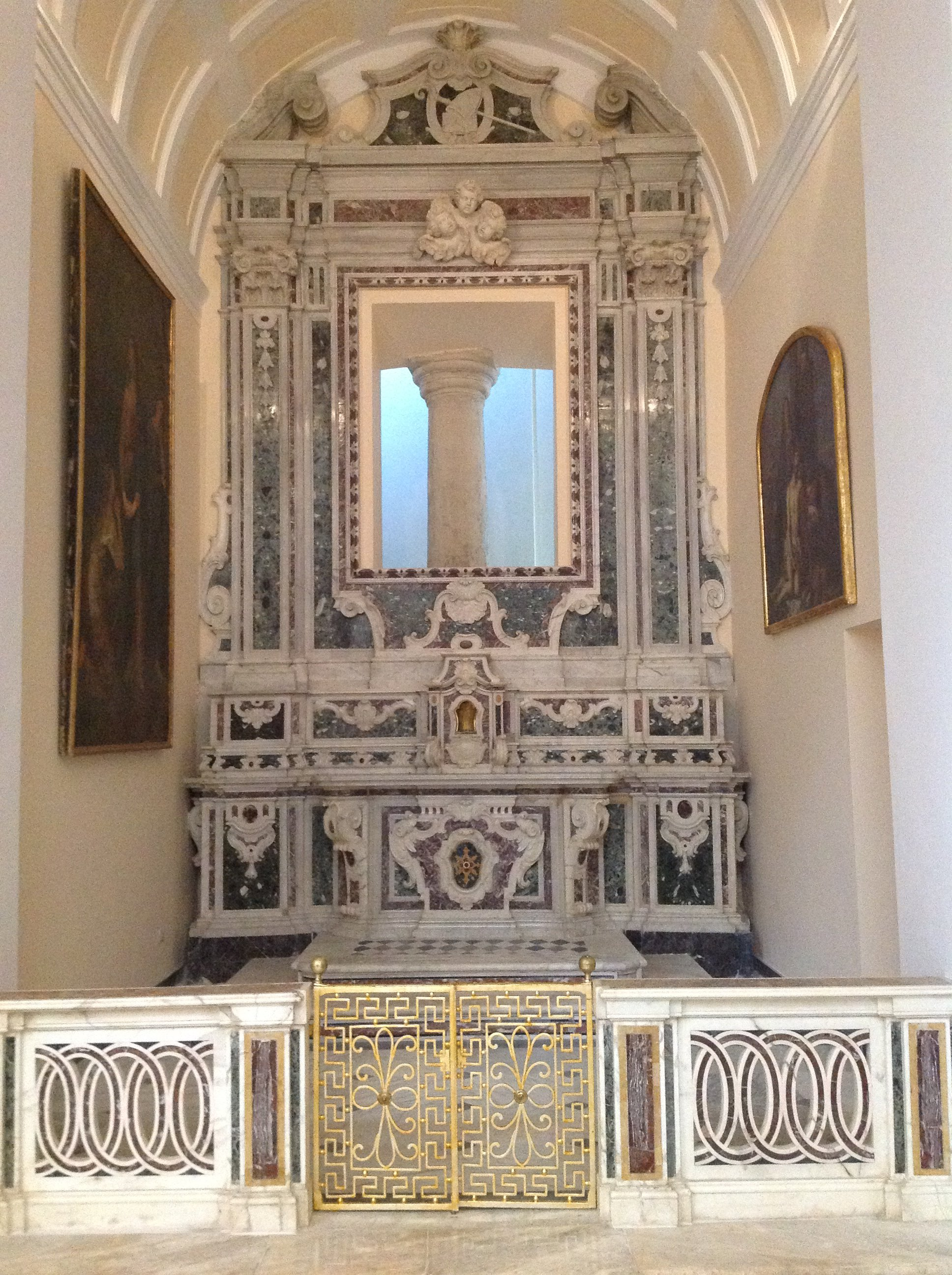
Cappella di San Bernardo.

La prima cappella di destra è dedicata a san Bernardo da Chiaravalle, come lo era in origine l'altare in essa contenuta, il quale venne realizzato nel 1705 da Domenico Antonio Vaccaro per la chiesa Santa Caterina d'Alessandria e trasferito nella cattedrale nel 1810. Successivamente venne dedicata a san Gabriele Arcangelo, raffigurato in una statua policroma del 1828 situata al centro dell'ancona, e poi adibita a custodia del Santissimo Sacramento. Nel corso dei restauri del 2008-2014, è stata rimossa l'effigie del santo e al suo posto realizzata un'apertura per consentire la visione di parte di una delle colonne della settima navata.
L'altare è in marmi policromi ed occupa interamente la parete di fondo; al di sopra della mensa, si eleva l'ancona con architrave idealmente sorretto da due lesene corinzie poste alle estremità; al di sopra della nicchia ove un tempo vi era la statua di san Gabriele Arcangelo, trova luogo un gruppo scultoreo con tre putti; al centro del fastigio, che costituisce il coronamento del manufatto, un bassorilievo raffigurante gli attributi di san Bernardo da Chiaravalle. Al centro dell'ancona, pur lasciando visibile la retrostante colonna, è stato collocato nel 2016 il Crocifisso ligneo del XVII secolo dono di sant'Alfonso Maria de' Liguori, già all'inizio della navata laterale di sinistra, mentre immediatamente dietro alla balaustra è stato posizionato un busto ligneo policromo raffigurante San Biagio.
Le due pareti laterali ospitano altrettante pale, entrambe risalenti al XIX secolo: a destra, la Pietà di Pietro Abbadessa; a sinistra, le Tre Marie di Gennaro Ruo, già sull'altare della navata laterale di sinistra del tempio di San Francesco.
Cappella di Santa Caterina d'Alessandria

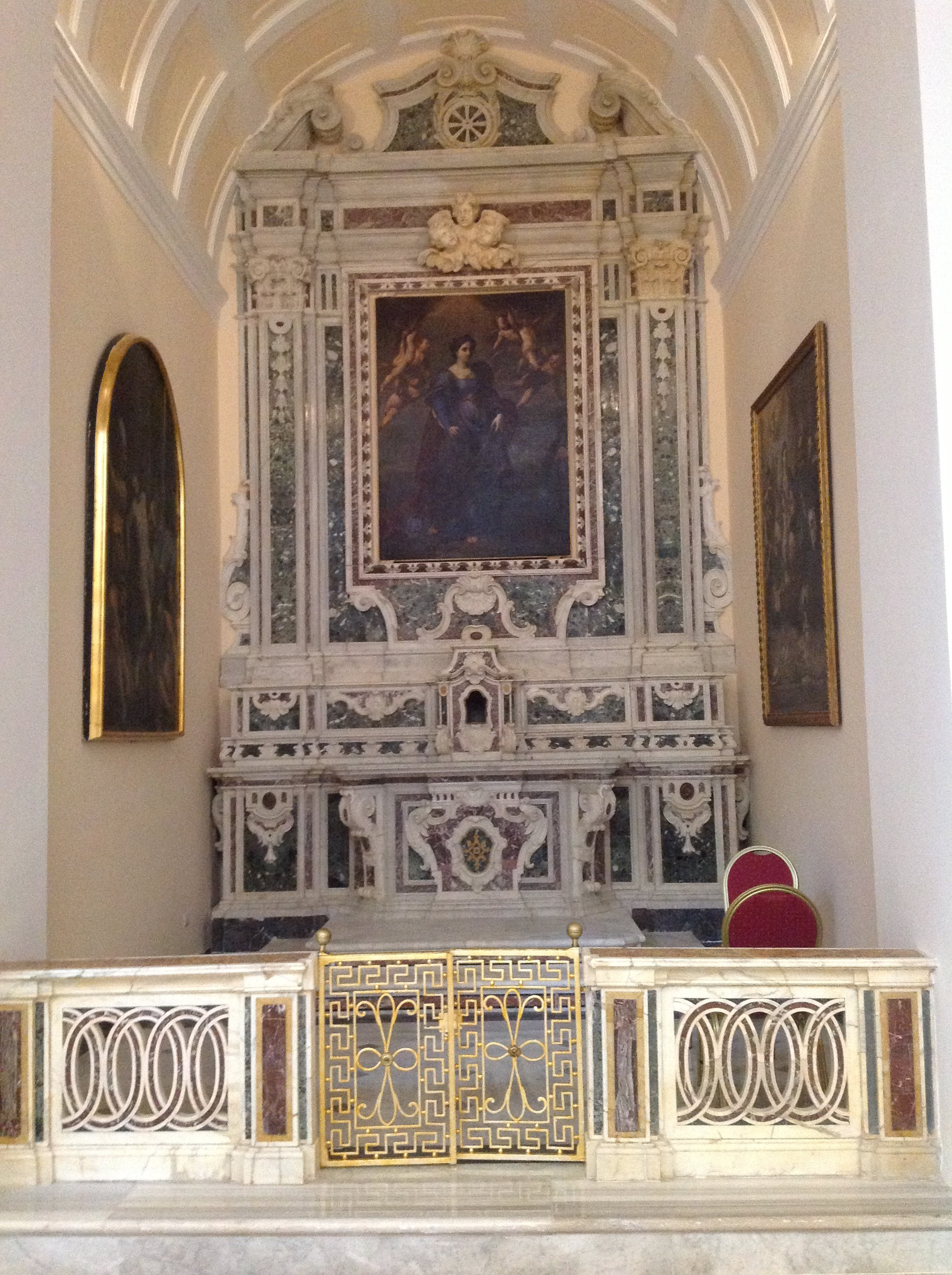
Cappella di Santa Caterina d'Alessandria.

La seconda cappella di destra è dedicata a santa Caterina d'Alessandria, mentre in precedenza lo era alla Vergine Immacolata.
L'altare, in marmi policromi, venne realizzato nel 1705 da Domenico Antonio Vaccaro insieme a quello gemello della prima cappella, per la chiesa Santa Caterina d'Alessandria; originariamente dedicato alla martire, venne poi intitolato alla Vergine Immacolata e, nell'ancona, venne posto il dipinto Vergine Immacolata che appare alle anime del Purgatorio di un anonimo pittore locale del XVIII secolo, motivo per cui l'ambiente fu anche chiamato cappella del Purgatorio. Attualmente la pala è costituita dal dipinto originario, raffigurante Santa Caterina d'Alessandria e opera autografa di Andrea Vaccaro, riconducibile alla fase terminale dell'attività del pittore (pieno Seicento); la santa è presentata come unica e monumentale protagonista, in piedi al centro della scena, nell'atto di avanzare idealmente verso lo spettatore tenendo in mano la palma mentre sei putti le fanno corona aprendo attorno a lei la scura coltre di nubi. Al centro del coronamento dell'altare vi è un in bassorilievo della ruota, strumento del martirio e attributo di santa Caterina.
Sulle due pareti laterali, altrettanti dipinti: a sinistra, una Flagellazione di Cristo di autore ignoto del XVII secolo di scuola napoletana, proveniente dalle collezioni del Museo nazionale di Capodimonte e concesso nel 1938-39 alla chiesa di San Domenico in Gaeta; a destra, Madonna del Rosario di Sebastiano Conca (XVIII secolo).
Sacrario borbonico
La terza cappella di destra è priva di altare: essa, che è più profonda rispetto alle altre tale da occupare in larghezza due navate dell'edificio del XIII secolo, ha primariamente la funzione di collegare all'aula l'ingresso posteriore della cattedrale, costituito dal portale che si apre alla sommità della scalinata del basamento della torre campanaria. Nel corso dei restauri del 2008-2014 è stata adibita a sacrario borbonico, inaugurato il 29 novembre del 2014, portando in chiesa alcuni monumenti sepolcrali già custoditi in alcuni ambienti neoclassici posti al di sotto dell'aula, cui si accedeva tramite una rampa di scale nella campata di sinistra dell'atrio.

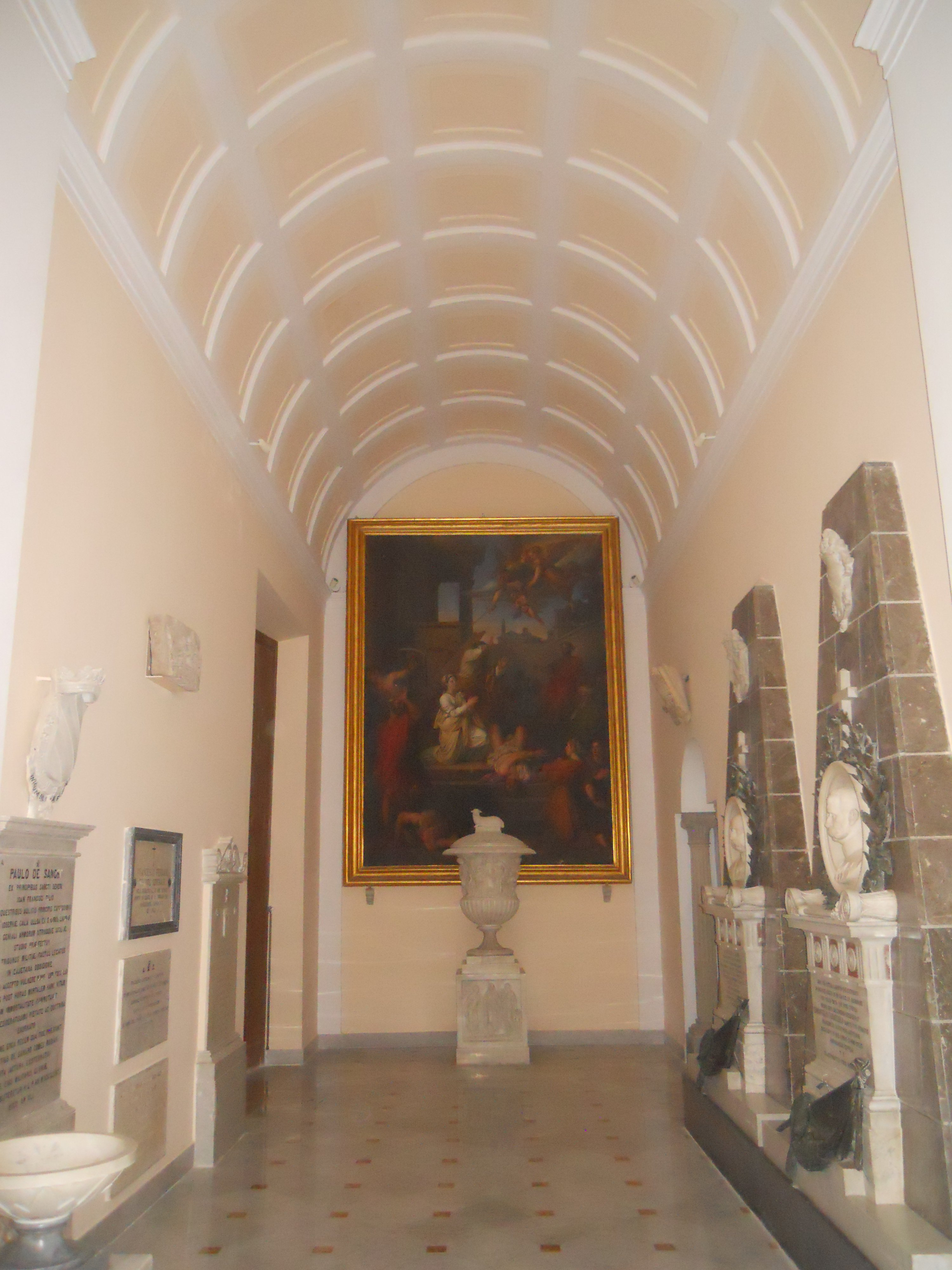
Terza cappella di destra.

Il portale del campanile si apre, privo di decorazioni, nella parte terminale della parete di sinistra. In asse con esso vi l'ingresso alla settima navata; quello attuale risale ai restauri del XXI secolo e sostituisce quello originario del XVIII secolo, costituito da una semplice porta. La parete di fondo dell'ambiente è occupata per quasi la totalità della sua superficie dalla pala Martirio di santa Caterina d'Alessandria di Gaetano Forte (1856), proveniente dalla chiesa Santa Caterina d'Alessandria, dove era posto sopra l'altare maggiore, e collocato nella cattedrale nel 1988.
Davanti alla stessa parete trova luogo il vecchio fonte battesimale marmoreo, scultura in stile neoclassico del XIX secolo; tradizionalmente attribuito almeno in parte ad Antonio Canova ma più probabilmente opera di Paolo Persico, venne donato da Ferdinando IV di Bordone in sostituzione del precedente fonte. Quest'ultimo era stato ricavato da un vaso marmoreo dello scultore ateniese Salpione (I secolo a.C.), che era stato rinvenuto a Formia sulla riva del mare e fatto installare nella cattedrale dal vescovo Pedro de Oña, O. de M. (1605-1626); entrambi si trovavano all'inizio della navata laterale di destra. Il manufatto ottocentesco è costituito da un cratere a campana ornato da un bassorilievo raffigurante il Battesimo di Cristo e sormontato da un coperchio sulla cui sommità è posta una scultura a tutto tondo dell'Agnus Dei; il basamento è costituito da un piedistallo che sulla parete anteriore del dado presenta a rilievo le Virtù teologali.
Al di sotto dell'arco che mette in comunicazione la cappella con la navata laterale di destra, vi è un'acquasantiera neoclassica. Sulle pareti laterali dell'ambiente vi sono i monumenti funerari di diversi caduti durante l'assedio di Gaeta del 1860-1861. Sulla parete di destra, ve ne sono due di analoghe fattezze e di notevoli dimensioni in stile neoclassico, già presenti nella cappella prima dei restauri del 2008-2014: entrambe le steli sono costituite da un tronco di piramide in pietre scure squadrate con davanti la parte anteriore di un'ara con l'epigrafe, e il bassorilievo e lo stemma del defunto; il monumento più vicino alla navata è quello del generale Emmanuele Caracciolo duca di San Vito, mentre l'altro è del generale Riccardo De Sangro. Sulla parete opposta si trovano il monumento funebre del tenente colonnello Matteo Negri (vicino all'ingresso del campanile) e quello del tenente colonnello Paolo De Sangro (vicino alla navata); al centro, tre lapidi che commemorano rispettivamente la realizzazione nel 1908 del sacrario al di sotto dell'aula della cattedrale da parte del comune di Gaeta, i canonici caduti durante l'assedio, il tenente generale Francesco Ferrari e la realizzazione dell'attuale sacrario nel 2014; l'insieme è sormontato da una corona a bassorilievo proveniente da uno stemma del XV secolo.

##### Cappelle di sinistra
Cappella della Madonna del Carmelo

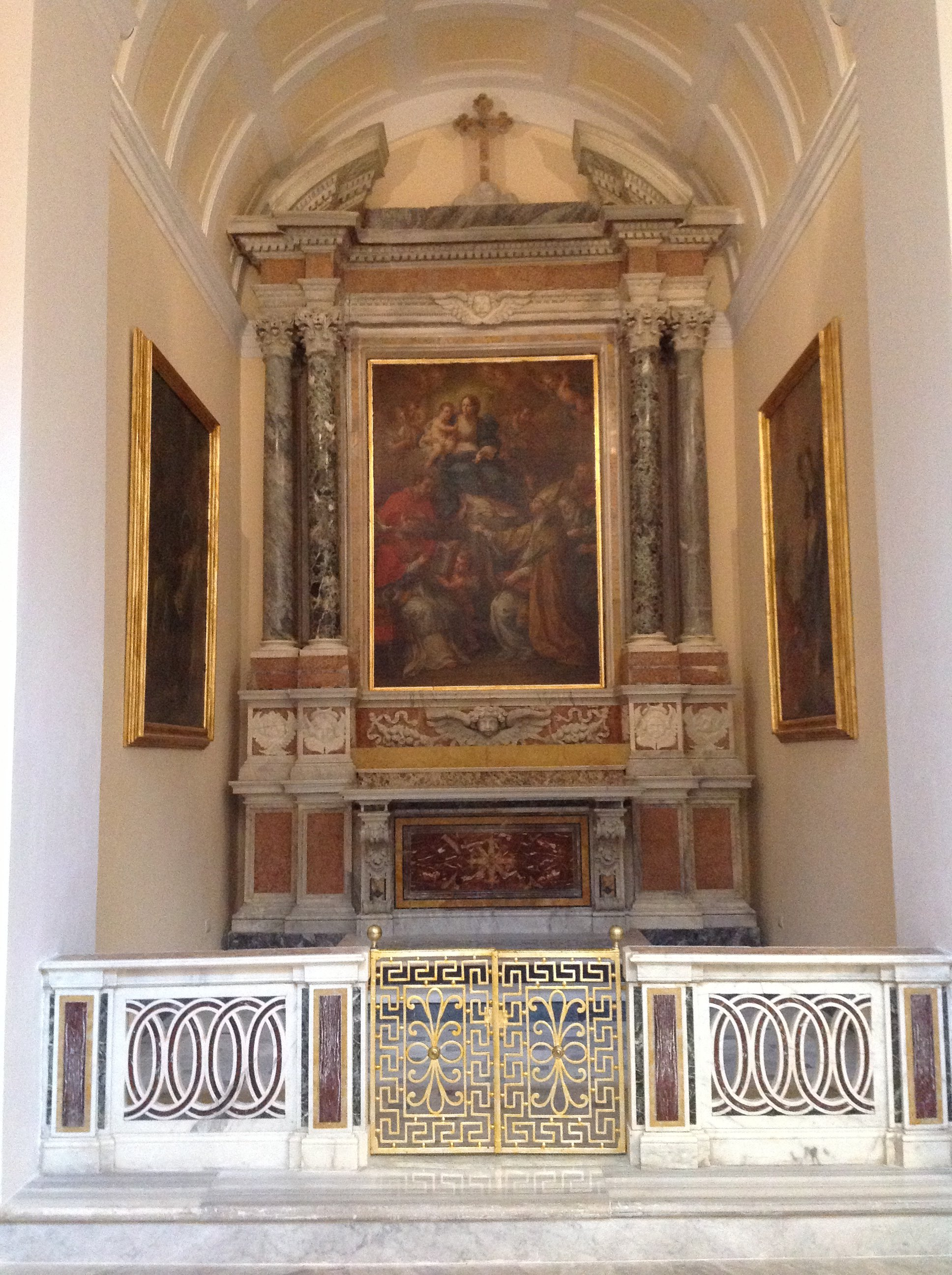
Cappella della Madonna del Carmelo.

La prima cappella di sinistra è dedicata alla Beata Vergine Maria del Monte Carmelo.
L'altare occupa interamente la parete di fondo dell'ambiente; risale alla metà del XVIII secolo ed è attribuibile all'artista napoletano Ferdinando Sanfelice o al suo collaboratore Giuseppe Astarita; venne poi modificato nel XIX secolo da Pietro Paolo Ferrara, che realizzò un nuovo paliotto. L'altare è in marmi policromi e l'ancona è sormontata da un alto cornicione sorretto da due coppie di colonne corinzie lisce; alla base di ciascuna, vi è un bassorilievo raffigurante un angelo. Sotto la pala, invece, vi e una testa d'angelo in altorilievo, tra due festoni. Il coronamento dell'altare è costituito da un timpano spezzato con, al centro, una croce in marmo. La pala è un dipinto su tela di Sebastiano Conca raffigurante la Madonna col Bambino tra i santi Carlo Borromeo, Pio V, Lorenzo, Filippo Neri e Gennaro (1763), firmato e datato sullo zoccolo, opera della maturità dell'artista che coniuga alla sua esperienza nella pittura pietistico-devozionale con riferimenti al solimenismo dei suoi primi anni di attività; i cinque santi che onorano la Vergine e il Bambino (quest'ultimi collocati in alto, tra schiere angeliche) rappresentano i diversi gradi della gerarchia cattolica, rispettivamente il cardinalato, il pontificato, il diaconato, il presbiterato e l'episcopato.
Sulle pareti laterali, trovano luogo due dipinti, entrambi del XVII secolo: su quella di sinistra, una Deposizione di Cristo, di un pittore ignoto del XVII secolo e anch'esso proveniente dalle collezioni del Museo nazionale di Capodimonte e già in San Domenico; su quella di destra, Tobia e l'Angelo di Agostino Beltrano (prima metà del secolo), già nel Museo diocesano.
Cappella del Santissimo Sacramento

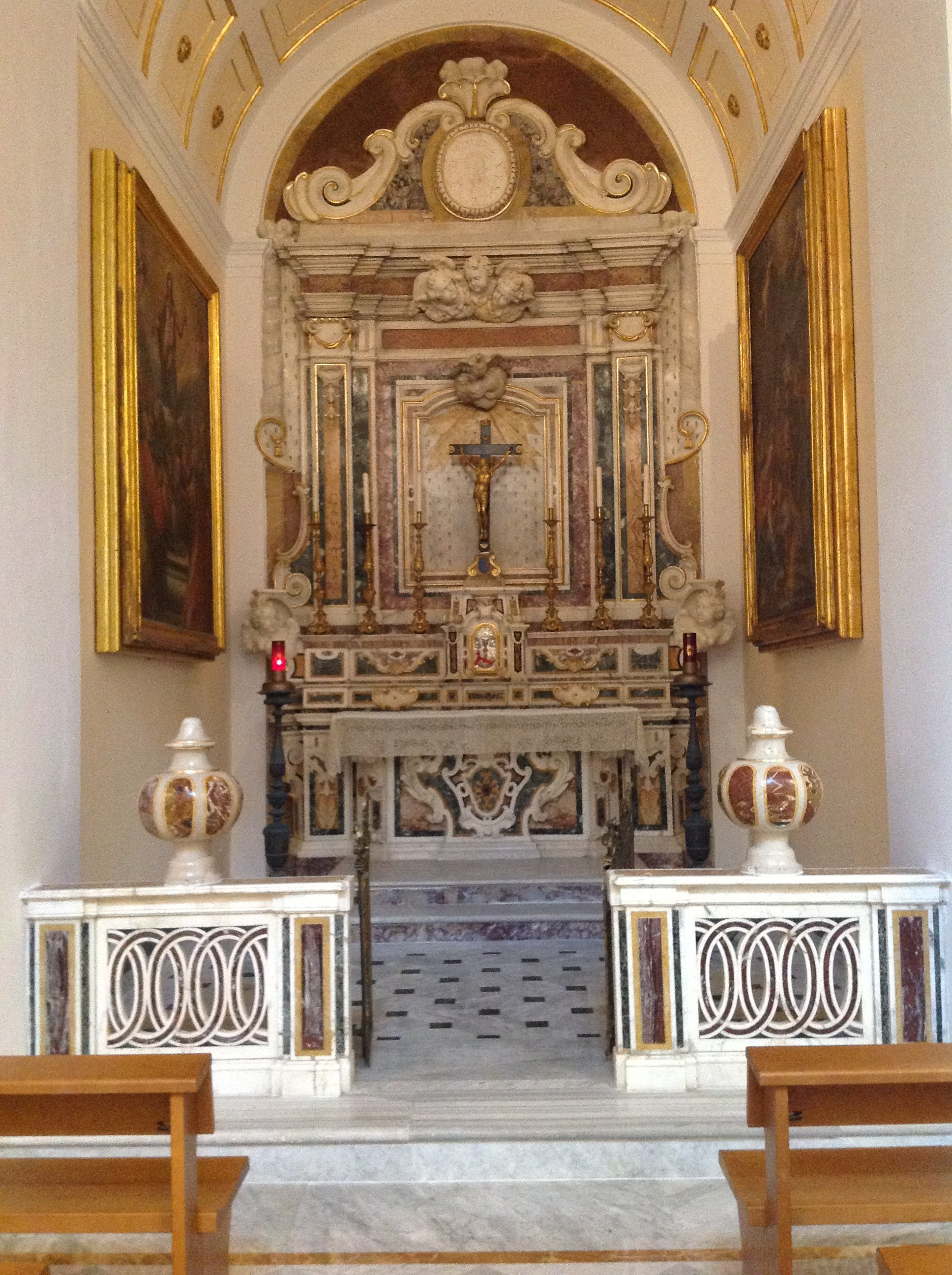
Cappella del Santissimo Sacramento.

La seconda cappella di sinistra è adibita a custodia del Santissimo Sacramento; in precedenza, era dedicata alla Madonna del Rosario e, al centro dell'ancona dell'altare, era stato posizionato un dipinto del XX secolo riproducente l'immagine della Madonna di Pompei.
L'altare in marmi policromi, situato a ridosso della parete fondale, è attribuibile a Domenico Antonio Vaccaro e risale agli inizi del XVIII secolo; probabilmente, esso si trovava probabilmente in origine nella chiesa di San Domenico (della quale sarebbe stato l'altare maggiore) e sarebbe stato trasferito nella cattedrale dopo la chiusura al culto della chiesa, nel 1813. L'ancona è priva di pala, e al centro di essa si apre una nicchia rettangolare con il lato superiore arcuato sormontato da un altorilievo raffigurante la Colomba dello Spirito Santo: essa attualmente incornicia un Crocifisso della scuola di Alessandro Algardi, è la sua decorazione trapuntata riprende quella del velo marmoreo che idealmente si apre alle spalle dell'altaree che è visibile sporgere dai lati dell'ancona. Al centro del coronamento trova luogo un dipinto ovale su rame di Sebastiano Conca, raffigurante Dio Padre benedicente tra angeli. Ai lati dell'altare, due candelabri in bronzo con l'immagine di Sant'Erasmo e gli stemmi dei donatori, risalenti al XVII secolo e facenti parte dell'arredo originario del Succorpo.
Sulle pareti laterali vi sono due dipinti su tela: quello della parete di sinistra raffigura l'Assunzione di Maria ed è opera di Girolamo Imparato (poco dopo il 1600), ampiamente rimaneggiata, già nell'abside del tempio di San Francesco; quello di destra, invece, rappresenta l'Adorazione dei Magi ed è di scuola napoletana (XVI secolo).
Cappella di San Filippo Neri

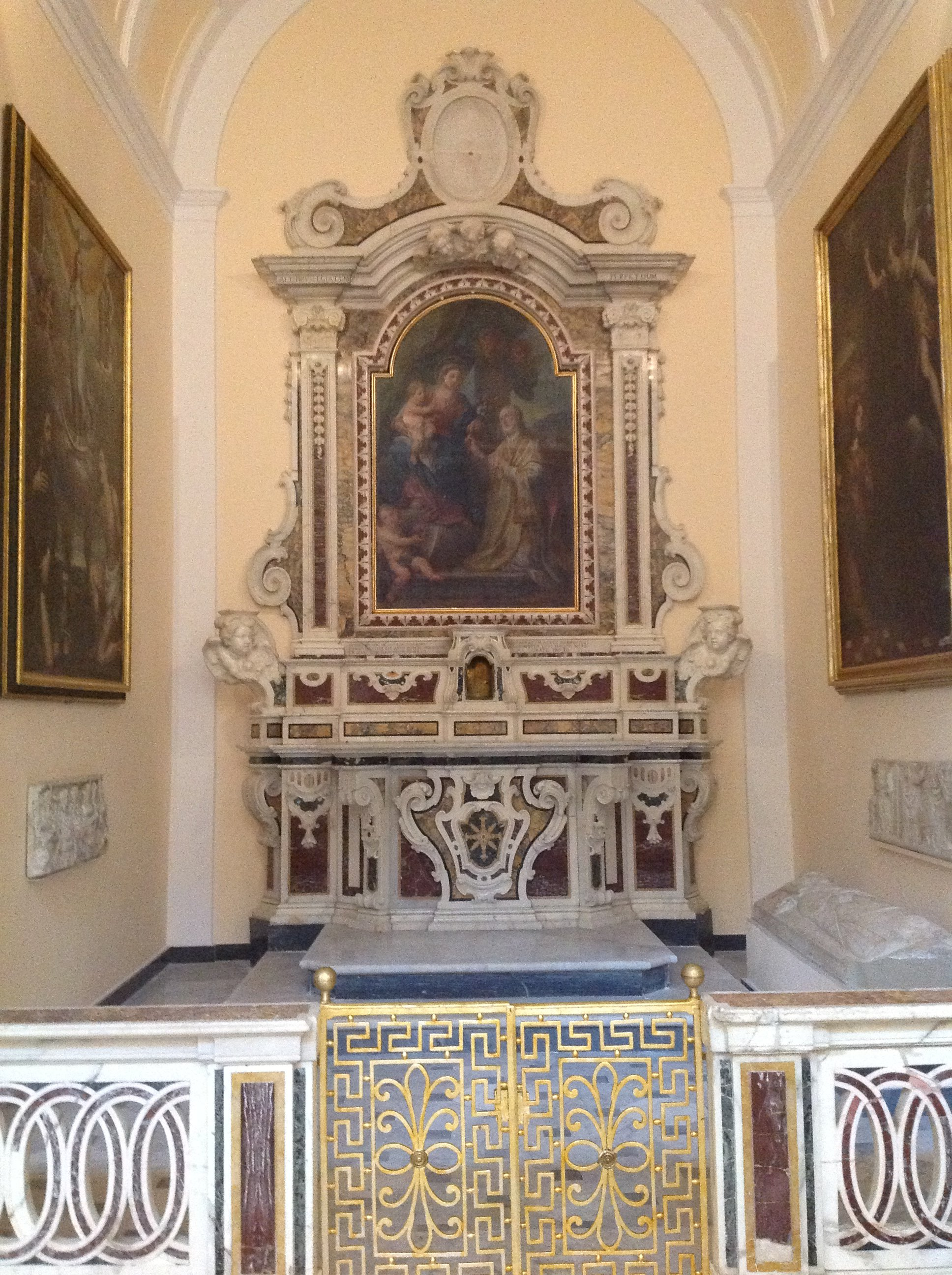
Cappella di San Filippo Neri.

La terza cappella di sinistra è dedicata a san Filippo Neri, raffigurato nella pala dell'altare; in precedenza, lo era alla Natività, mentre in origine il santo dedicatario era san Silvano di Emesa.
L'altare è in marmi policromi e venne realizzato nel 1767 su commissione della famiglia Rogano. risalente al XVIII secolo; fra quelli delle cappelle laterali della cattedrale, è il più modesto dal punto di vista delle dimensioni. Al di sopra della mensa e dell'alzata (decorata alle estremità con due teste d'angelo) si eleva l'ancona, inquadrata tra due lesene corinzie; al centro, la pala Madonna col Bambino e San Filippo Neri di Sebastiano Conca.
Sulle pareti laterali, due dipinti: a sinistra la Vergine Immacolata fra angeli e i santi Rocco e Sebastiano, del XVIII secolo; a destra l'Annunciazione attribuita a Claudio Ridolfi, del XVI-XVII secolo.
Nella cappella vi sono anche delle sculture antiche in marmo: sulla parete di sinistra, un bassorilievo romano con Monadi del III-IV secolo d.C.; su quella di destra, gli elementi superstiti dell'antico monumento sepolcrale del vescovo di Gaeta Francesco II Gattola (1321-1340). Questo originariamente si trovava nella cappella gentilizia dei Gattola situata dapprima nell'area nord-orientale dell'edificio per poi, dopo la costruzione dell'abside e del succorpo cinquecenteschi, essere spostata alla prima di destra; in seguito ai restauri della cattedrale di Pietro Paolo Ferrara entrò a far parte della raccolta lapidaria della settima navata per poi trovare l'attuale collocazione nel 2014. A pavimento, leggermente rialzato, si trova il coperchio marmoreo, della tipologia a doppio spiovente secondo l'antico modello ravennate, sul quale è raffigurato il giacente in abiti pontificali; alla base vi è un'iscrizione sulla quale sono riportati in caratteri gotici maiuscoli il nome del defunto e la data di morte. Sulla parete al di sopra del coperchio è murato un bassorilievo frammentario raffigurante la Madonna col Bambino cui viene presentato un vescovo inginocchiato da un santo (forse san Paolo o san Bartolomeo) e recante lo stemma Gattola, databile tra il XIV e il XV secolo; è possibile che esso appartenga all'altro sarcofago che si trovava nella cappella e che accoglieva le spoglie di tre vescovi della stessa famiglia: Bartolomeo e Giovanni Antonello vescovi di Caiazzo (morti rispettivamente nel 1390 e nel 1394) e Bartolomeo arcivescovo di Messina (morto nel 1446).

#### Presbiterio
Il presbiterio occupa interamente l'ultima campata della navata centrale e la campata di raccordo tra quest'ultima e l'abside; l'attuale assetto risale ai restauri del 2008-2014, durante i quali sono state demolite la doppia scalinata ottocentesca, la balaustra in marmi policromi e la cattedra del 1989, ed è stato ideato ex novo l'attuale spazio, all'interno del quale sono raccolti elementi di varie epoche e di diversa fattura.

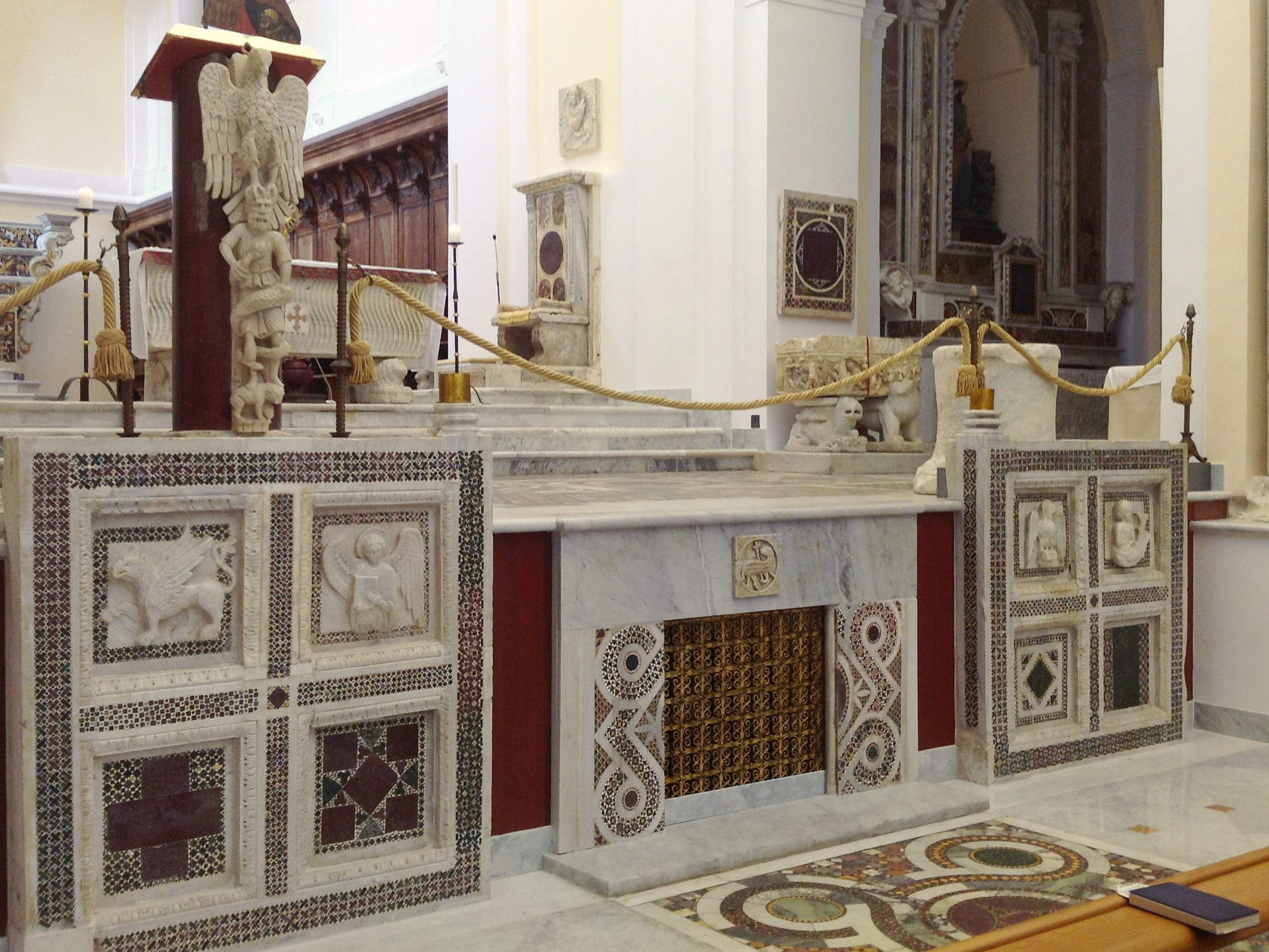
La parte anteriore del presbiterio.

L'area è sopraelevata rispetto al resto della chiesa, ed è raccordata all'aula tramite due rampe di scale simmetriche poste nell'ultima campata delle navate laterali. Il prospetto sulla navata centrale presenta al centro una grata che dà sull'ingresso del succorpo, con cornice marmorea a rilievo con arco a sesto ribassato poggiante su due semicolonne, installata nel 2015-16 in luogo della decorazione precedente, costituita da due frammenti di mosaico cosmatesco ai lati (attualmente murati nei pressi del portale della sacrestia) e da un bassorilievo con l'Agnus Dei (attualmente sul retro dell'altare maggiore). Ai lati, due transenne ottenute da Franco Vitelli smembrando l'altare della ex chiesa di Santa Lucia, realizzato nel 1928 da Gino Chierici utilizzando elementi medioevali provenienti dai plutei di quella chiesa, a lungo considerati appartenenti al parapetto dell'antico pulpito della cattedrale e concessi alla stessa in comodato nel 2008. Queste sono decorate con mosaici e bassorilievi databili alla seconda metà del XII secolo e riconducibili ad una bottega romana, probabilmente legata a Nicola d'Angelo, raffiguranti su quella di sinistra un Grifone (simbolo sia della sapienza, sia della forza del Cristo) e l'Angelo (simbolo dell'evangelista Matteo), su quella di destra l'Aquila (simbolo dell'evangelista Giovanni) e una Sirena bicaudata (simbolo della lussuria). Appartengono al ciclo altre quattro formelle, custodite presso l'Isabella Stewart-Gardner Museum di Boston, negli Stati Uniti d'America, raffiguranti un Cervo (simbolo del credente), il Leone (simbolo dell'evangelista Marco), il Toro (simbolo dell'evangelista Luca) e un Basilisco (considerato un animale diabolico, simbolo del peccato e in alcuni casi anche dell'eresia).
In posizione avanzata, nell'ultima campata della navata centrale, si trovano l'ambone (a sinistra, affiancato dalla colonna del cero pasquale) e il fonte battesimale (a destra). Quest'ultimo è in rame ed è stato ricavato all'interno di una bassa vera da pozzo marmorea di epoca romana. L'ambone è costituito da un leggio in legno dipinto a finto marmo, con base circolare; sulla parte anteriore, è decorato da una scultura in marmo del XIII secolo, probabilmente in origine decoro di un pulpito. Essa raffigura un uomo barbuto in posizione eretta, sulla cui testa è posata un'aquila, e attorno al cui corpo è stretto un serpente; ai piedi della figura, che forse vuole rappresentare l'iter salvifico dell'uomo, un quadrupede (un cane o un agnello).
Sotto le arcate di collegamento con le due navate laterali, vi sono due antichi sarcofagi di modeste dimensioni, in marmo. Quello di sinistra contiene i resti mortali dei santi Casto e Secondino e di Santa Eupuria (questi ultimi separati dagli altri tramite una paretina in legno), come reca l'iscrizione sul coperchio. La vasca è strigilata su tutti i lati; l'altro è costituito da un sarcofago infantile di grande pregio, ed accoglie le spoglie dei santi Erasmo, Probo e Innocenzo, i cui nomi sono incisi sopra il coperchio. La vasca è esternamente decorata con un bassorilievo che corre su tre lati e che raffigura una serie di amorini (sul lato anteriore, essi cavalcano dei felini); agli angoli, vi sono degli acroteri; anche il coperchio presenta una decorazione a rilievo, con l'effigie di una divinità maschile. Entrambi i sarcofagi vennero posizionati nel 1620 all'interno dell'altare del succorpo insieme a quello di san Marciano; attualmente poggiano ciascuno su una coppia di leoni stilofori dei quali tre (i due sotto il sarcofago di sinistra e quello di destra sotto l'altro sarcofago) risalenti al XIII secolo e probabilmente appartenenti al perduto ambone medioevale della cattedrale.

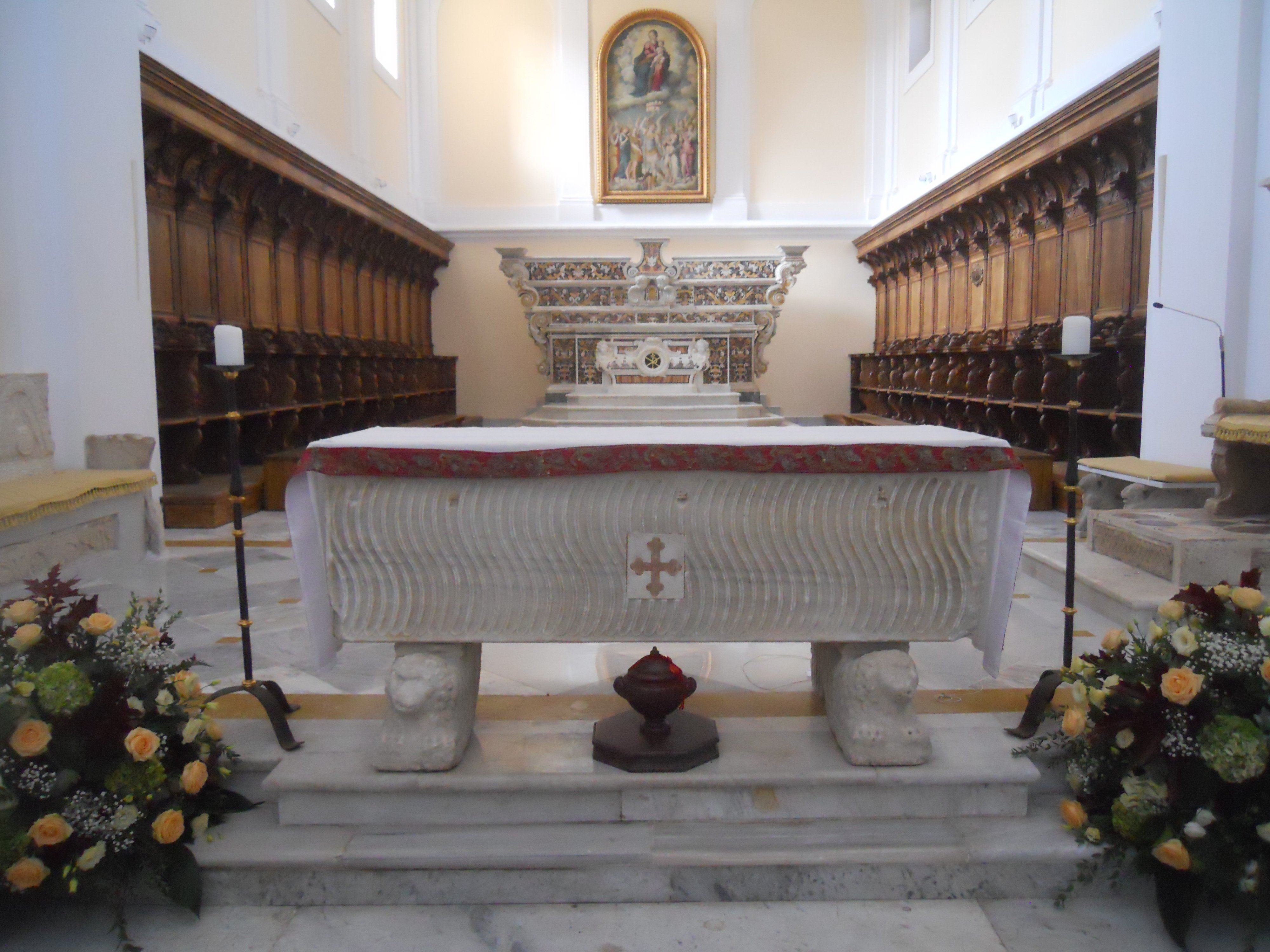
L'altare maggiore.

Nella campata di collegamento tra navata e abside, ulteriormente sopraelevato di tre gradini, vi è in posizione centrale l'altare maggiore, (sormontato nel 2014-2018 da un Crocifisso dipinto e sagomato di Giovanni da Gaeta, risalente agli anni 1460 circa e proveniente dall'ex chiesa di Santa Lucia in Gaeta). L'altare è stato ricavato dal sarcofago romano strigilato che venne posizionato nel 1620 all'interno dell'altare del succorpo e che racchiudeva i sarcofagi dei santi Erasmo, Probo e Innocenzo e di san Marciano; sulla parte anteriore, una croce in marmo rosso seicentesca, originariamente visibile attraverso un ovale al centro del paliotto dell'altare, mentre al centro di quella posteriore, liscia, un moderno bassorilievo raffigurante l'Agnello di Dio. Il sarcofago poggia su due leoni stilofori, in mezzo ai quali è posto un vaso in porfido contenente le reliquie.
In posizione arretrata, vi sono la cattedra episcopale (a sinistra) e la sede presidenziale per i celebranti che non siano l'arcivescovo di Gaeta (a destra). Il seggio episcopale è stato realizzato da Franco Vitelli accostando ed integrando elementi lapidei di diversa fattura ed epoca: fra questi un frammento di pilastrino o stipite a nodi a doppia ogiva (lungo il lato sinistro del gradino), un altro con decorazione a maglie circolari annodate (sul gradino, sotto il seggio), La sede presenta sulla parte anteriore della seduta una cimasa frammentaria proveniente dalla chiesa di San Giovanni a Mare (metà del IX secolo) ornata con quattro archi intervallati da gigli e recanti alcuni animali nonché, al centro, una croce; lo schienale è invece costituito da una lastra frammentaria con bassorilievo tre arcate con coppie di pavoni alternativamente affrontati o contrapposti; due altorilievi con angeli (ottenuti dallo smembramento di un'unica scultura) costituiscono i braccioli. La cattedra è sormontata da un Angelo a bassorilievo del XV secolo, opera di Domenico Gagini, mentre sulla parete al di sopra della sede vi sono un frammento di lastra ad arco con motivo a foglie di vite e tracce di policromia, ed un affresco staccato proveniente dall'ex chiesa di Santa Lucia e raffigurante l'Annunciazione. Il dipinto risale alla fine del XIV secolo-inizi del XV e si presenta in cattive condizioni di conservazione; in alto a destra, al di sopra dell'Arcangelo, è raffigurato Dio Padre benedicente dal quale promana il raggio del Verbo «che si incarna nel bambino Gesù [...] all'interno di una sfera» e raggiunge la Vergine (inserita quest'ultima entro una slanciata architettura gotica) attraverso la colomba dello Spirito Santo.

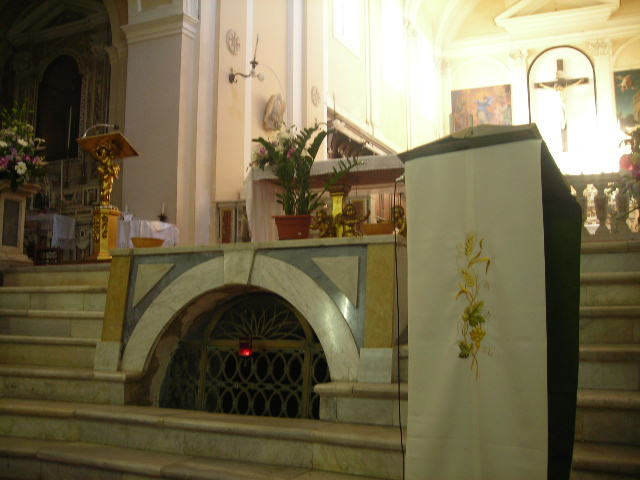
Il presbiterio nel 2007
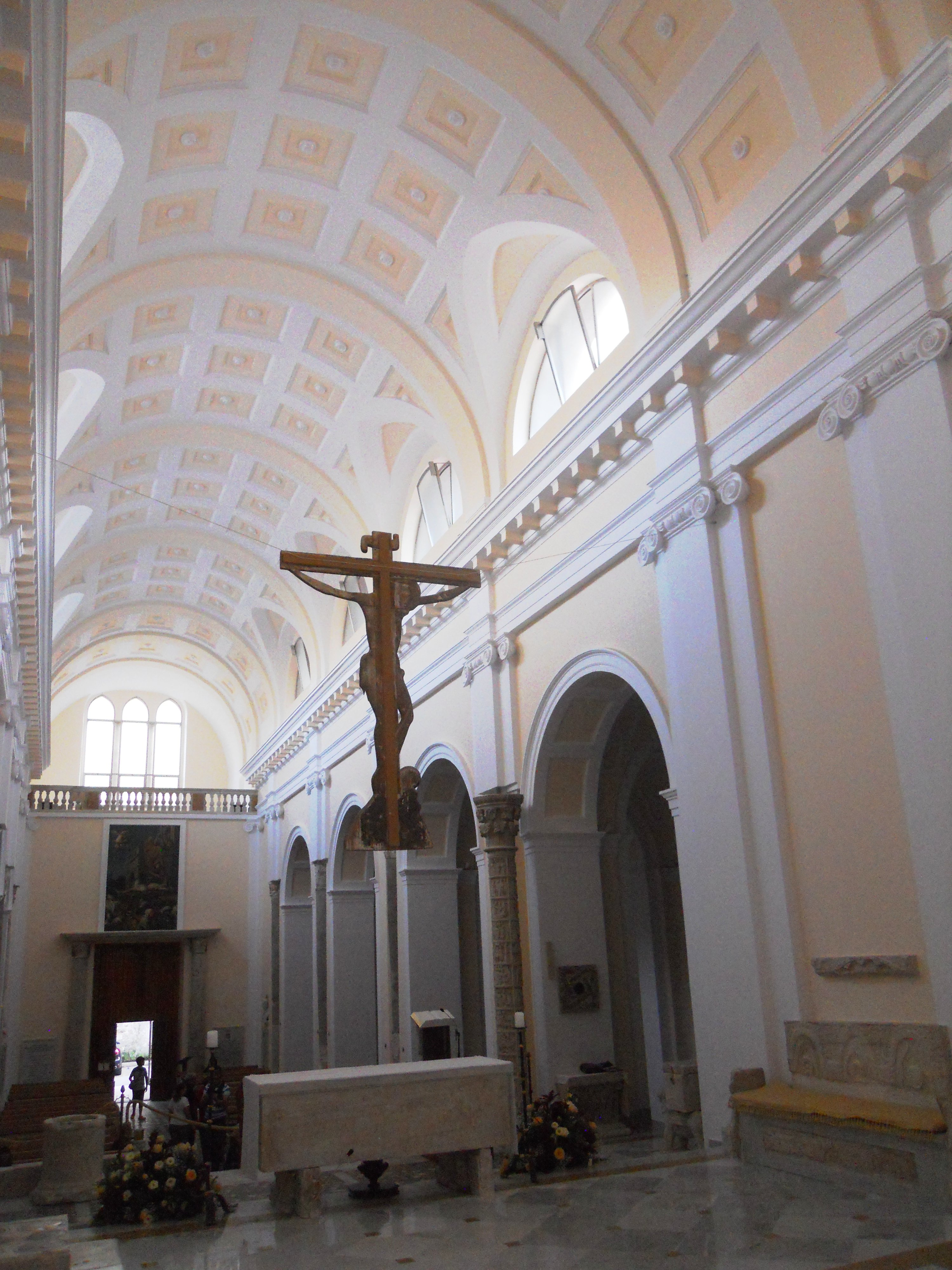
Il presbiterio verso la controfacciata
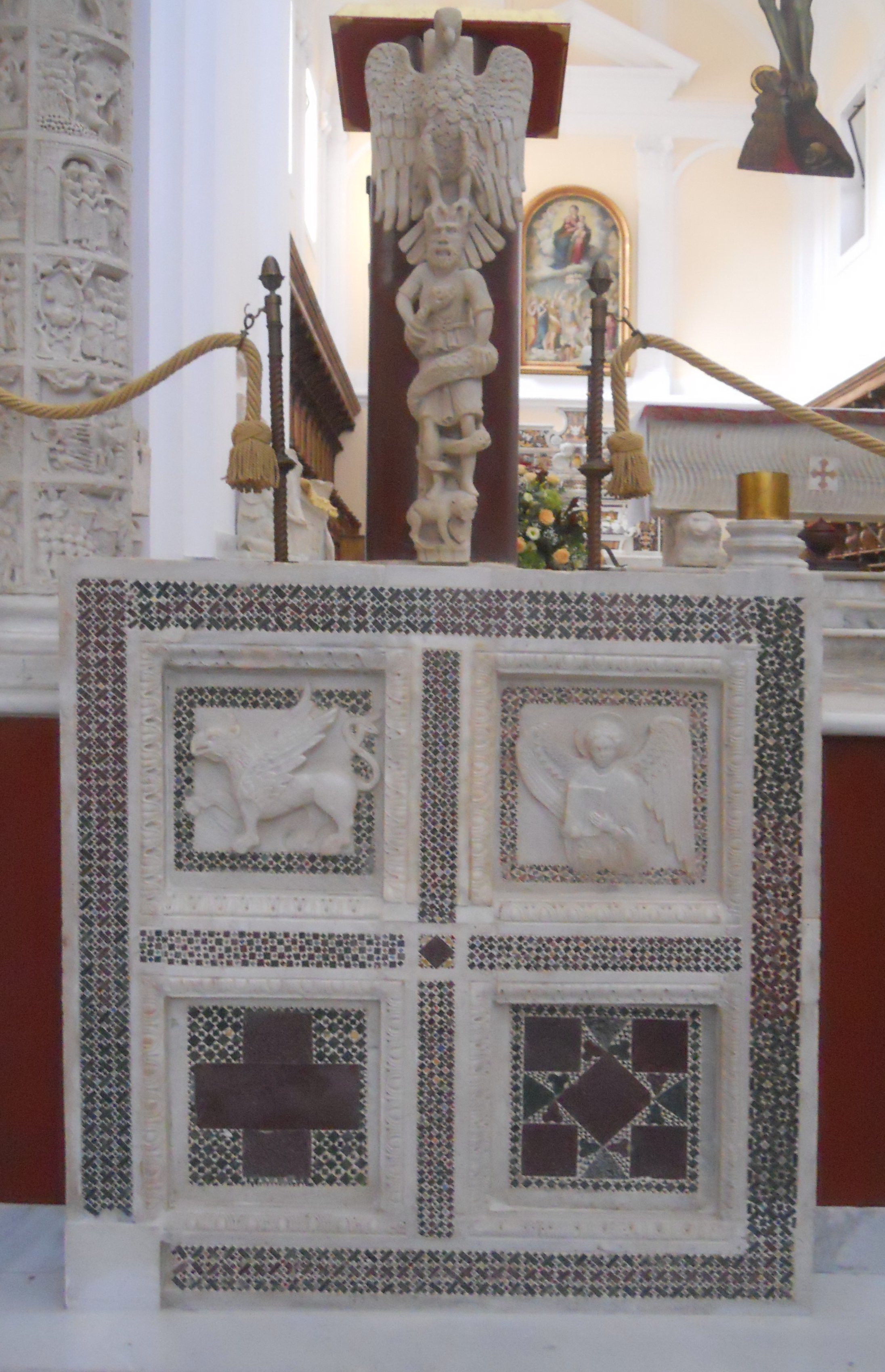
Transenna di sinistra e ambone
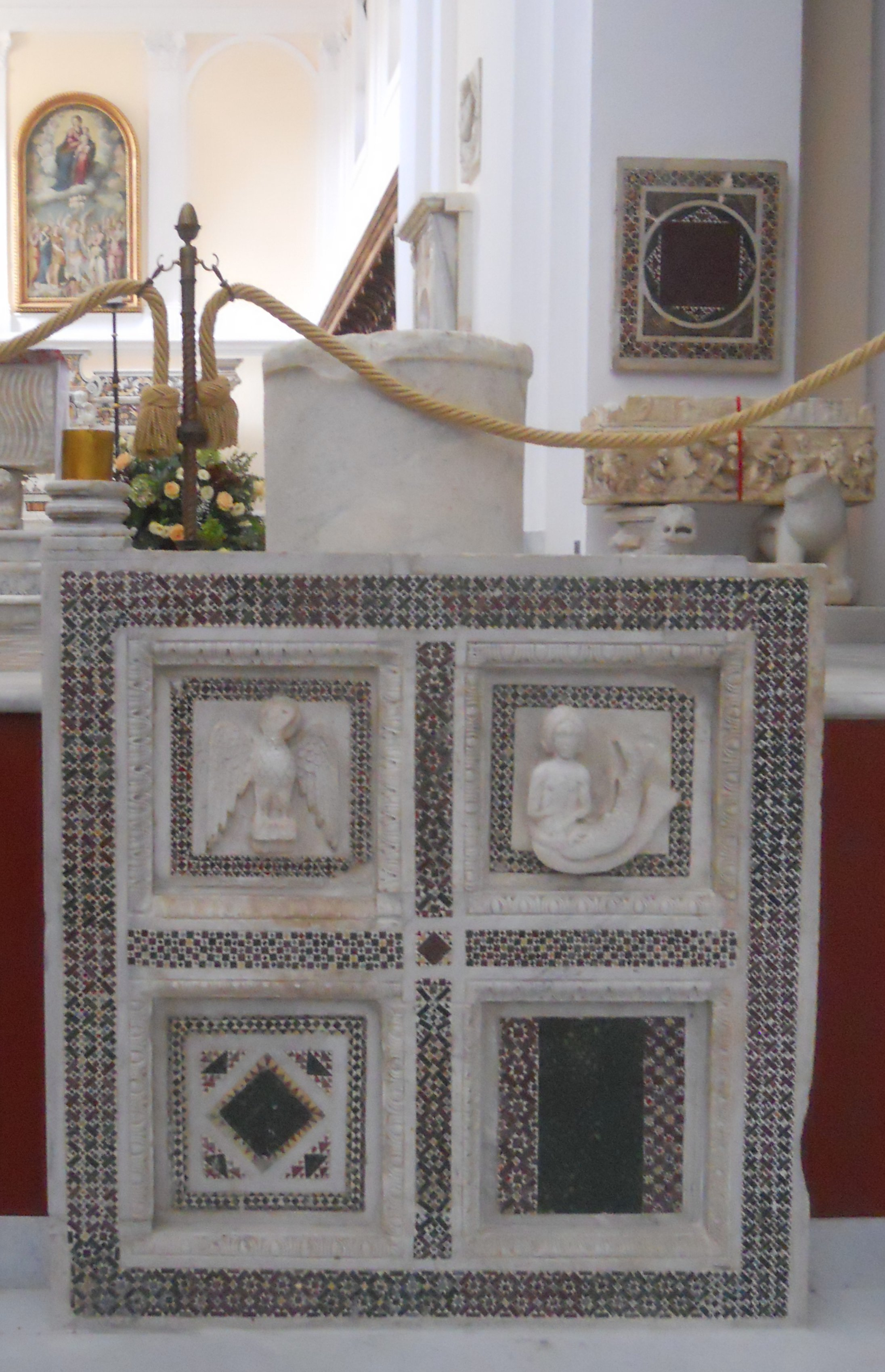
Transenna di destra e fonte battesimale
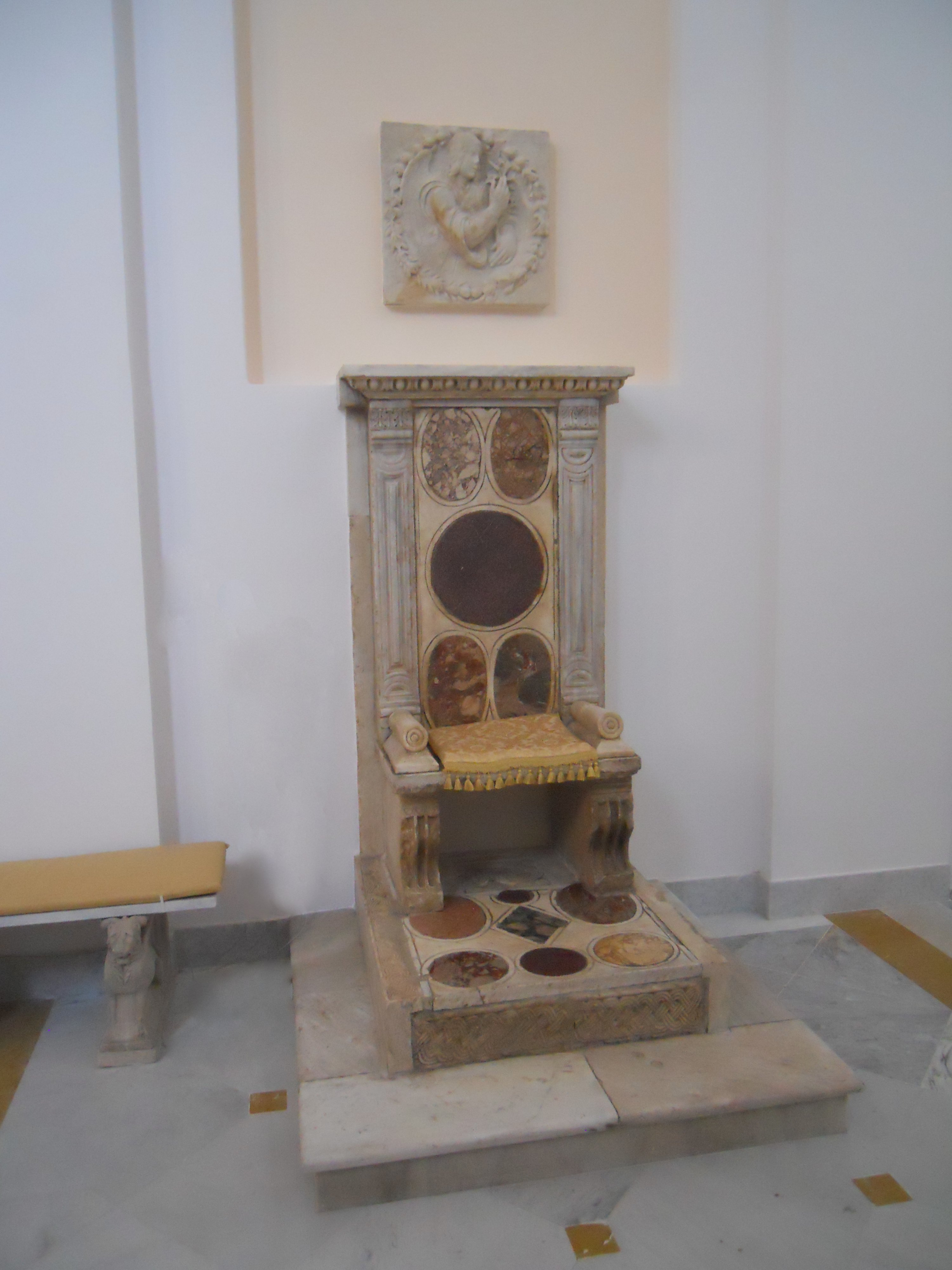
Cattedra e Angelo
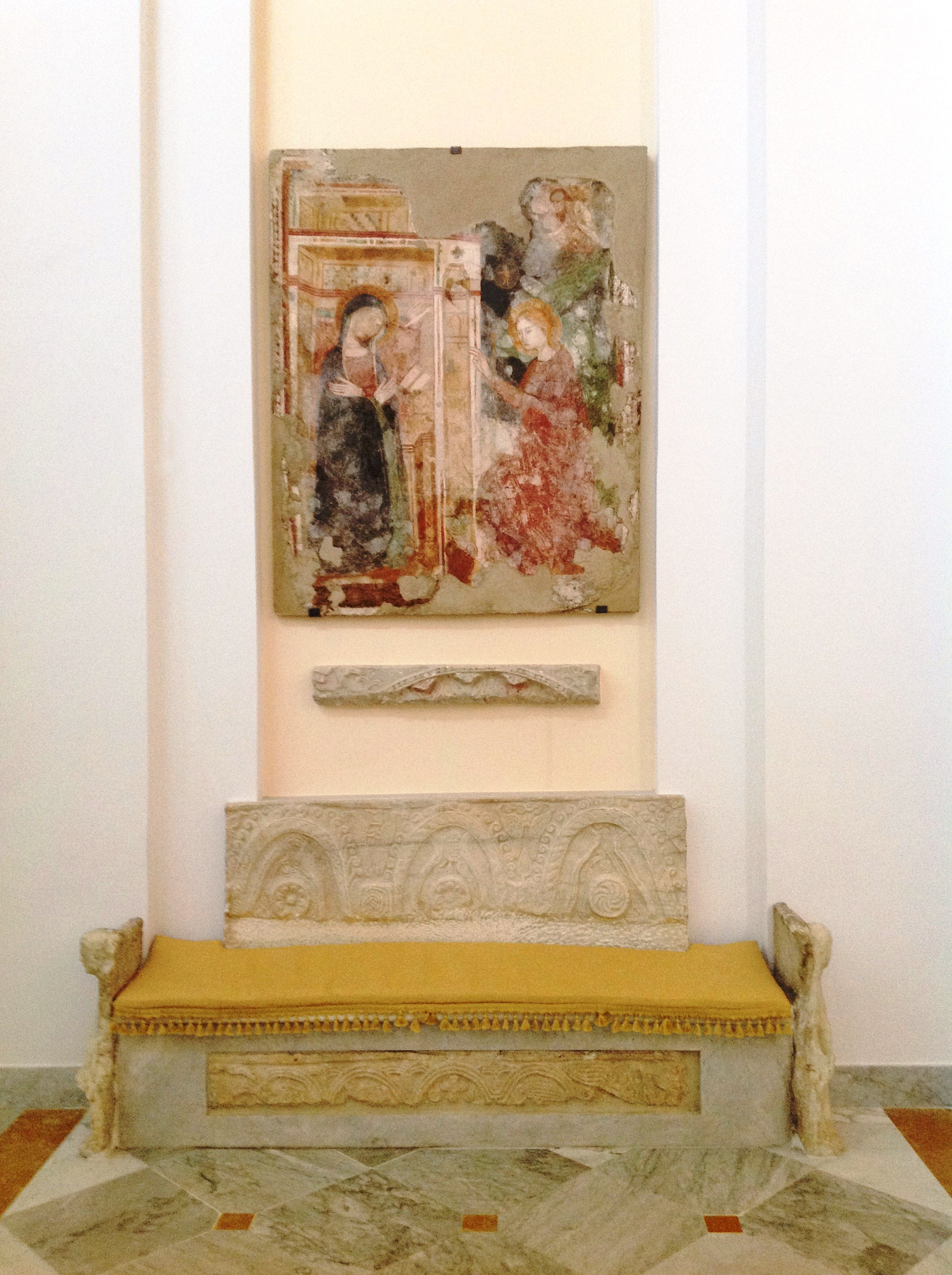
Sede e Annunciazione

##### Colonna del cero pasquale
Alla sinistra dell'ambone vi è la pregevole colonna del cero pasquale, risalente agli anni 1270. Questa era stata conservata all'interno della cattedrale fino ai lavori di restauro diretti da Pietro Paolo Ferrara (1788-1792), quando venne posizionata al centro del sagrato, con il capitello usato come base ed una statuetta raffigurante sant'Erasmo sulla sommità; successivamente, a partire dal 1871, aveva trovato luogo dentro una nicchia scavata nella parete rocciosa antistante la facciata della chiesa, protetta da una cancellata. In seguito alla costruzione del prospetto neogotico, venne posizionata nella campata di destra dell'atrio, poggiante sul gruppo di quattro leoni stilofori attualmente smembrato nel pronao; venne trasferita nuovamente all'interno della cattedrale nel 1920, sotto la seconda arcata tra la navata centrale e la navata laterale di destra. Leggermente danneggiata nel bombardamento del 1943, è stata successivamente restaurata; ha assunto l'attuale collocazione nel corso dei restauri del 2008-2014. L'opera è attribuibile a maestranze legate alla bottega di Pellegrino da Sessa e, per l'assenza di elementi decorativi in mosaico, è analoga a quella della basilica di San Paolo fuori le mura a Roma (realizzato da Pietro Vassalletto e Nicolò D'Angelo intorno al 1170) e a quella della cappella palatina di Palermo (risalente al 1260-1280 circa).
La colonna misura 3,50 metri circa di altezza ed è opera di uno scultore anonimo campano; lungo il fusto si sviluppano parallelamente, su quattro colonne affiancate, scene della vita di Gesù (aventi come fonte i Vangeli) e di sant'Erasmo (basate sulla Passio Erasmi di papa Gelasio II, con ampio spazio dato al suo ministero episcopale) legandole tipologicamente pur senza corrispondenza diretta fra gli episodi. Ciascun episodio (in totale sono 48) è inserito all'interno di un campo quadrangolare; l'ordine è dall'alto al basso e da sinistra a destra. La sommità della colonna è costituita dal capitello corinzio (nel quale viene inserito il cero pasquale), decorato con foglie di acanto e di papavero, rosette e uccelli.

#### Abside

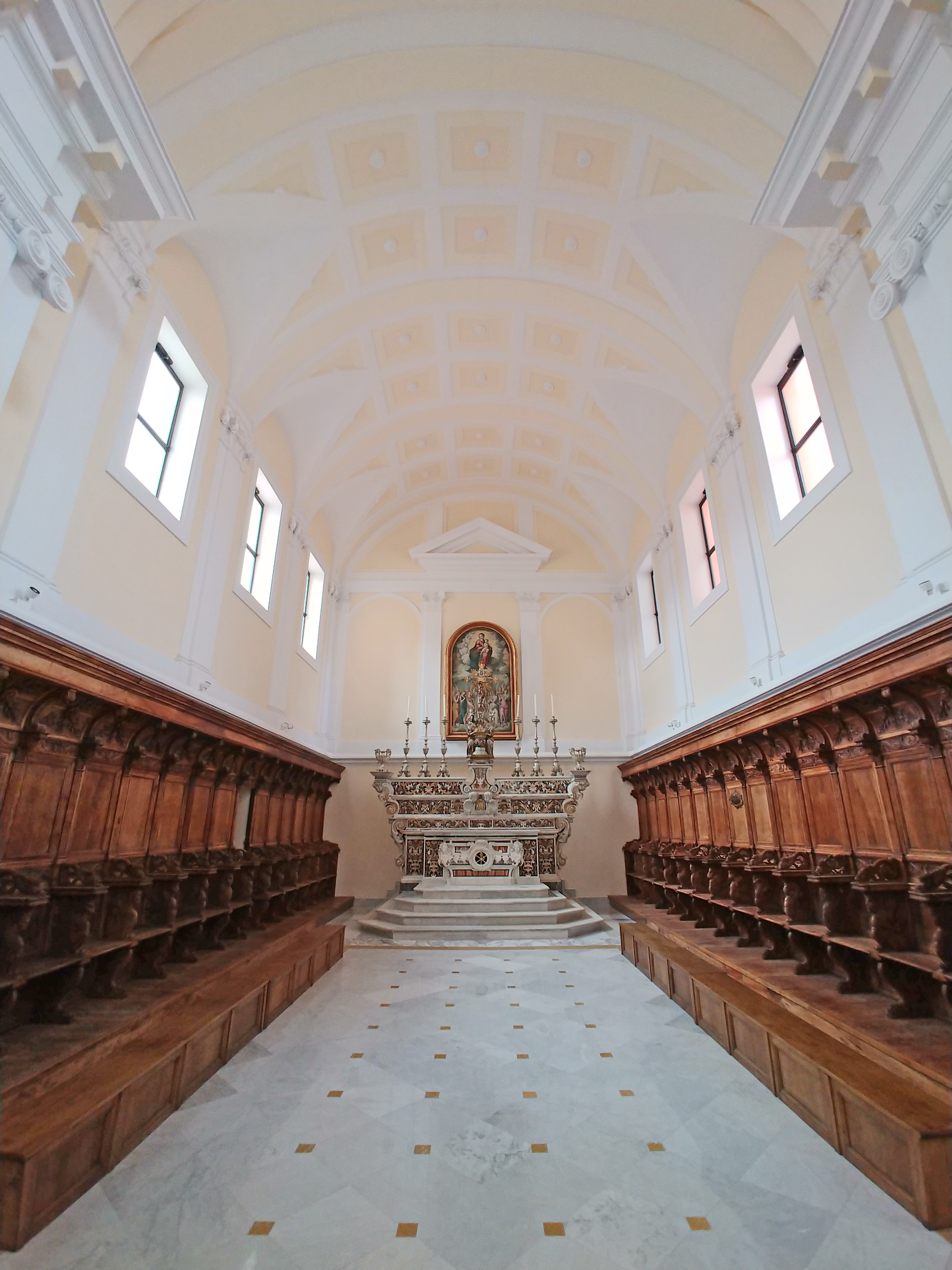
L'abside.

La navata maggiore termina con la profonda abside, a pianta rettangolare, rifacimento in stile barocco su progetto di Jacopo e Dionisio Lazzari nella prima metà del XVII secolo di una struttura della fine del secolo precedente; è leggermente più larga rispetto alla navata e la sua volta a botte lunettata e cassettonata, venne realizzata nel 1775 ed è più bassa rispetto a quella della navata, contro il progetto originario che la voleva più alta. L'ambiente è illuminato da sei grandi finestre rettangolari, tre su ciascuna parete, intervallate da gruppi di lesene corinzie lisce in stucco.
La parte inferiore delle pareti laterali è occupata dagli stalli lignei intagliati del coro; questi sono anteriori rispetto all'abside e risalgono alla prima metà del XVI secolo; probabilmente vennero realizzati per il vecchio coro della cattedrale, oppure in origine si trovavano nel santuario della Santissima Annunziata o nella chiesa di San Domenico. Parzialmente danneggiati nel 1943, sono stati successivamente restaurati e reintegrati. I singoli stalli sono delimitati da braccioli riccamente scolpiti con figure mitologiche e decorazioni a rilievo si trovano anche sullo schienale, particolarmente nella parte superiore.
La parete fondale dell'abside, a ridosso della cui porzione inferiore è addossato l'antico altare maggiore barocco, è divisa in tre campiture da lesene: in quella centrale, fino al 1976, trovò luogo la parte superstite dello Stendardo di Lepanto, opera di Girolamo Siciolante da Sermoneta, donato alla cattedrale da don Giovanni d'Austria; il dipinto raffigura Gesù crocifisso tra i santi Pietro e Paolo ed è stato custodito dapprima nella pinacoteca del Centro Storico Culturale di Gaeta, poi nel Museo diocesano, ove si trova attualmente. Ai lati, invece, vi furono fino al 2008 il Martirio di Sant'Erasmo di Carlo Saraceni (a sinistra, attualmente sopra il portale maggiore) e l'Assunzione di Maria, di Tommaso Macera (a destra, attualmente nell'ambiente gotico d'accesso alla cantoria), tela realizzata nel 1983 in sostituzione dell'analoga di Sebastiano Conca, realizzata nel 1751 in sostituzione di una più antica perduta e distrutta durante i bombardamenti della seconda guerra mondiale. Con i restauri del 2008-2014, è stato collocato al centro un dipinto su tavola, già nella sacrestia capitolare, raffigurante Madonna col Bambino con San Michele Arcangelo attorniato da una corte di sei angeli, proveniente dalla chiesa di Sant'Angelo in Planciano; risalente agli anni 1560, è stato attribuito erroneamente a diversi artisti, quali il Bronzino, Andrea Sabatini o Fabrizio Santafede, successivamente al senese Marco dal Pino; il suo autore, invece, è stato identificato in Giovanni Filippo Criscuolo grazie a numerose analogie con altre opere dell'artista: la Madonna col Bambino, che occupa la parte superiore del quadro, presenta una notevole somiglianza con la Madonna delle Grazie presente nella chiesa di Santa Maria della Mercede a Montecalvario a Napoli, di ispirazione raffaellesca, mentre nel registro inferiore la figura dell'arcangelo Michele, ai lati della quale sono disposti simmetricamente sei angeli, richiama quella analoga presente al centro, in basso, del Giudizio universale attribuito al Criscuolo e attualmente presso la sede della Bob Jones University di Greenville, nella Carolina del Sud. Il dipinto è frutto della rielaborazione in un'ottica manierista dei moduli figurali tradizionali tipici di Andrea Sabatini (attivo a Gaeta nei decenni precedenti, contemporaneamente al Criscuolo) con riferimenti alla pittura di Raffaello Sanzio, del quale in città probabilmente si trovava una replica della Madonna d'Alba alienata nel XIX secolo.

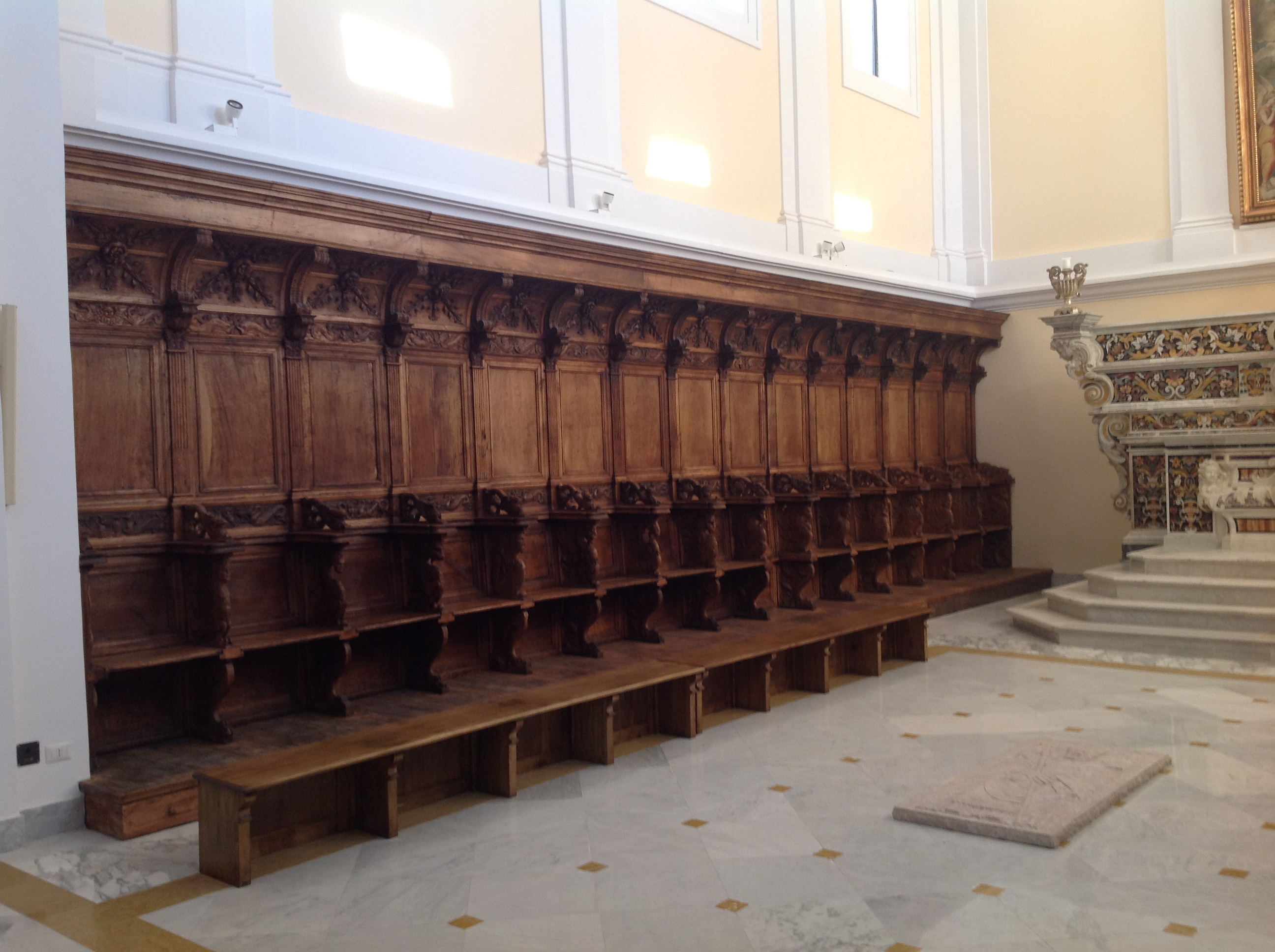
Stalli di sinistra del coro
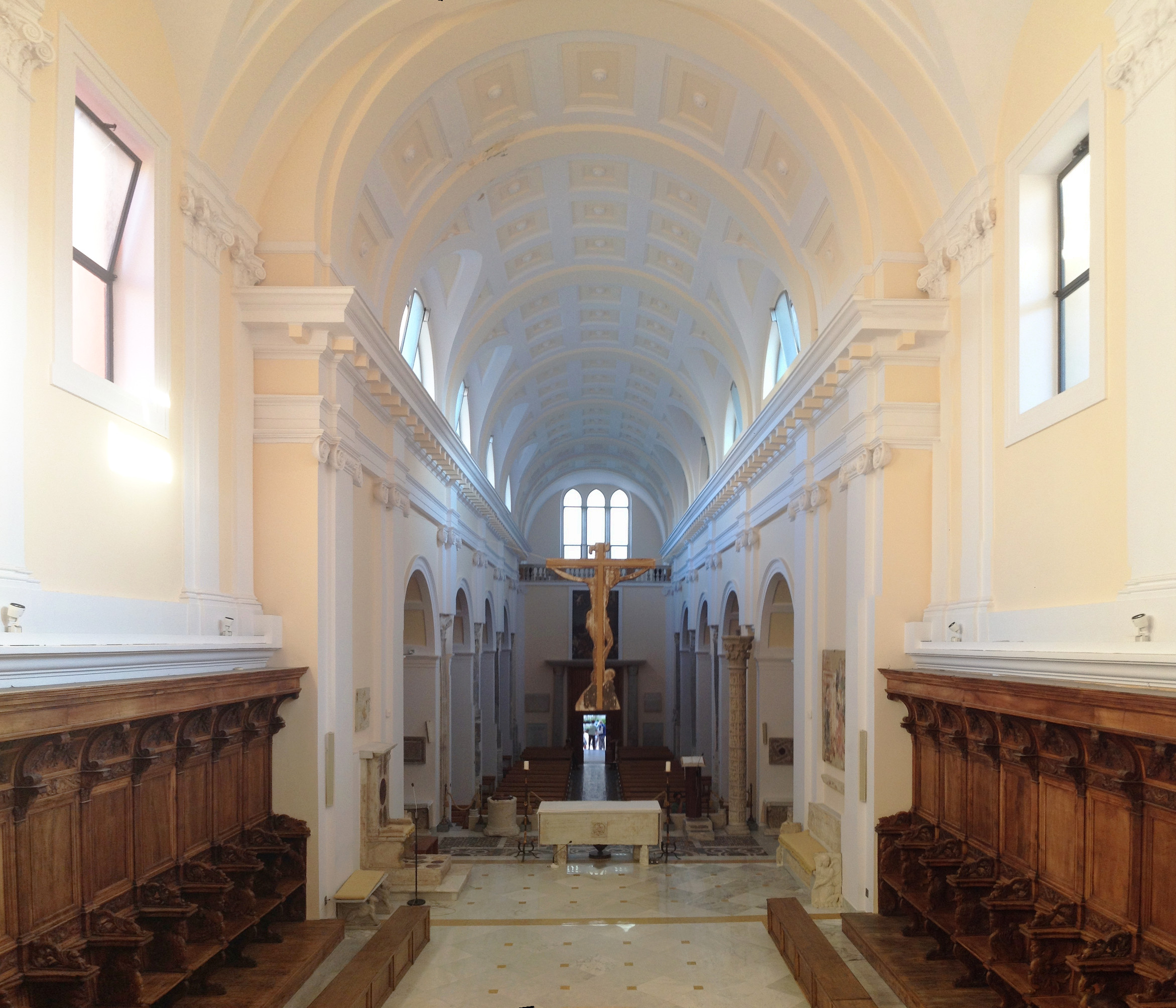
L'abside verso la controfacciata
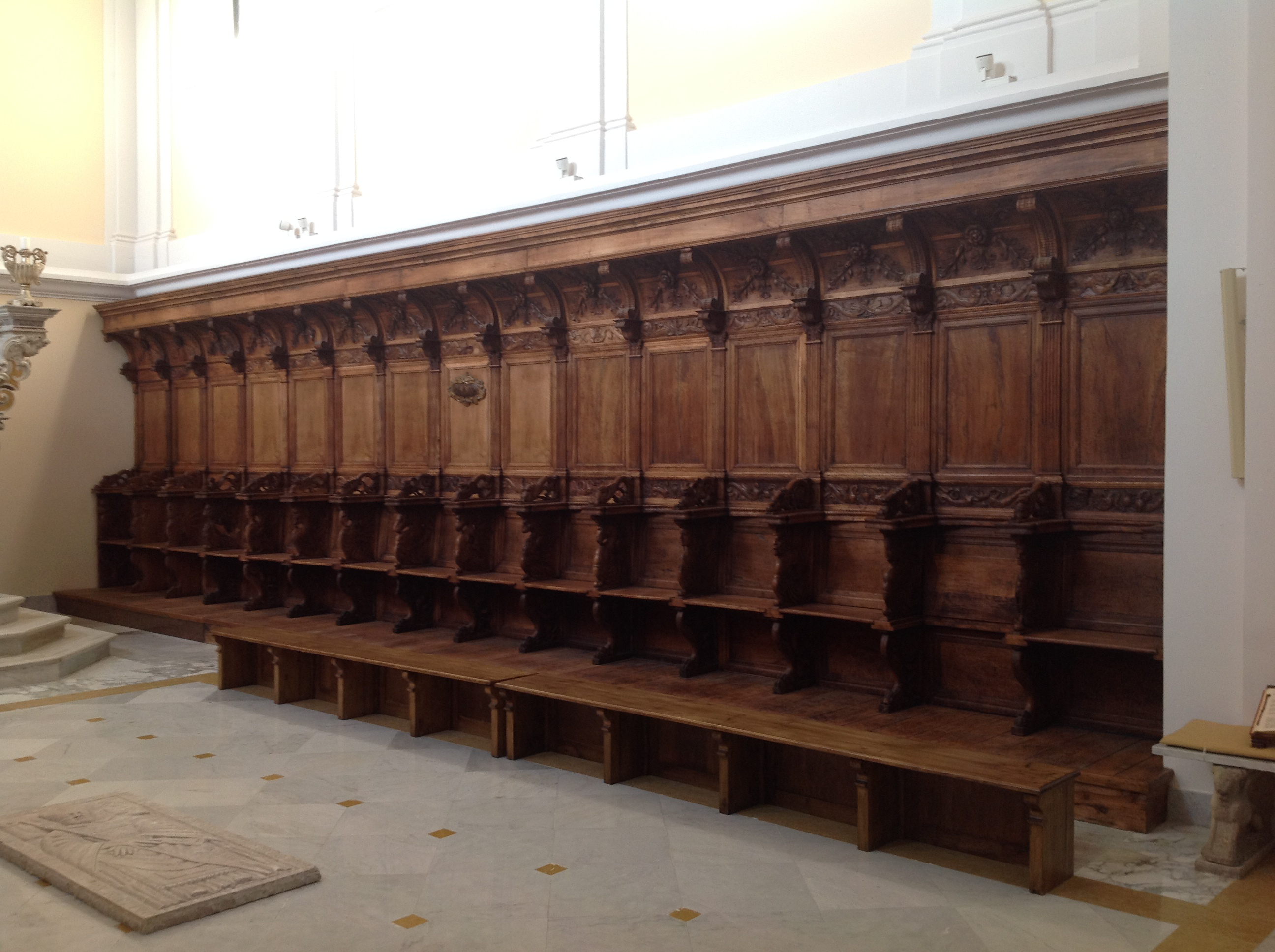
Stalli di destra del coro
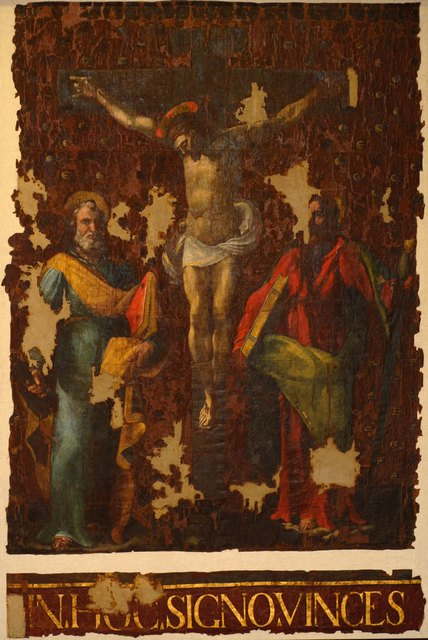
Girolamo Siciolante da Sermoneta, Stendardo di Lepanto
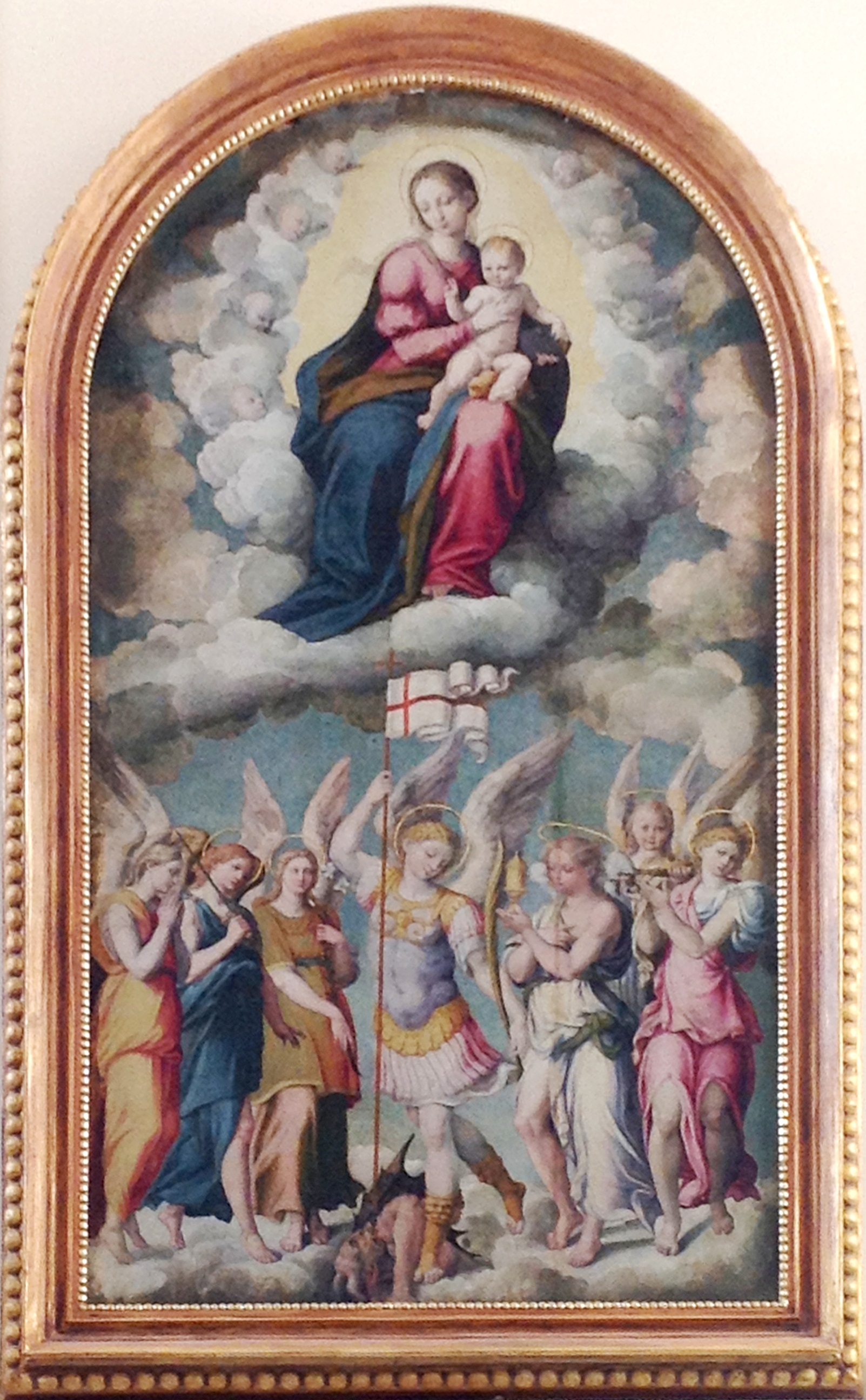
Giovanni Filippo Criscuolo, Madonna col Bambino con San Michele Arcangelo e angeli

##### Altare dell'abside

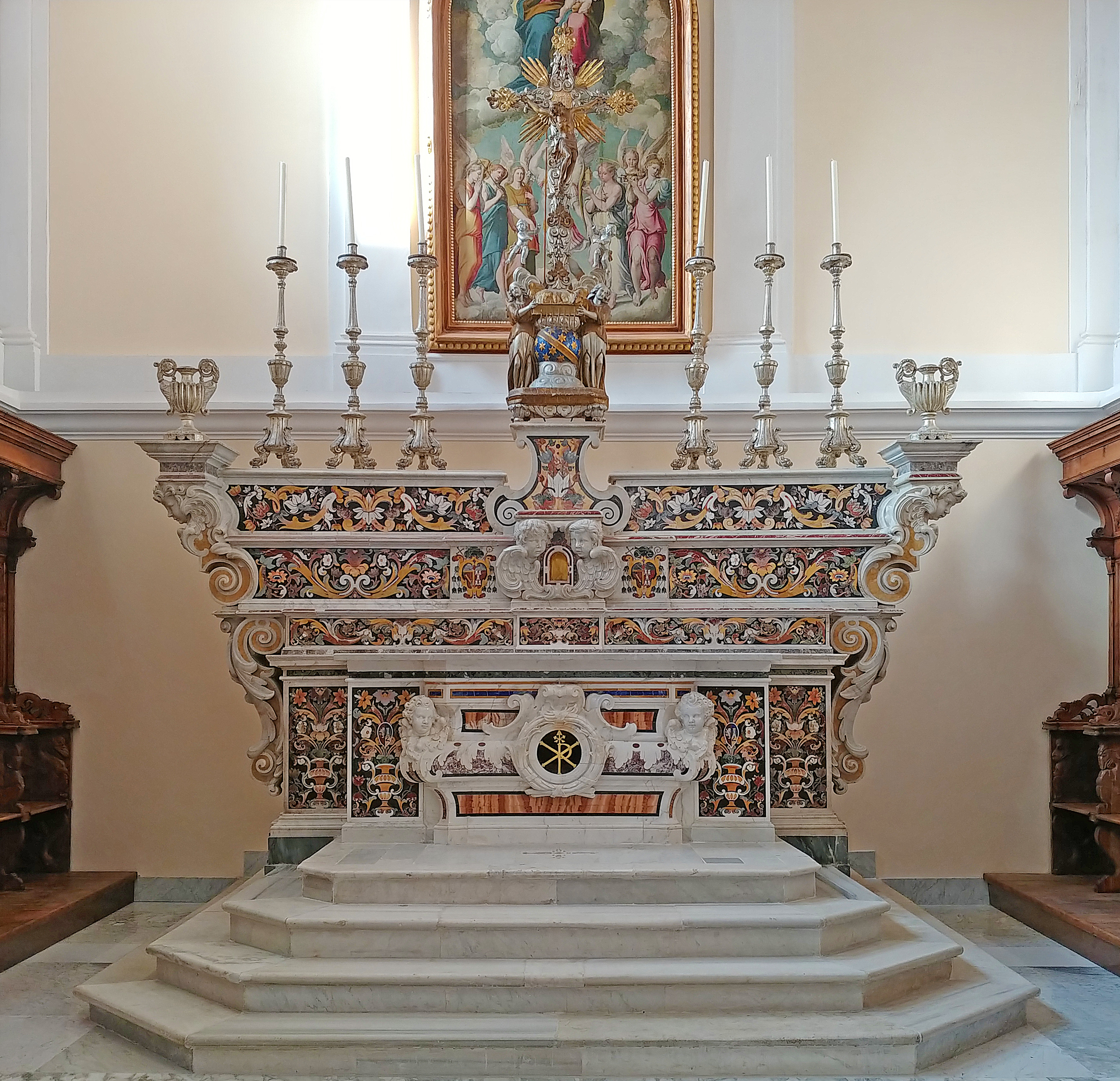
Il barocco altare dell'abside in marmi policromi.

A ridosso della parete di fondo dell'abside e da essa leggermente staccato, vi è il pregevole antico altare maggiore in marmi policromi, opera di Dionisio Lazzari, che lo fece tra il 1670 e il 1683; nel 1710 venne realizzato il tabernacolo.
L'altare si trovava originariamente al di sotto dell'arco absidale, e probabilmente in luogo della sua collocazione attuale vi erano i seggi centrali del coro ligneo. Venne arretrato nella posizione odierna per volere del canonico e vicario generale Giuseppe Iannitti tra il 1785 e il 1792 e sopraelevato di un gradino per aumentarne la visibilità dalla navata. A causa del bombardamento del 1943 andò quasi completamente perduta la sezione centrale del paliotto, che non era più quella originaria, bensì un rifacimento del 1786 in stile tardo-barocco per consentire la venerazione, attraverso un oculo, delle spoglie di sant'Albina; ne venne quindi realizzata una in forme più semplici, con un'urna in marmo rosso e bianco a rilievo su fondo verde. Durante i restauri del 2008-2014 tale parte dell'altare fu rimossa e sostituita da una fedele copia del paliotto settecentesco, del quale vennero reimpiegati gli elementi superstiti.

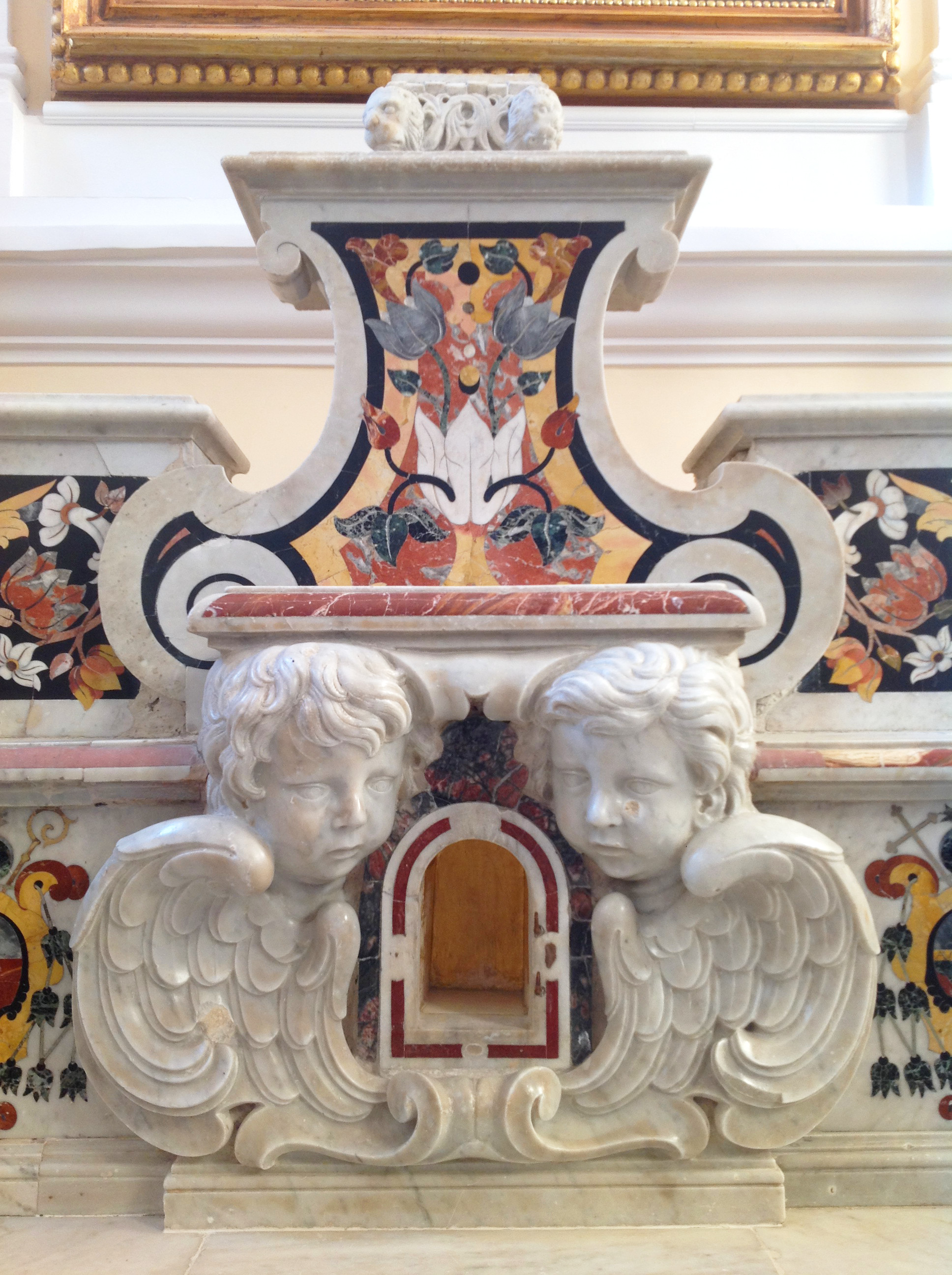
Il tabernacolo settecentesco con le due mensole.

L'altare è rialzato di quattro gradini rispetto al piano di calpestio dell'abside; su quello più alto è stata murata un'epigrafe del 1683 in lingua latina (già a ridosso della parete posteriore del manufatto prima del suo spostamento in fondo all'abside) che riporta la tradizione secondo cui l'altare barocco sarebbe stato costruito inglobando quello ligneo consacrato da papa Pasquale II nel 1106 (non pervenuto). Al centro del paliotto vi è un oculo circolare, la cui cornice è sormontata da volute ed è decorata da un motivo vegetale a rilievo, attraverso il quale si può vedere l'urna marmorea che accoglie i resti mortali di sant'Albina, posta al di sotto della mensa. Ai lati dell'apertura e da essa discoste, vi sono due teste d'angelo, delle quali l'una originale, l'altra ricostruita. I due campi laterali del paliotto, invece, risalgono al XVII secolo e riprendono lo stile del resto dell'altare, con ricca decorazione ad intarsio in marmi policromi e madreperla raffigurante elementi vegetali, coppe infiorate e volute, che prosegue anche sui tre gradini dell'alzata. Il tabernacolo settecentesco è caratterizzato, sulla parte anteriore, da due angeli ad altorilievo che incorniciano la porticina, ai lati dei quali è intarsiato due volte lo stemma del vescovo committente José Guerrero de Torres, O.E.S.A.. Al di sopra del tabernacolo vi sono due mensole: su quella inferiore veniva collocata la statua argentea di Sant'Erasmo in occasione della festa del patrono (risalente al XIV secolo e più volte modificata e arricchita, trafugata nel 1981); su quella superiore, notevolmente sopraelevata, vi è il pregevole Crocifisso monumentale in legno dorato e argentato, coevo all'altare e anch'esso probabilmente opera di Dionisio Lazzari; la scultura presenta Cristo appeso ad un'elaborata croce poggiante su un alto basamento con globo e affiancata da due puttini. Sulle volute inferiori poste alle due estremità dell'altare a sorreggere i due gradini superiori dell'alzata (ciascuna delle quali è sormontata da un elemento analogo terminante con una testa d'angelo a tutto tondo, vi sono gli stemmi intarsiati dei vescovi Lorenzo Mayers Caramuel, O. de M. (a destra) e Martino Ibáñez y Villanueva (a sinistra). Nella città di Gaeta si trovano due altari in marmi policromi analoghi a quello della cattedrale per stile e decorazione, anch'essi realizzati da Dionisio Lazzari e in origine dotati di un proprio crocifisso ligneo monumentale: quello del santuario della Santissima Annunziata (1673, con paliotto rifatto nel XIX secolo) e quello della chiesa di Santa Maria di Porto Salvo (1675, ampiamente rimaneggiato ma con paliotto originale).

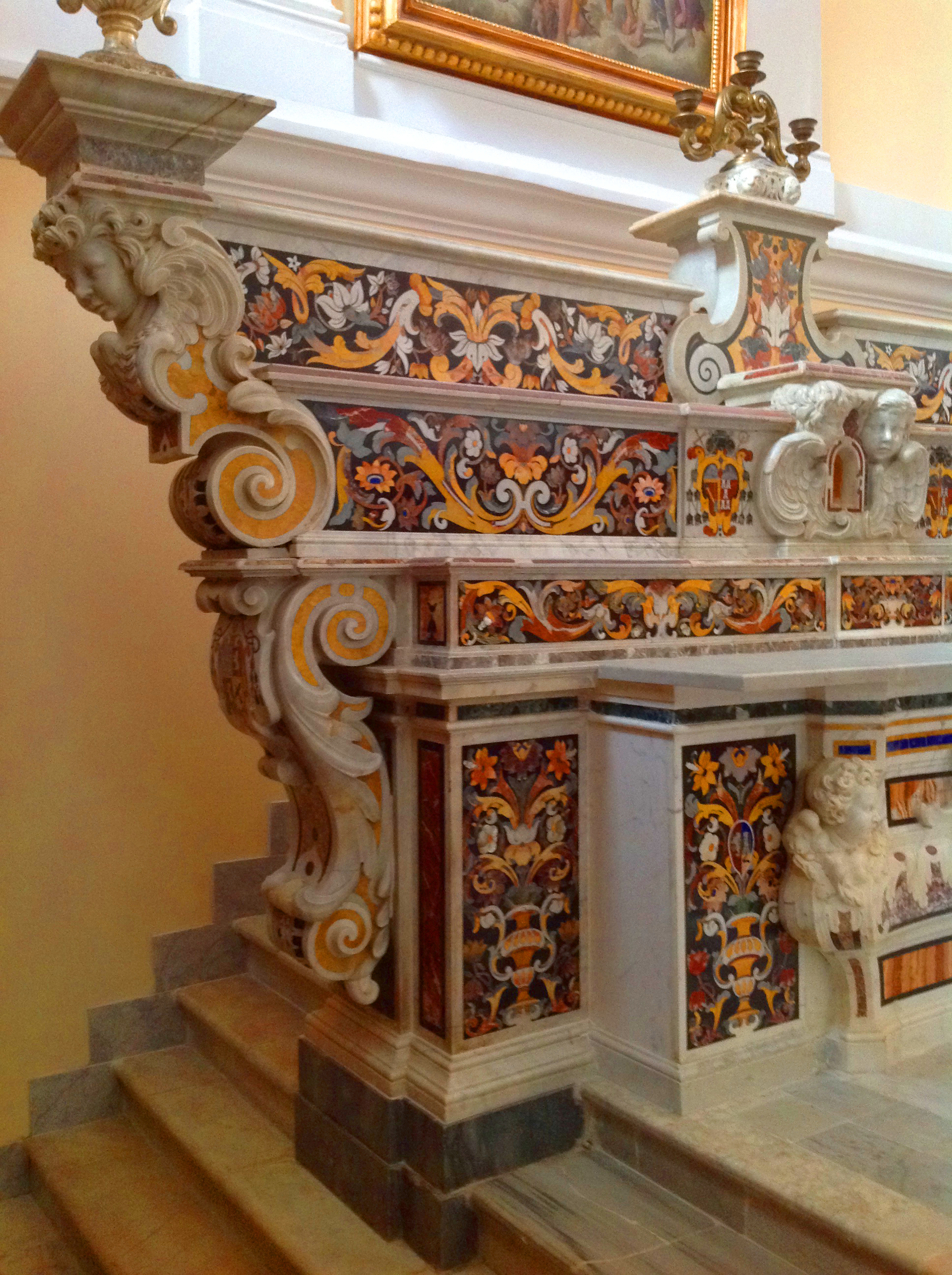
Particolare
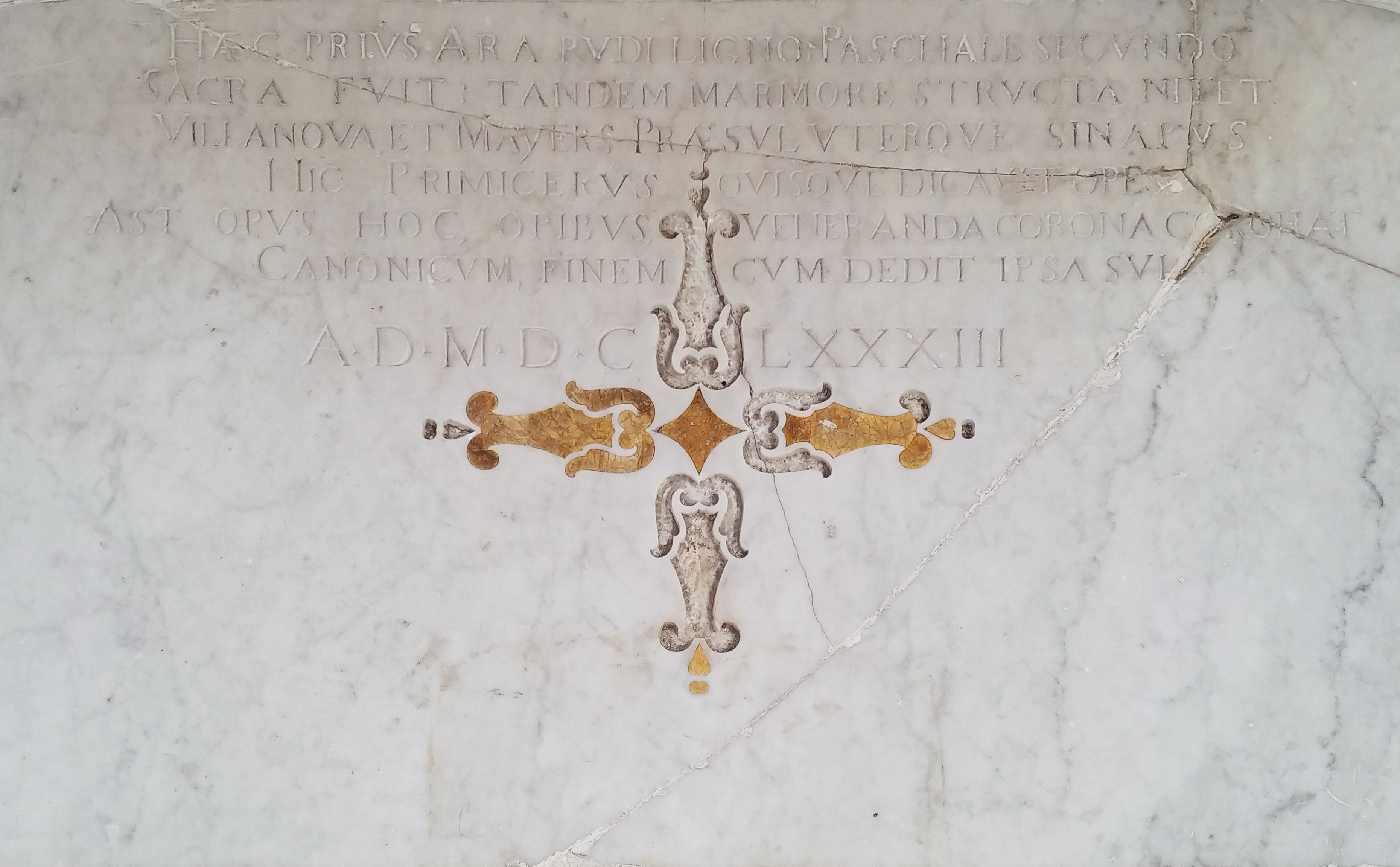
L'epigrafe del 1683
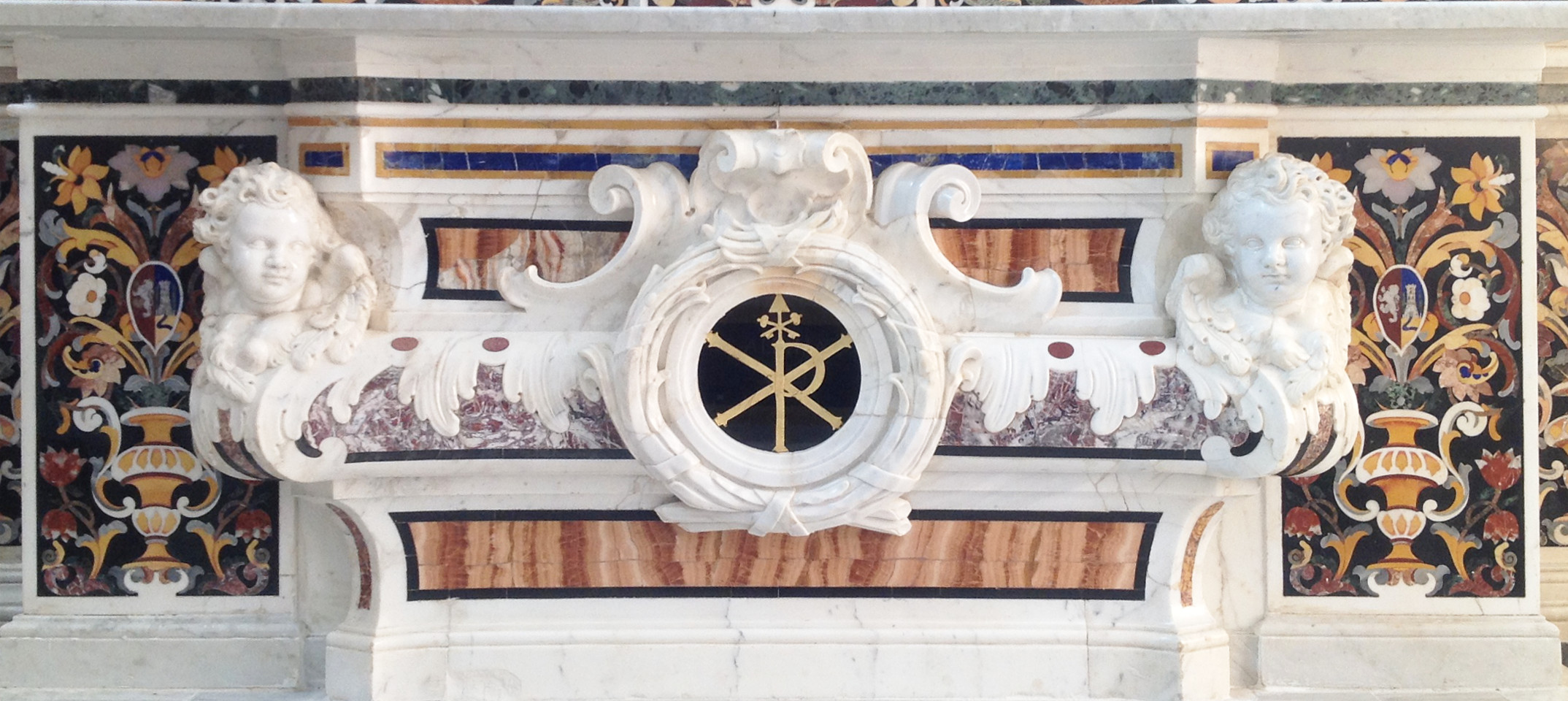
Il paliotto
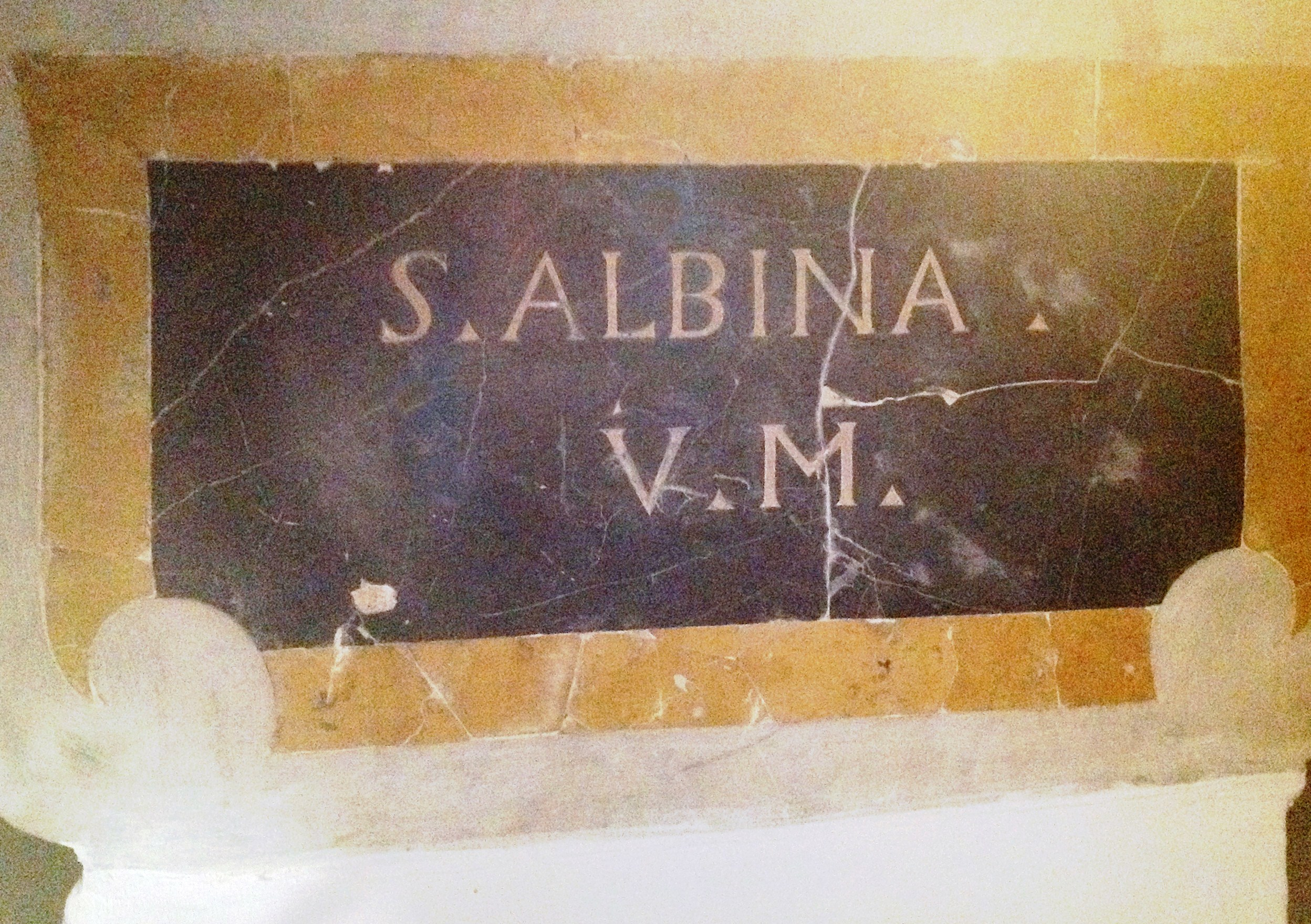
L'urna con i resti di sant'Albina
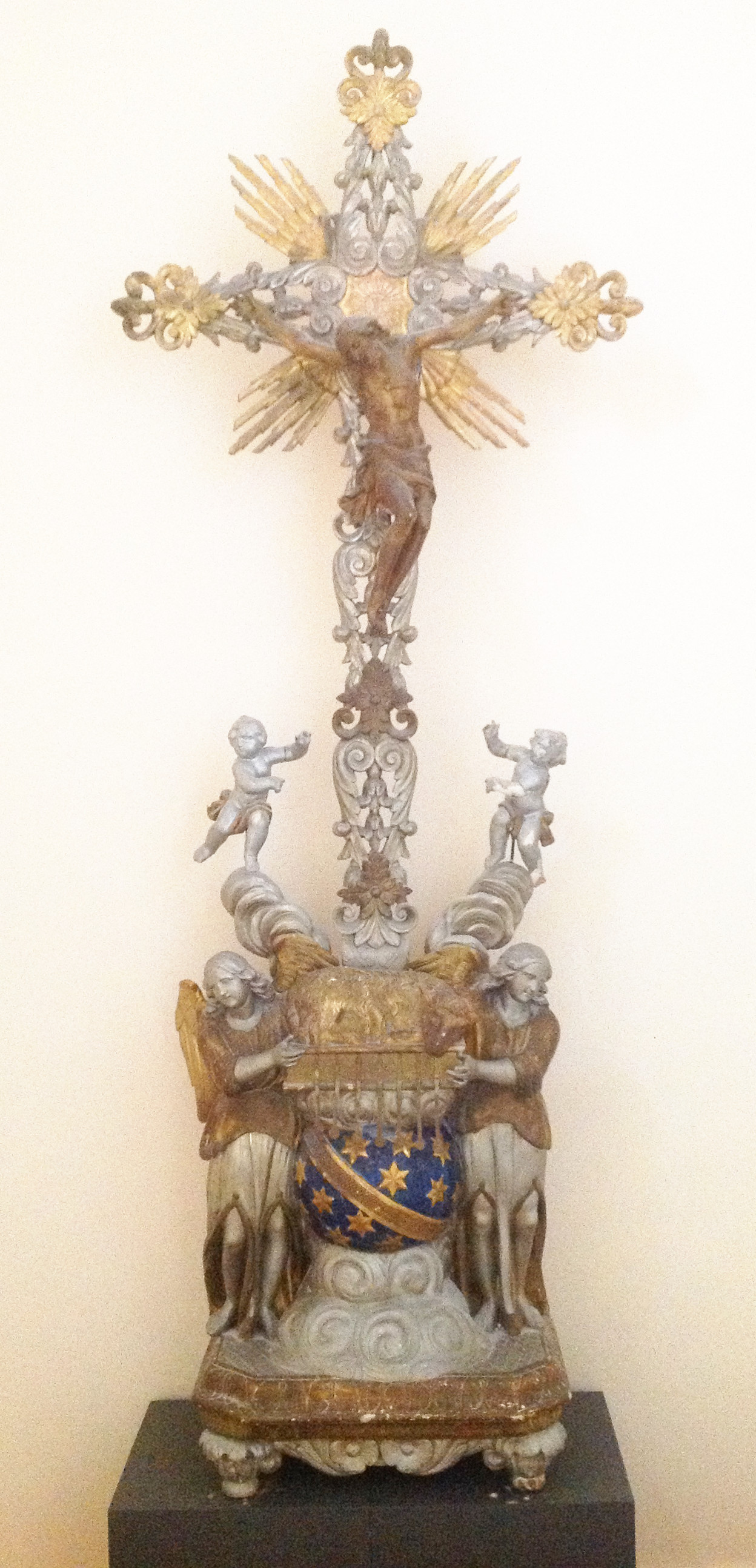
Il crocifisso monumentale

#### Succorpo
Al di sotto dell'abside, si trova il succorpo, costruito tra il 1584 e il 1607 e rifatto a partire dal 1619 su progetto di Jacopo Lazzari prima e di suo figlio Dionisio poi.
L'accesso all'ambiente avviene tramite una doppia scalinata, opera di Dionisio Lazzari e completata nel 1689; questa collega l'ingresso del succorpo alle due navate laterali della cattedrale. Nella parte inferiore delle pareti, corre una fascia marmorea bicroma intarsiata che imita una balaustra; la parte restante, come la volta, è decorata con stucchi barocchi. Le due rampe si ricongiungono davanti all'arco d'ingresso della cappella, ove si trova una lapide posta nel 1666 come ringraziamento a sant'Erasmo da parte della popolazione di Gaeta per lo scampato pericolo durante la peste del 1656.

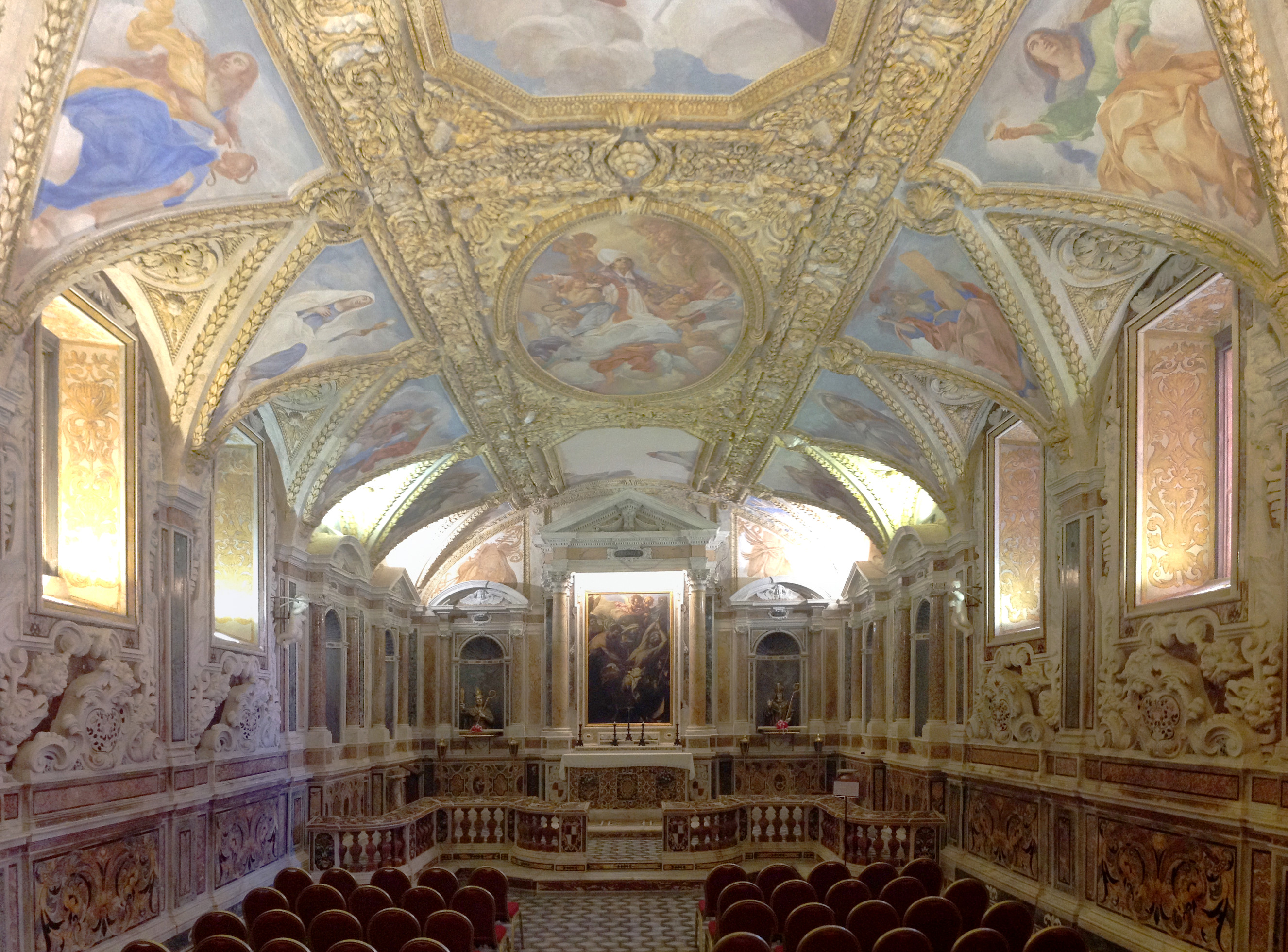
Interno del succorpo verso l'altare.

Il succorpo è chiuso da un monumentale cancello in bronzo realizzato tra il 1700 e il 1701 dall'argentiere napoletano Antonio Perrella, su ispirazione di quello di Cosimo Fanzago della cappella del tesoro di San Gennaro nel duomo di Napoli. Su di esso sono raffigurati lo stemma della città di Gaeta e, sopra la porta, il busto bifronte di Sant'Erasmo.
La cappella è costituita da un'unica navata coperta con volta a botte lunettata ribassata, terminante con una parete piatta; l'ambiente è illuminato da sei finestre rettangolo, tre su ciascuna delle due pareti laterali. Il pavimento in marmo bianco, grigio e nero, con decorazione geometrica, è di Giuseppe Gallo. Le pareti sono decorate con un elaborato rivestimento in marmi policromi, opera di Dionisio Lazzari, nella parte inferiore ad intarsio e in quella superiore a sbalzo.
I dipinti ad olio che adornano la volta, inseriti all'interno di un apparato di cornici in stucco, sono opera di Giacinto Brandi, che li realizzò tra il 1662 e il 1664; dei tre centrali, Dio Padre con cherubini (sopra il presbiterio) e Gloria di Sant'Erasmo (al centro) sono andati in gran parte perduti a causa del bombardamento del 1943 (quest'ultimo è stato ricostruito nel 2015); rimane integro, invece, Gloria dei santi Albina, Eupuria, Casto, Innocenzo, Marciano, Probo e Secondino. Nelle vele, invece, sono raffigurate le Virtù: a destra Divinità, Sapienza, Fortezza, Umiltà e Penitenza; a sinistra Modestia, Prudenza, Fede, Carità ed Eternità.

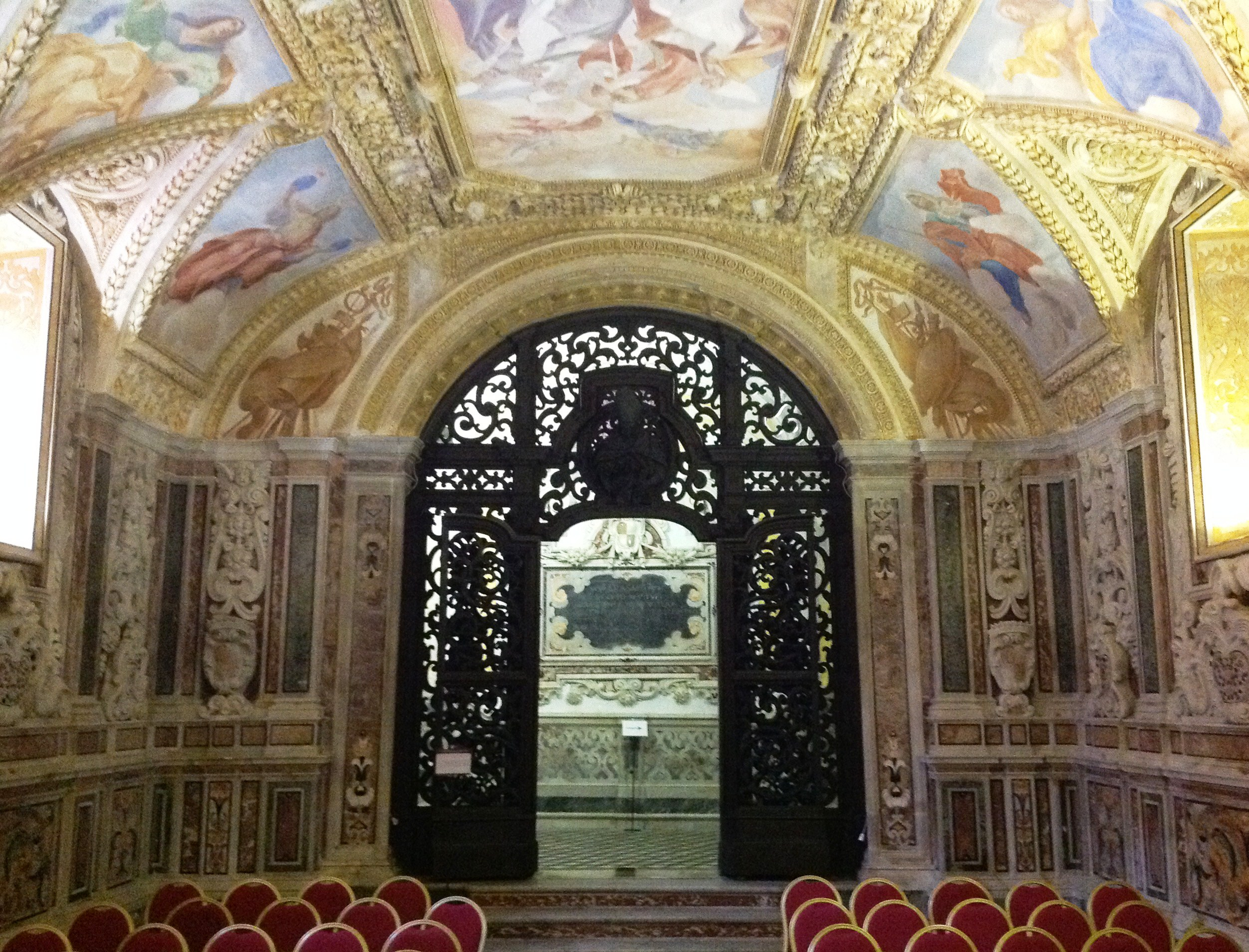
Interno del succorpo verso l'ingresso.

Il presbiterio, rialzato di un gradino rispetto al resto della chiesa, è delimitato da una balaustra in marmi policromi decorata ad intarsio, opera di Dionisio Lazzari; su di essa, gli stemmi della città di Gaeta. Dello stesso artista è anche l'apparato decorativo delle pareti: nella parte inferiore marmi intarsiati, in quella superiore sei nicchie, ciascuna delle quali sormontata da un timpano sorretto da due colonne corinzie; queste, originariamente, accoglievano le statue argentee dei santi (da sinistra) Albina, Casto, Marciano, Innocenzo, Secondino ed Eupuria, i cui resti mortali, insieme a quelli di sant'Erasmo, erano collocati sotto l'altare, in tre piccoli sarcofagi contenuti in uno più grande strigilato, estratto dalla sua collocazione originaria durante la ricognizione canonica del 2008 e successivamente riadattato ad altare maggiore durante i restauri del 2008-2014. Le statue (ad eccezione di quella di san Marciano) vennero requisite nel 1798 dal governo del Regno di Napoli insieme al paliotto in argenteo con la Traslazione delle reliquie di sant'Erasmo da Formia a Gaeta (1749), e in loro luogo vennero posti, nel 1971, dei busti in legno di quattro Apostoli e di San Gennaro; attualmente, nelle due nicchie più prossime all'altare, vi sono due busti-reliquiari in bronzo di Sant'Erasmo (a destra) e San Marciano (a sinistra, ai piedi della quale vi è l'antico sarcofago con i resti mortali del santo), realizzati nel 2008.
L'altare presenta un paliotto riccamente decorato con marmi intarsiati realizzato da Dionisio Lazzari nel 1670 in luogo di quello originario; l'ancona è costituita da un timpano triangolare sorretto da due colonne corinzie lisce. Al centro, vi è la pala Martirio di sant'Erasmo di Giacinto Brandi (1664).

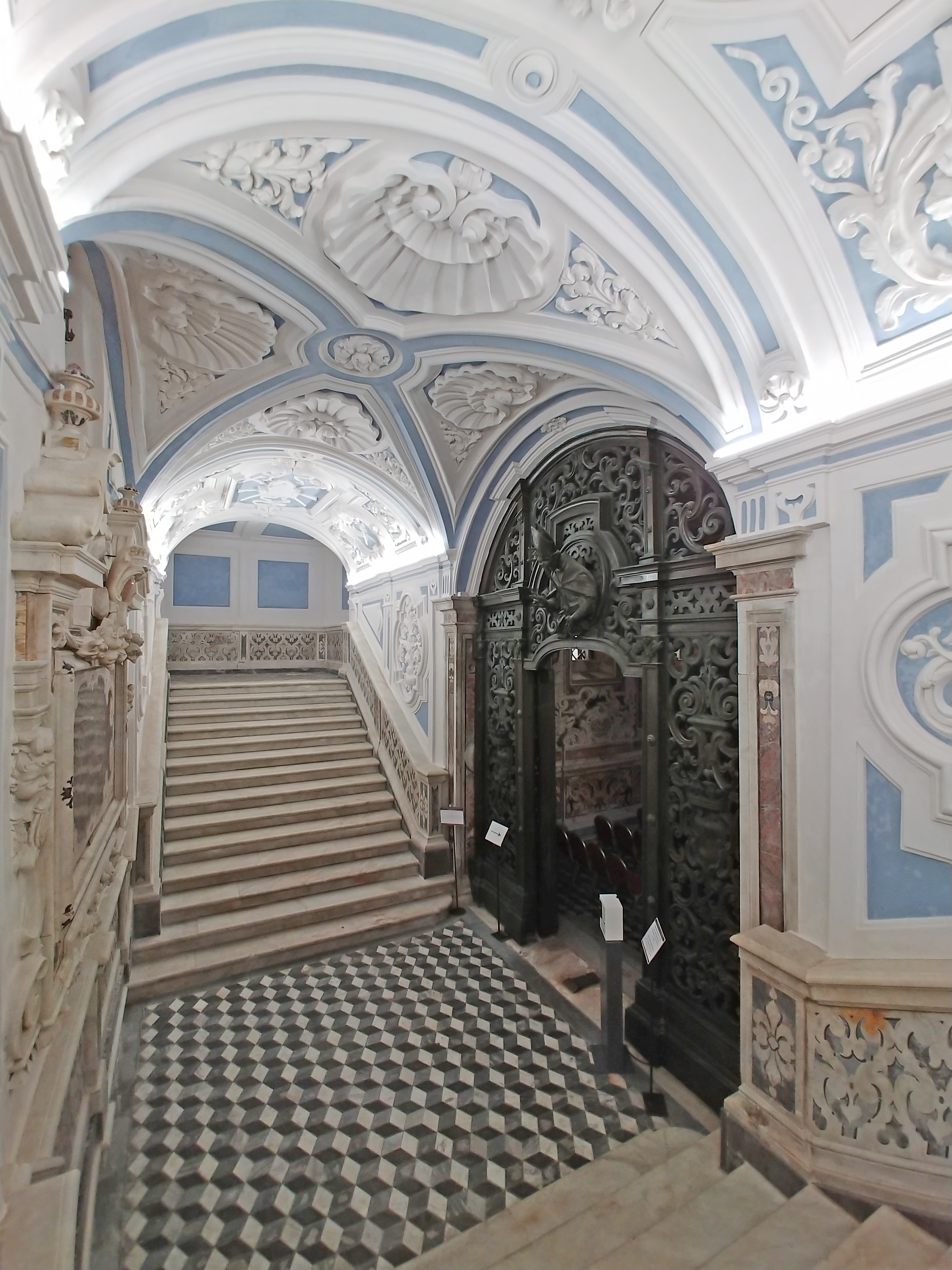
Scalinata e vestibolo del succorpo
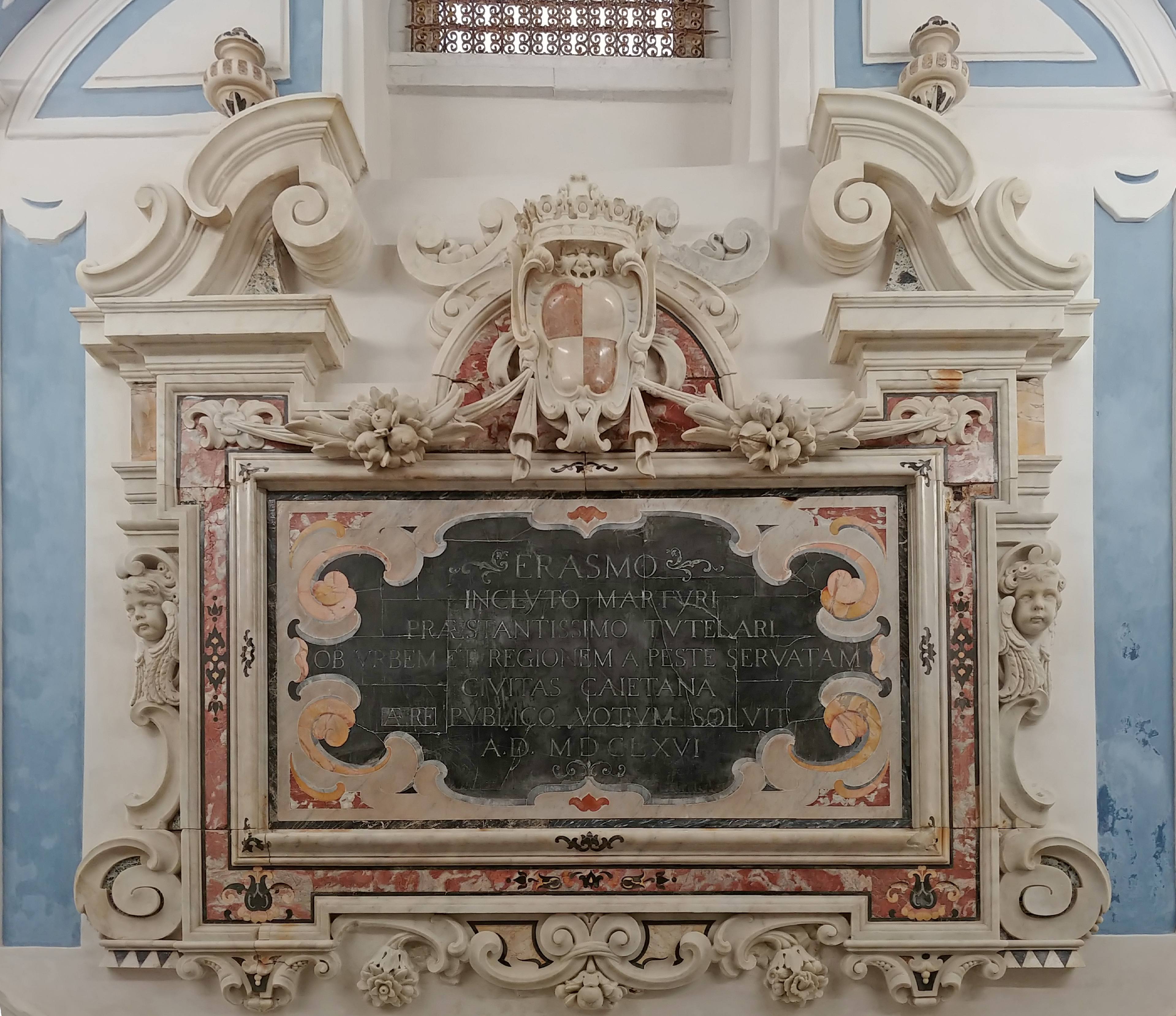
Lapide del 1666
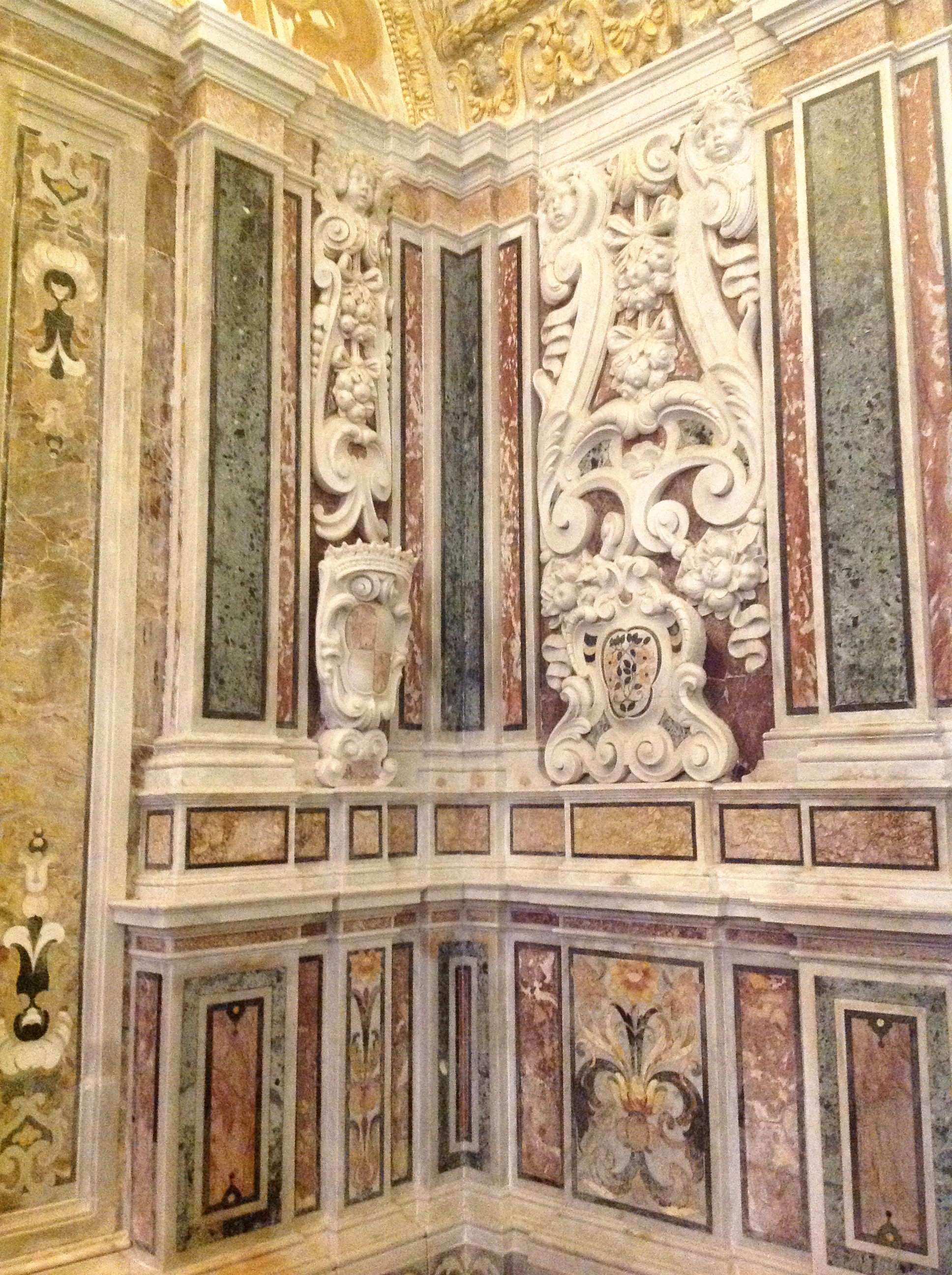
Particolare della decorazione marmorea
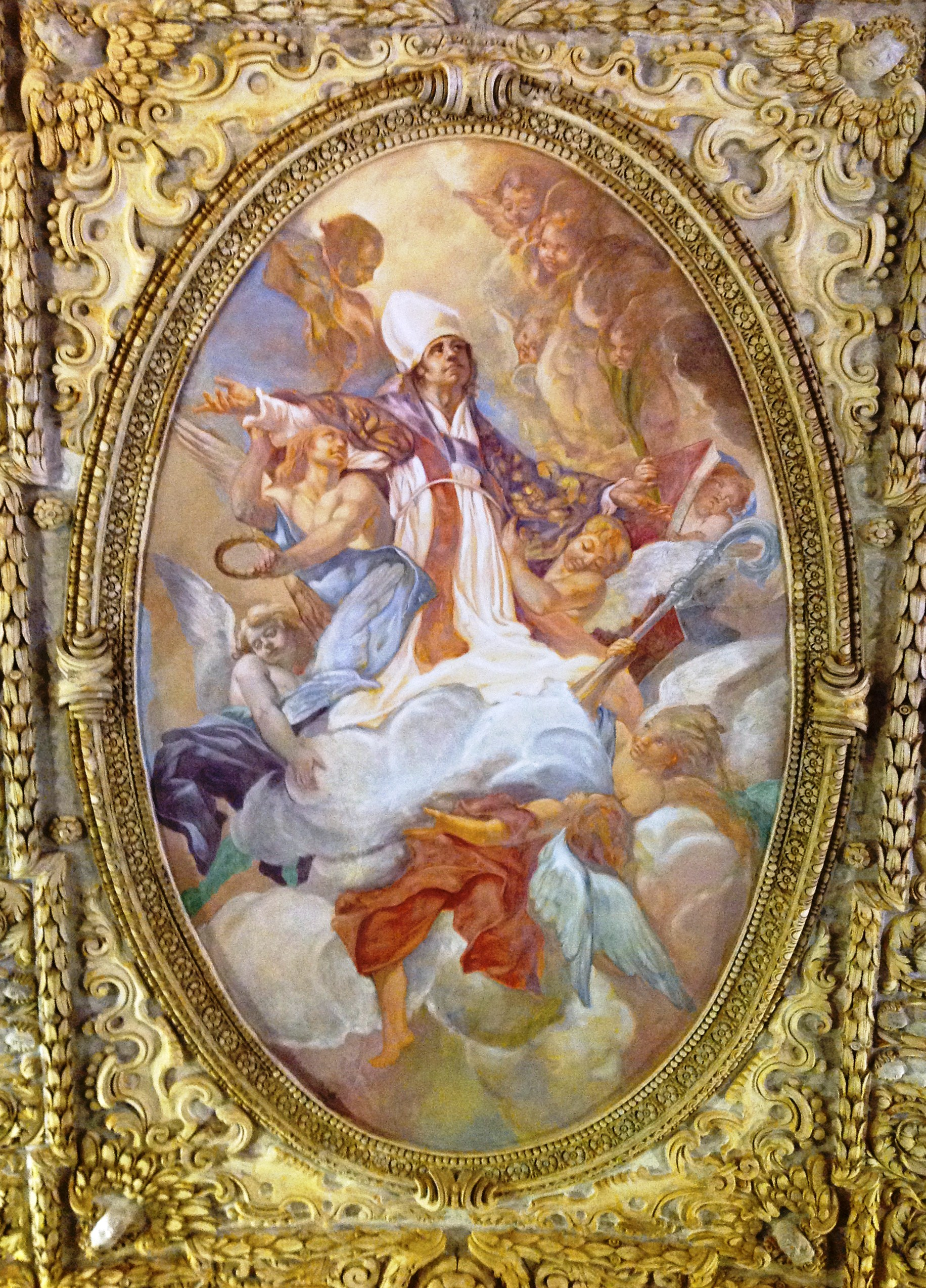
Gloria di sant'Erasmo
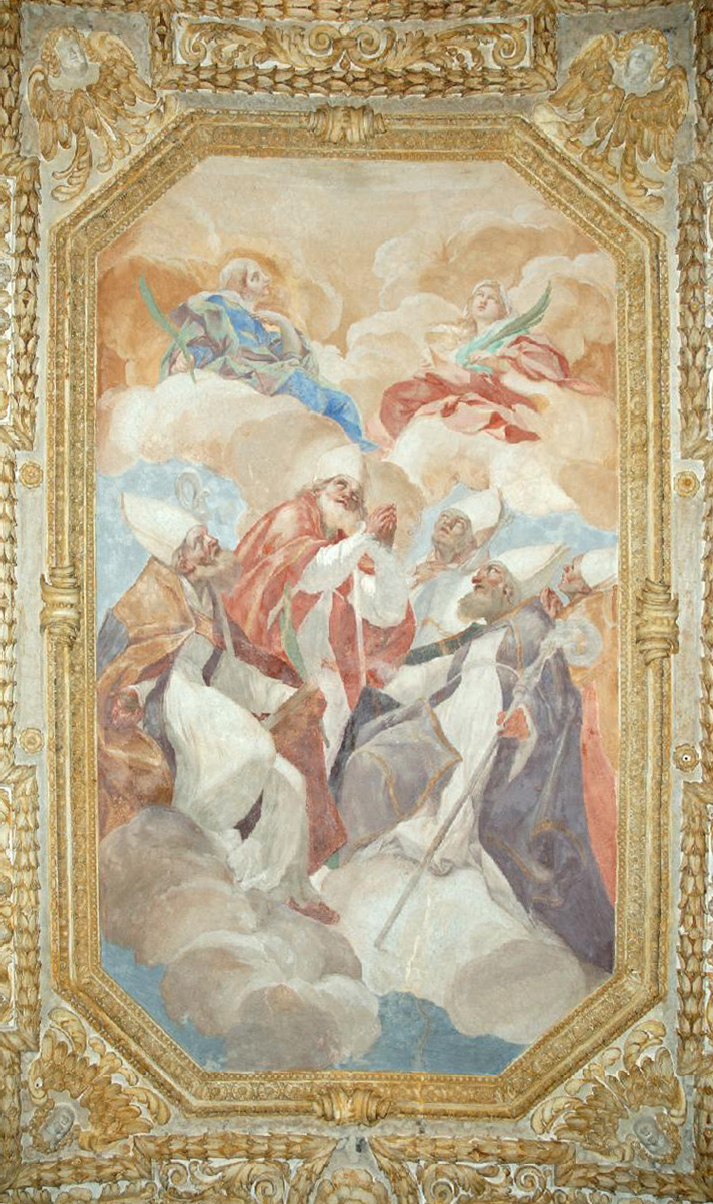
Gloria dei santi
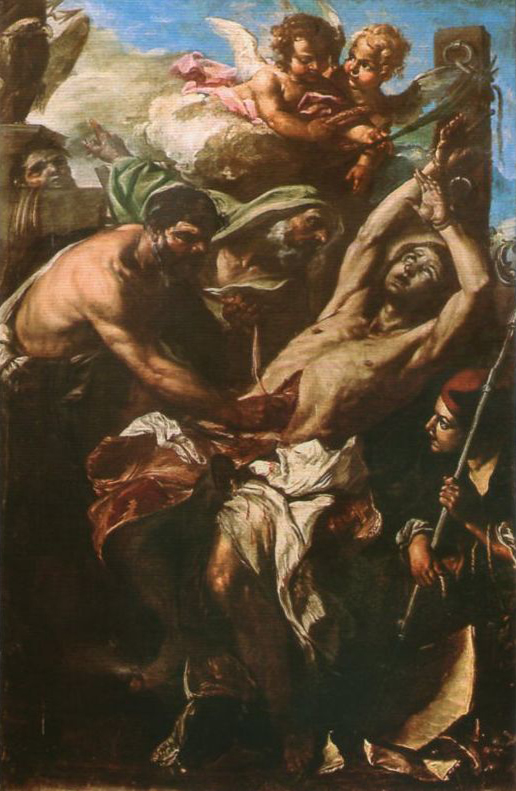
Martirio di sant'Erasmo
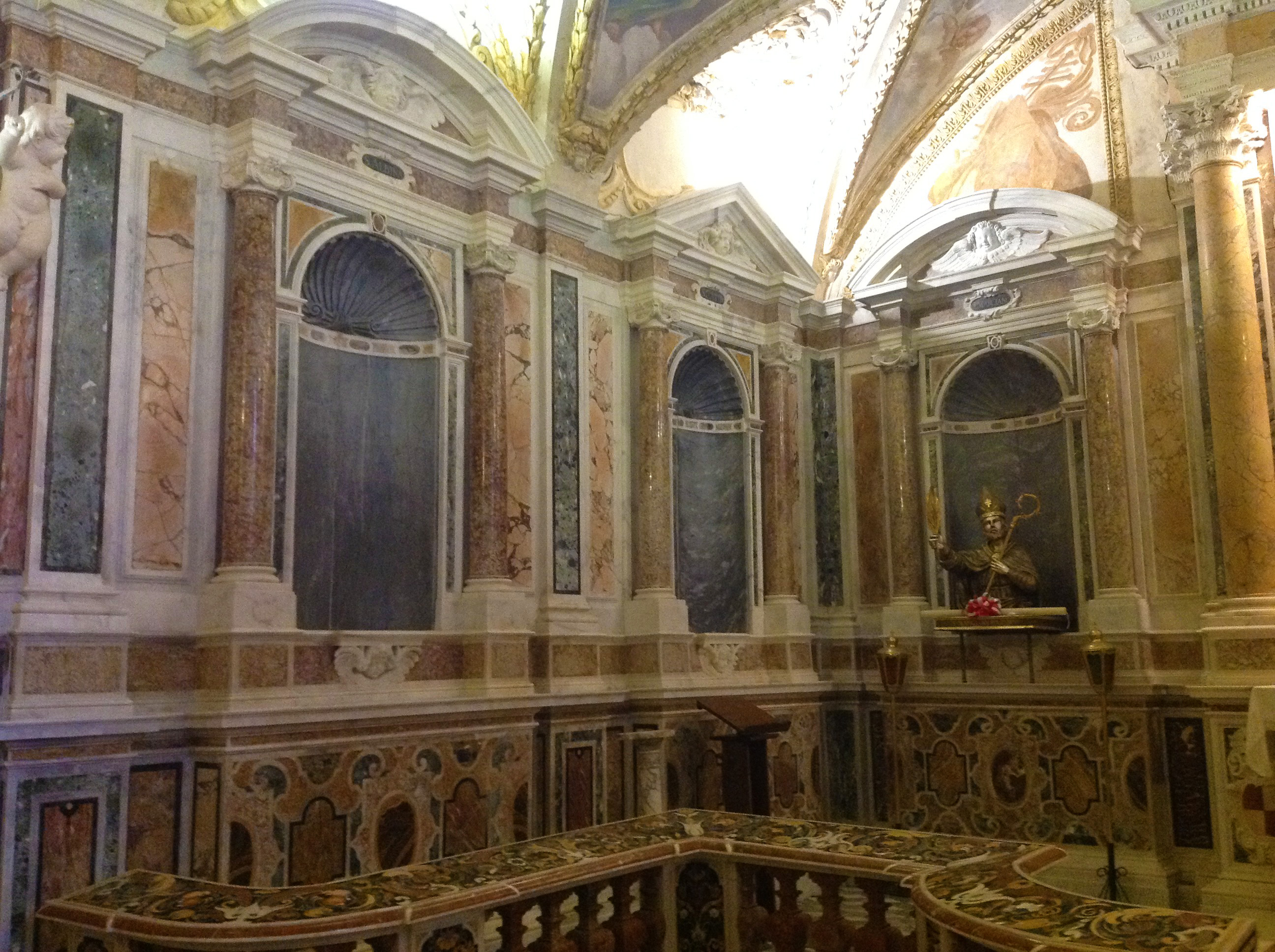
Nicchie del presbiterio

### Organo a canne
Il primo organo a canne della cattedrale venne probabilmente costruito nel XVI secolo; è identificabile come parte anteriore della cassa di quest'ultimo la cornice posticcia del trittico Incoronazione della Vergine di Giovanni da Gaeta, già nella ex chiesa di Santa Lucia e attualmente presso il Museo diocesano; essa è caratterizzata dalla presenza, sulla sommità, delle sculture dorate dei santi Erasmo, Michele arcangelo e Marciano.
Tra il 1685 e il 1689, venne costruito per la chiesa della Santissima Annunziata un organo a canne da Giuseppe de Martino, racchiuso all'interno di una cassa barocca disegnata da Dionisio Lazzari; il progetto originario prevedeva la costruzione di uno strumento gemello da posizionare sulla cantoria opposta, il quale, per problemi di natura economica, venne acquistato dalla cattedrale e collocato sulla cantoria a ridosso della parete di fondo della nuova abside. L'organo venne ampliato nel 1737 e rimosso nell'ambito dei restauri neoclassici del 1788-1792; venne collocato o nella chiesa di San Michele Arcangelo ad Itri, oppure in quella gaetana della Natività di Maria, e distrutto durante la seconda guerra mondiale.
Pietro Paolo Ferrara progettò un'ampia cantoria sopra l'ingresso della cattedrale, sorretta da due colonne tuscaniche, sulla quale trovò luogo, intorno alla metà del XIX secolo, un organo di Benedetto o Pietro Sarracini di Alvito, rimodernato agli inizi del secolo successivo da Inzoli. Lo strumento aveva un'unica tastiera e pedaliera e disponeva di 11 registri; esso era racchiuso all'interno di una cassa lignea con facciata a serliana. L'organo verrà distrutto nel bombardamento del settembre 1943 insieme ad un piccolo organo positivo ottocentesco situato nel succorpo.
Nel 1980 venne costruito un nuovo strumento dalla ditta Continiello (con canne della ditta Scotti), composto da un unico corpo situato al centro della cantoria, con mostra ceciliana in tre cuspidi e basamento dipinto nel 1985 con decorazioni monocrome da Salvatore Sasso. La consolle, collocata a pavimento in presbiterio, contro il progetto originario che la voleva sulla cantoria, disponeva di due tastiere e pedaliera; lo strumento aveva 11 registri. A causa di un rapido deterioramento dell'apparato trasmissivo elettrico, ha smesso di funzionare nel 1995 e nel 2000 è stata rimossa la consolle dalla chiesa. Lo strumento venne alienato nel corso dei restauri del 2008-2014 e ricollocato nel 2020 nella chiesa di San Francesco ad Ozieri.
L'organo attualmente presente nella basilica fu costruito dal napoletano Carlo Alboreto nel 1892 per la cappella di palazzo de Vio, che allora ospitava il seminario, ove era posizionato sulla cantoria; nel 1994 fu trasferito una prima volta nella nuova sede del seminario, e in tale occasione restaurato da Carlo Soracco. Nel 2021 venne ricollocato nella cattedrale, posto su una pedana mobile nella parte anteriore del presbiterio. Lo strumento, integro nelle sue caratteristiche foniche originarie, è a trasmissione meccanica e dispone di 5 registri. La sua consolle, che si apre al centro della parete anteriore della cassa, ha un'unica tastiera con prima ottava scavezza, senza pedaliera, con i registri azionati da pomelli lignei ad estrazione. Il materiale fonico è integralmente racchiuso entro una cassa lignea sobriamente decorata con intagli e modanature, con mostra costituita da canne di principale tripartite entro un'apertura a serliana, chiusa da portelle; la consolle è a finestra.